# Société nationale des chemins de fer vicinaux
Ne doit pas être confondu avec les chemins de fer vicinaux du Luxembourg (1899-1934).
La Société nationale des chemins de fer vicinaux (SNCV) ou en néerlandais :  Nationale Maatschappij van Buurtspoorwegen (NMVB), était, en Belgique, la société publique qui reçut dès 1885 pour mission d'établir, à la demande des autorités publiques, des lignes de chemin de fer d'intérêt local ou de tramways sur l'ensemble du territoire belge afin d'offrir un service public de transport nécessaire à la population et à l'activité économique du pays. Un grand réseau de transport public allait rapidement se développer avant la Première Guerre mondiale et évoluer jusqu'à nos jours en délaissant le transport de marchandises, prépondérant aux origines, pour le seul transport de voyageurs et la plupart des lignes de chemin de fer au profit de lignes d'autobus.

## Histoire

### Constitution

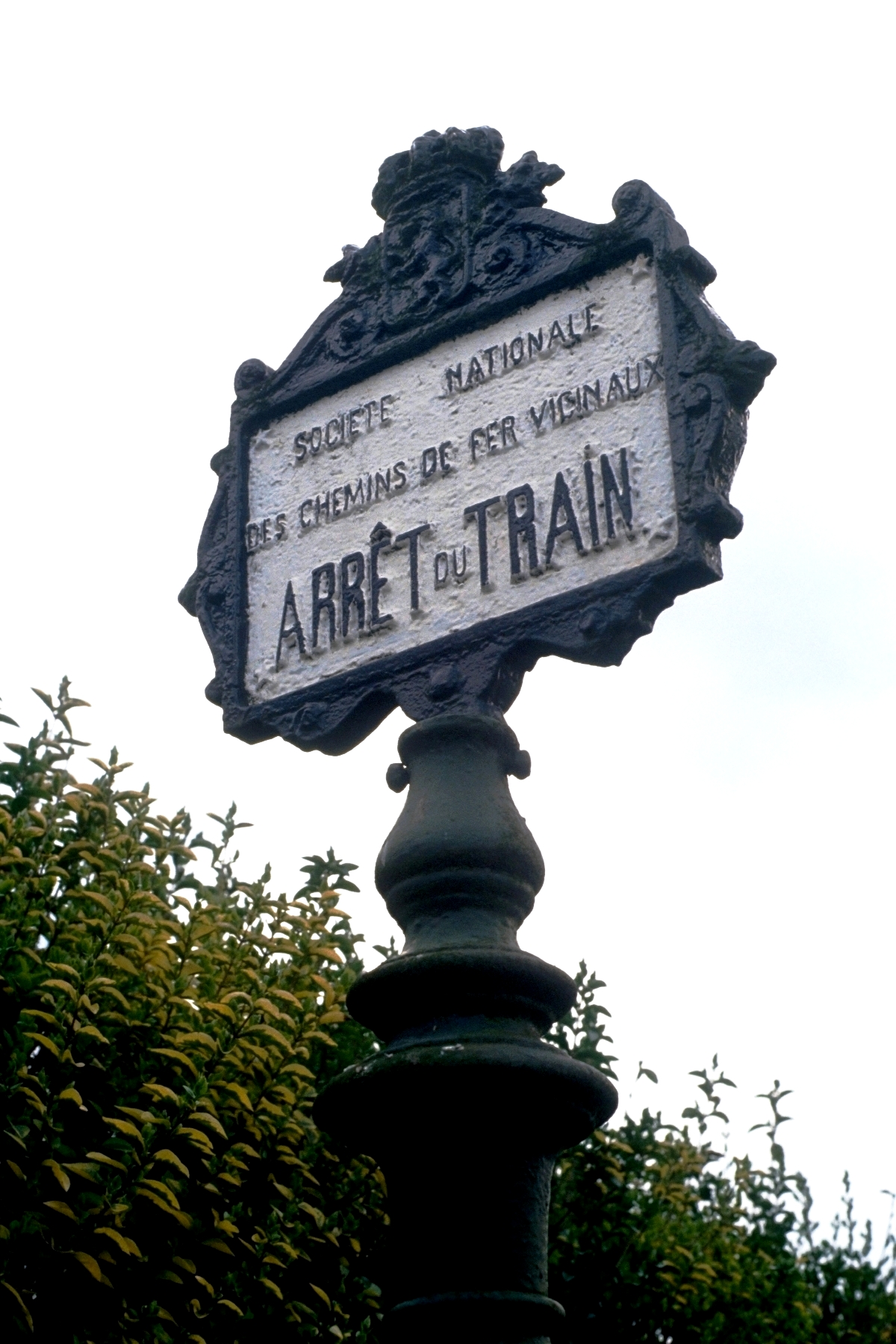
Poteau en fonte,
équipement minimum d'un arrêt.

La SNCV fut constituée par la loi du 28 mai 1884 pour construire et exploiter des chemins de fer d'intérêt local dans les régions non encore desservies par les chemins de fer, le secteur privé  jugeant l'établissement de lignes locales peu ou pas rentable.
Ces chemins de fer secondaires, construits économiquement, souvent le long de routes existantes, à voie étroite et généralement sans bâtiments aux arrêts, furent dénommés « chemins de fer vicinaux ». Ils avaient pour but de sortir les zones rurales délaissées par les chemins de fer, du marasme économique en transportant productions agricoles, engrais, colis et voyageurs de et vers les villes ou gares du « grand » chemin de fer, distantes de 25 kilomètres au plus.
En France, les « voies ferrées d'intérêt local » furent créées pour répondre aux mêmes besoins avec des infrastructures et du matériel roulant semblables. Elles connurent la plupart une évolution relativement différente avec un développement culminant vers 1928.
Une seconde étape fut concrétisée par la loi du 11 août 1924 qui autorisa la SNCV à mettre en place ses premières lignes d'autobus pour compléter son réseau ferré et tenter, sans beaucoup de succès, de faire face à la concurrence de services d'autobus privés se développant de manière anarchique.
Mais ce n'est seulement qu'à partir de 1950 que, pour le transport de voyageurs, les premières lignes ferrées furent converties à l'exploitation par autobus, les bus à la livrée rouge et crème.

#### Structure financière
Pour chaque ligne à construire, un capital propre devait être constitué pour couvrir les investissements nécessaires. Les actions, une série par capital, devaient être acquises à 50 % par l'État, 25 ou 33 % par la province et le solde par les communes concernées, voire les particuliers intéressés. Une fois l'accord trouvé pour la souscription des actions, la ligne pouvait être construite par la Société.
Ce système assurait la responsabilisation des provinces et des communes actionnaires pour la gestion de leurs lignes. Jusqu'à la Première Guerre mondiale, une fois la ligne construite, son exploitation était généralement attribuée à un concessionnaire privé (une société fermière) à la suite d'un appel d'offres public.
Pour l'ensemble du réseau, 202 capitaux furent constitués. Cela  ne correspond qu'approximativement à un nombre de lignes ou d'extensions, du fait que certains embranchements ou extensions avaient été réalisés grâce à une augmentation du capital de la ligne à laquelle ils se rattachaient.
Ces capitaux ont été fusionnés par la suite, probablement surtout après 1946, pour arriver à former dix-neuf capitaux compatibles avec les limites géographiques des entités d'exploitation.

#### Organisation
La Société était dirigée par un conseil d'administration qui avait dans ses attributions la concession et l'extension des lignes, l'émission des actions ainsi que la gestion du patrimoine mobilier et immobilier, dont les contrats d'achat et de vente de terrains et de matériels nécessaires aux installations et à l'exploitation des lignes.
De plus, il y avait un comité de surveillance composé d'un commissaire par province. L'assemblée générale était quant à elle composée, entre autres, d'un représentant par province et par commune actionnaire.
Outre l'administration centrale, des directions régionales au nombre de six à neuf, selon l'époque, correspondant à une ou plusieurs provinces, avaient dans leurs attributions l'exploitation des lignes non affermées, la gestion du personnel, des installations et du matériel de la SNCV.
Ces directions régionales étaient appelées « groupes » et gagnèrent en importance après la Première Guerre mondiale et la reprise en mains propres de l'exploitation de la plupart des lignes.
Ces groupes se subdivisaient en sous-groupes qui dépendaient d'un siège d'exploitation (ou qui étaient encore exploités par une société fermière) et qui étaient eux-mêmes dénommés tantôt « groupe », tantôt « réseau ».
Ces entités d'exploitation dépendaient d'un atelier central propre ou commun à plusieurs entités, le nombre de ces ateliers diminuant à la suite des rationalisations et modernisations successives. Ces ateliers (Andenne, Cureghem, Destelbergen, Eugies, Hasselt, Jumet, Kessel-Lo, Liège-Saint-Gilles, Merksem et Ostende) évoluèrent, après la Seconde Guerre mondiale, de la transformation de matériel roulant ferré à la construction de véhicules neufs.

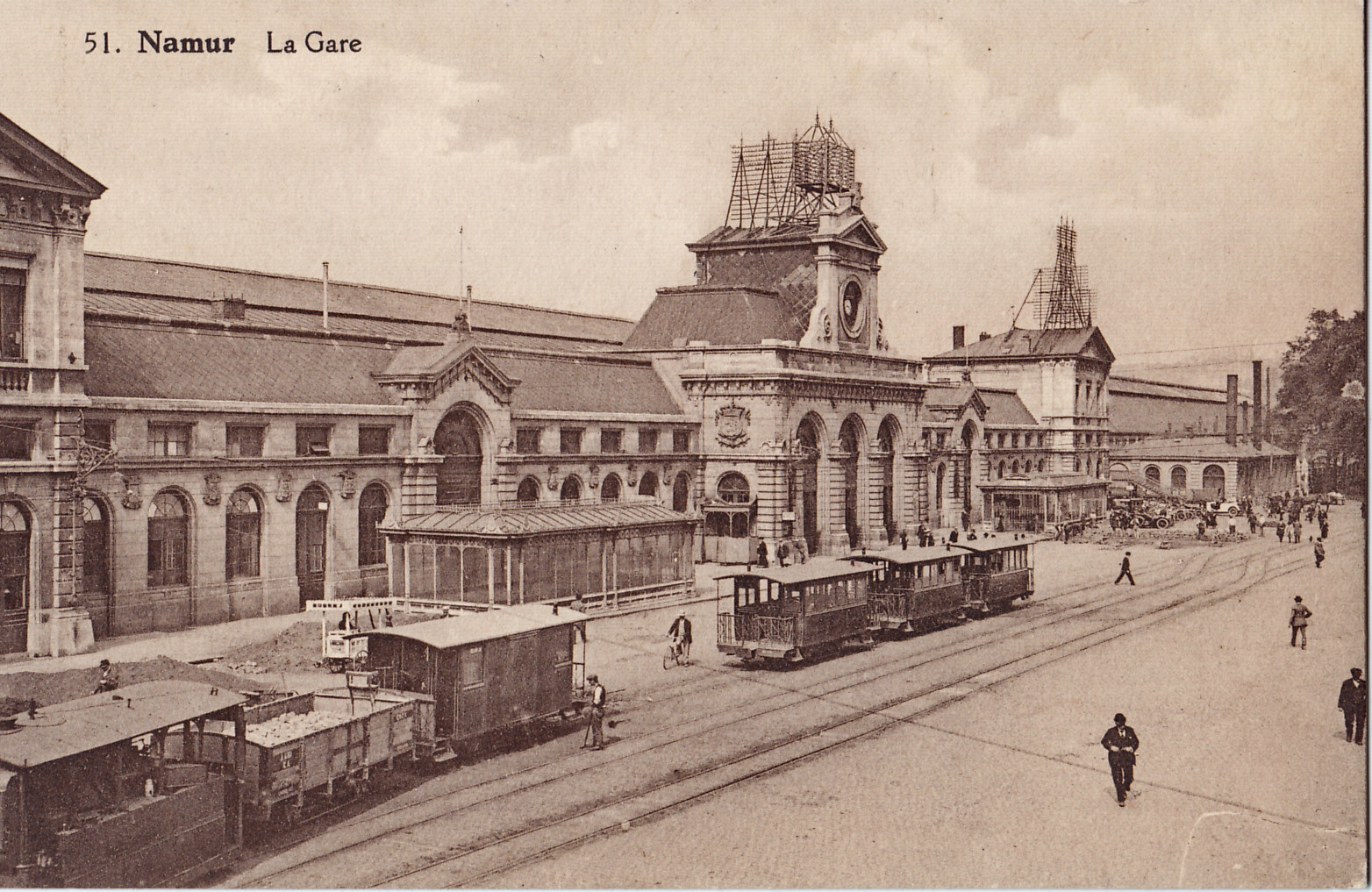
Tramways devant la gare de Namur, avant la Première Guerre mondiale.

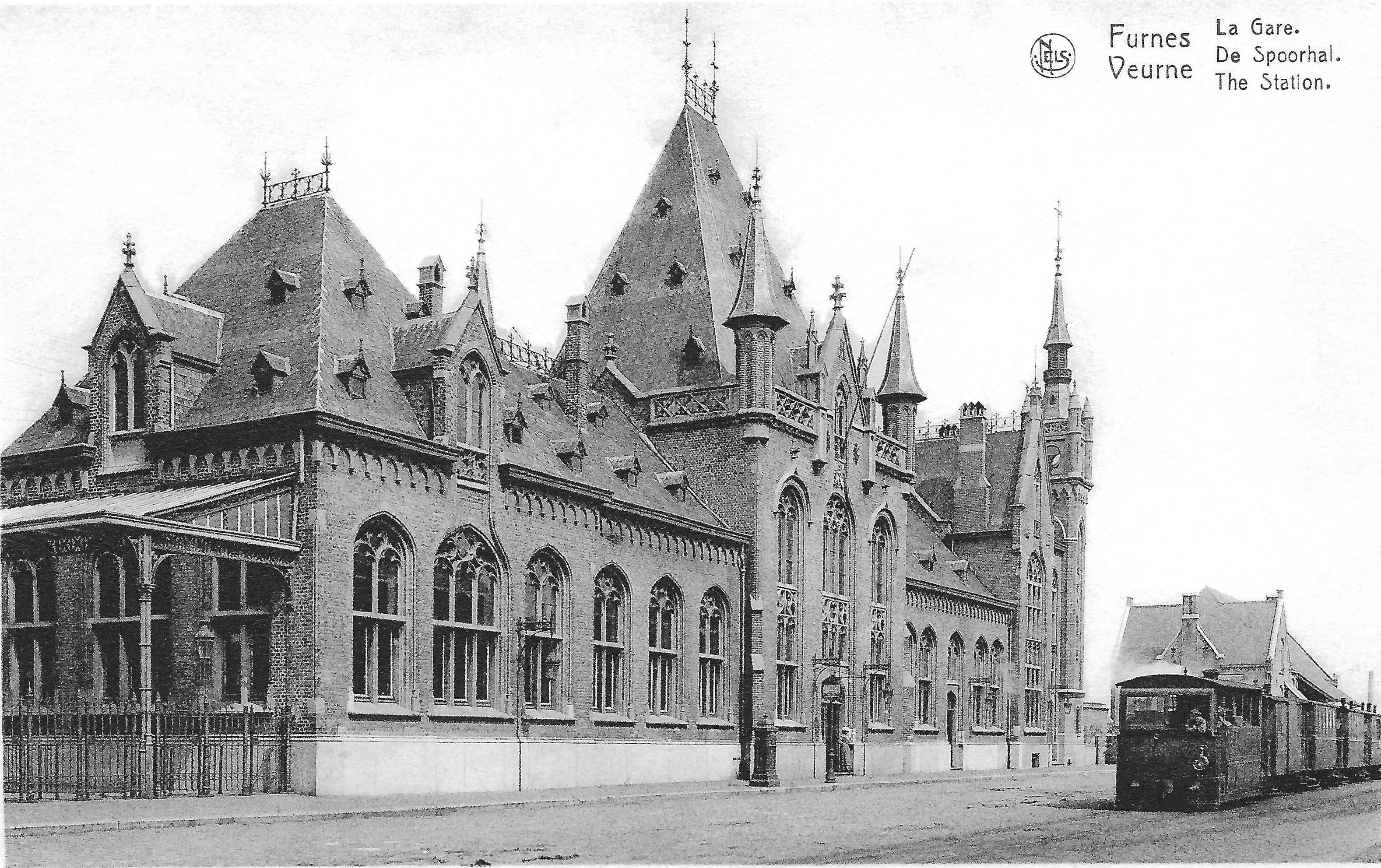
Tramway à vapeur devant la gare de Furnes à la même époque.

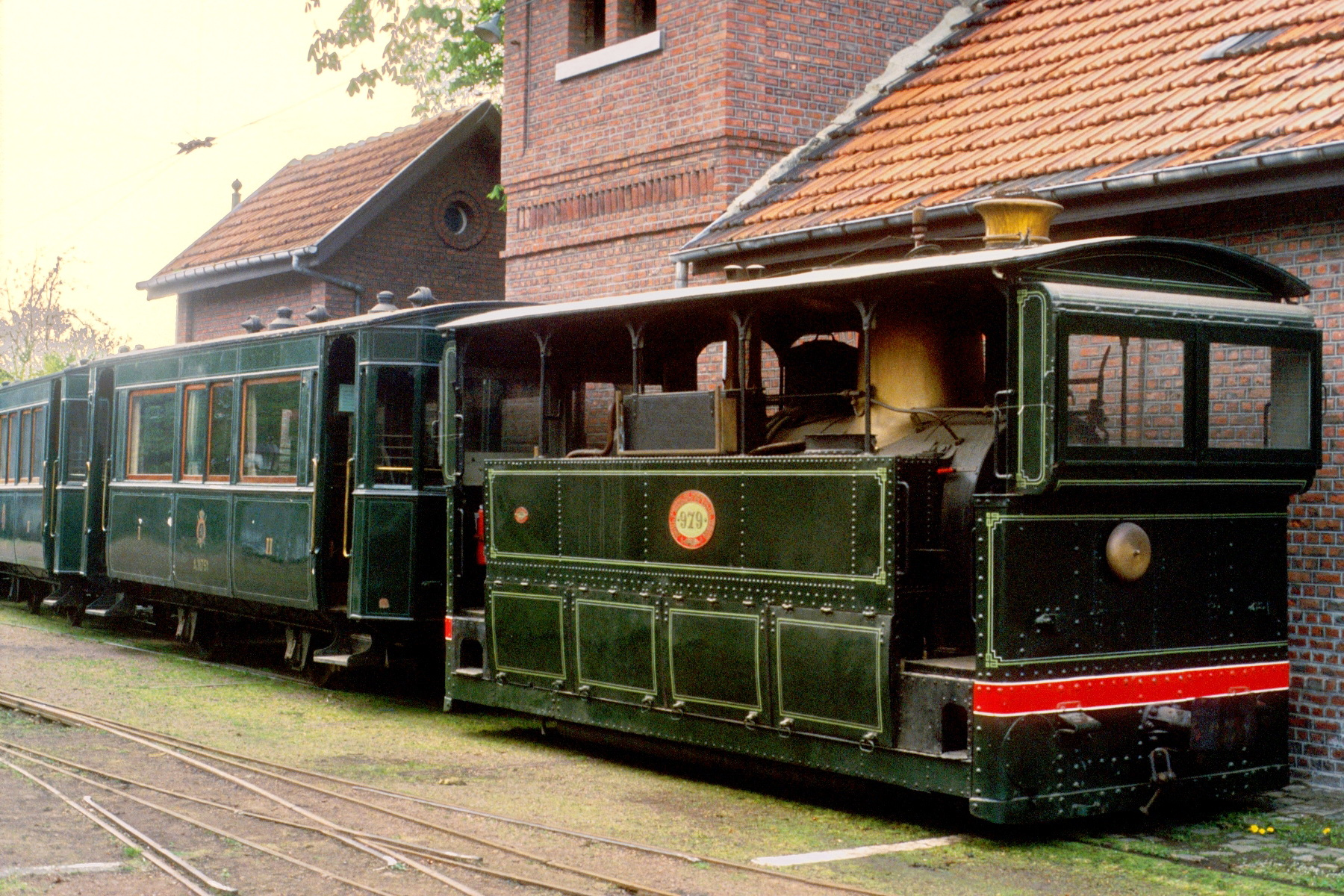
Train vicinal à vapeur au musée de Schepdaal en 1993.

### Développement jusqu'à la Première Guerre mondiale
En juillet 1885 est mis en service le premier tramway à vapeur entre Ostende et Nieuport, ligne qui atteindra Furnes l'été suivant. Cette ligne passant par les villages est parallèle à la future ligne vicinale côtière (desservie aujourd'hui par le tramway de la côte belge) dont elle partagera une section commune entre Lombardsijde et Nieuport-Ville.
En septembre 1885 est mise en service une seconde ligne vicinale à vapeur de 38,5 km entre  Anvers (Antwerpen - Turnhoutse Poort) et Hoogstraten. Sur cette même ligne, à la hauteur d'Oostmalle, un embranchement vers Turnhout est construit l'année suivante.
Avant la Première Guerre mondiale, la SNCV construisait les lignes, avec l’argent de l’État, des Provinces, des Communes et de particuliers intéressés par la chose, et les faisait exploiter par des sociétés concessionnaires. Après cette guerre, compte tenu de la rentabilité insuffisante de ces concessions, la SNCV reprendra en gestion directe la plupart des lignes.
Ce déploiement des chemins de fer en milieu rural est entre autres illustré par les lignes du groupe de Wellin, dont seule la ligne des grottes de Han est encore en service.
Le matériel roulant de l’époque de la vapeur était simple et robuste : voitures et fourgons à deux essieux, wagons plats, ouverts, fermés, locomotives à vapeur bicabines pour éviter les retournements et complètement carrossées pour limiter les nuisances sur les voies publiques. [voir image ci-contre]
Si la traction durant cette période est majoritairement réalisée par des locomotives à vapeur, la SNCV commence à électrifier des lignes principales dès 1894. Cette année-là, les trains à vapeur sont remplacés par des trams électriques entre Bruxelles (place Rouppe) et Uccle (Petite-Espinette).
- Longueur du réseau, avant la Première Guerre mondiale[6],[7] :

| Année | Longueur | Dont lignes électrifiées |
| ----- | -------- | ------------------------ |
| 1885  | 60 km    | 0 km                     |
| 1890  | 838 km   | 0 km                     |
| 1895  | 1 325 km | 18 km                    |
| 1900  | 1 850 km | 70 km                    |
| 1905  | 2 737 km | 137 km                   |
| 1907  | 3 000 km |                          |
| 1910  | 3 737 km | 291 km                   |
| 1914  | 4 100 km | 410 km                   |
| 1918  | 1 865 km |                          |
| 1922  | 3 515 km |                          |
| 1940  | 4 812 km |                          |
| 1950  | 4 250 km | 1 528 km                 |
| 1960  | 977 km   | 830 km                   |
| 1978  | 200 km   | 200 km                   |

À la veille de la Première Guerre mondiale, pour le transport de marchandises, le réseau de la SNCV compte 158 gares de transbordement partagées avec le chemin de fer de l’État, dessert 513 raccordements privés et utilise 7 915 wagons divers.

### La période entre les deux guerres mondiales
À l'Armistice de novembre 1918, seulement 1 865 km de lignes sur 4 095 ont survécu aux destructions et démontages liés à la guerre. Les difficultés financières dues entre autres à la reconstruction du réseau amènent la SNCV à reprendre au privé l'exploitation de la plupart des lignes.
En 1922, 3 515 km de lignes ferrées sont exploitées directement par la SNCV et seulement 779 km par des sociétés fermières.
En 1927, les finances étant stabilisées, la SNCV se lance dans un programme de modernisation et d'extension du réseau.
L'électrification des lignes à fort trafic voyageurs entraîne la formation de réseaux électrifiés en étoile qui relient les grandes villes (Anvers, Bruxelles, Charleroi, Gand, Liège, Mons) aux extrémités des provinces, de même que la création de lignes interlocales menant à Bruges, Courtrai, Hasselt, Ostende, Tournai et Verviers.

Cartes
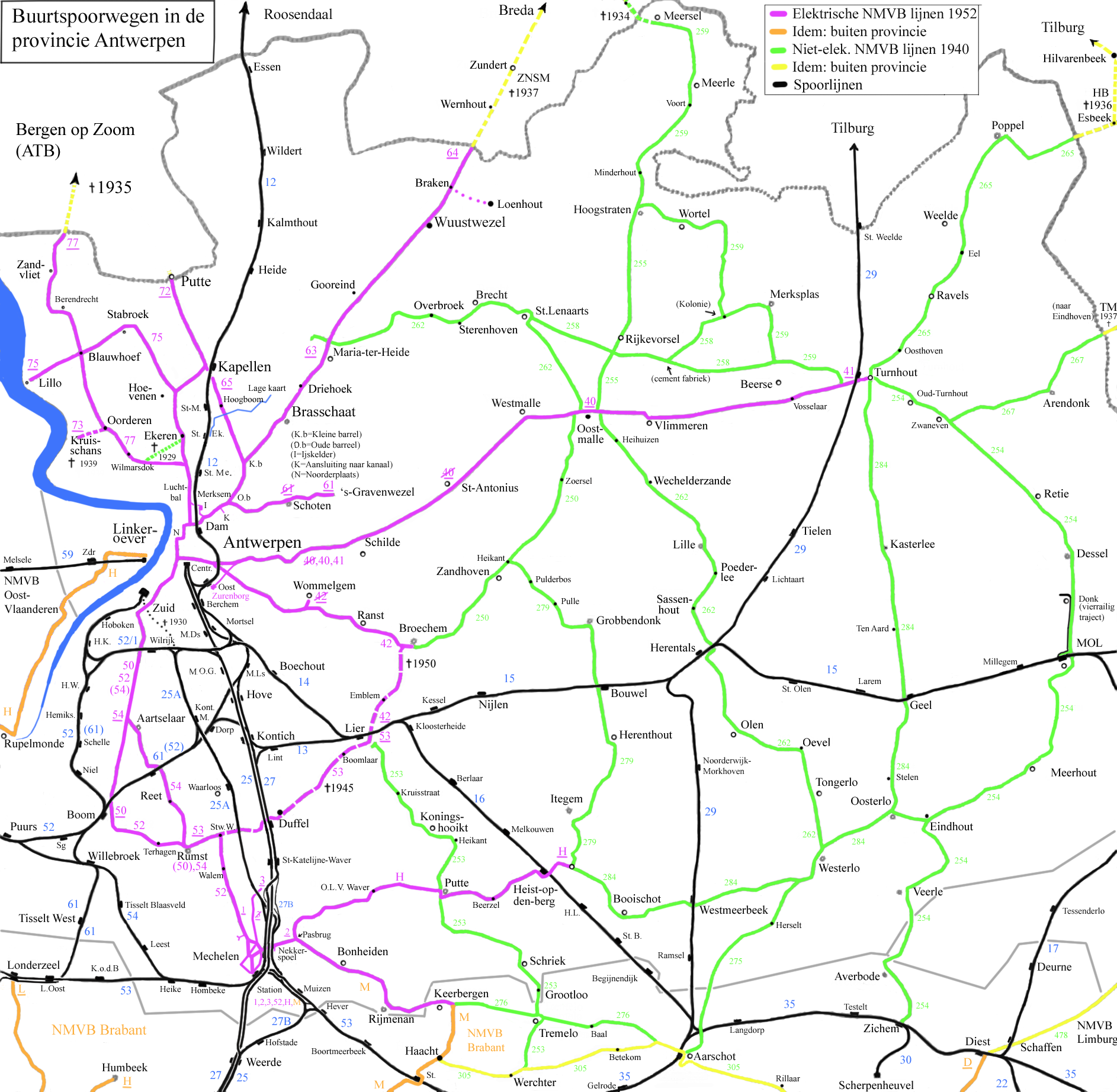
Province d'Anvers.
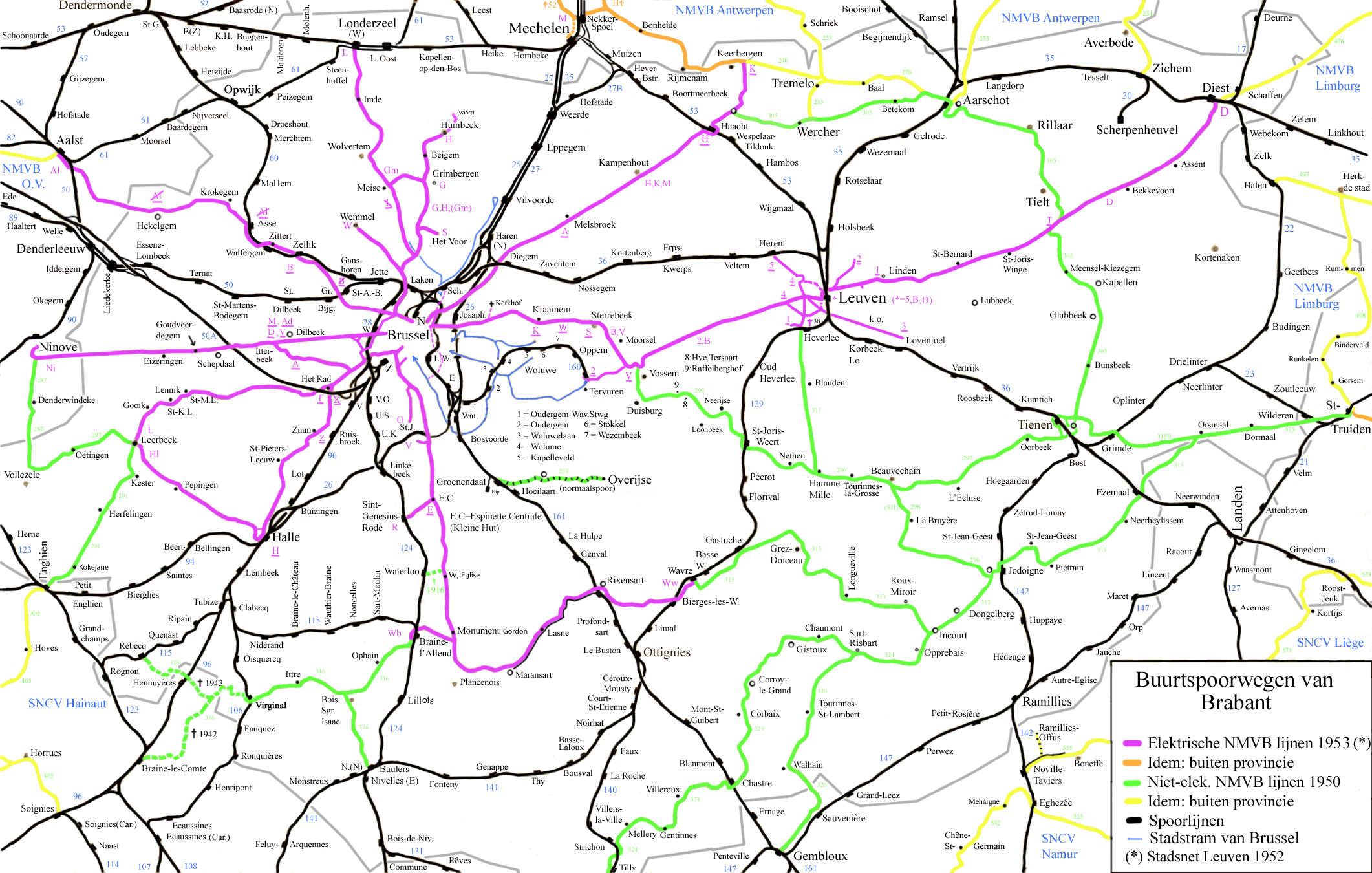
Brabant.
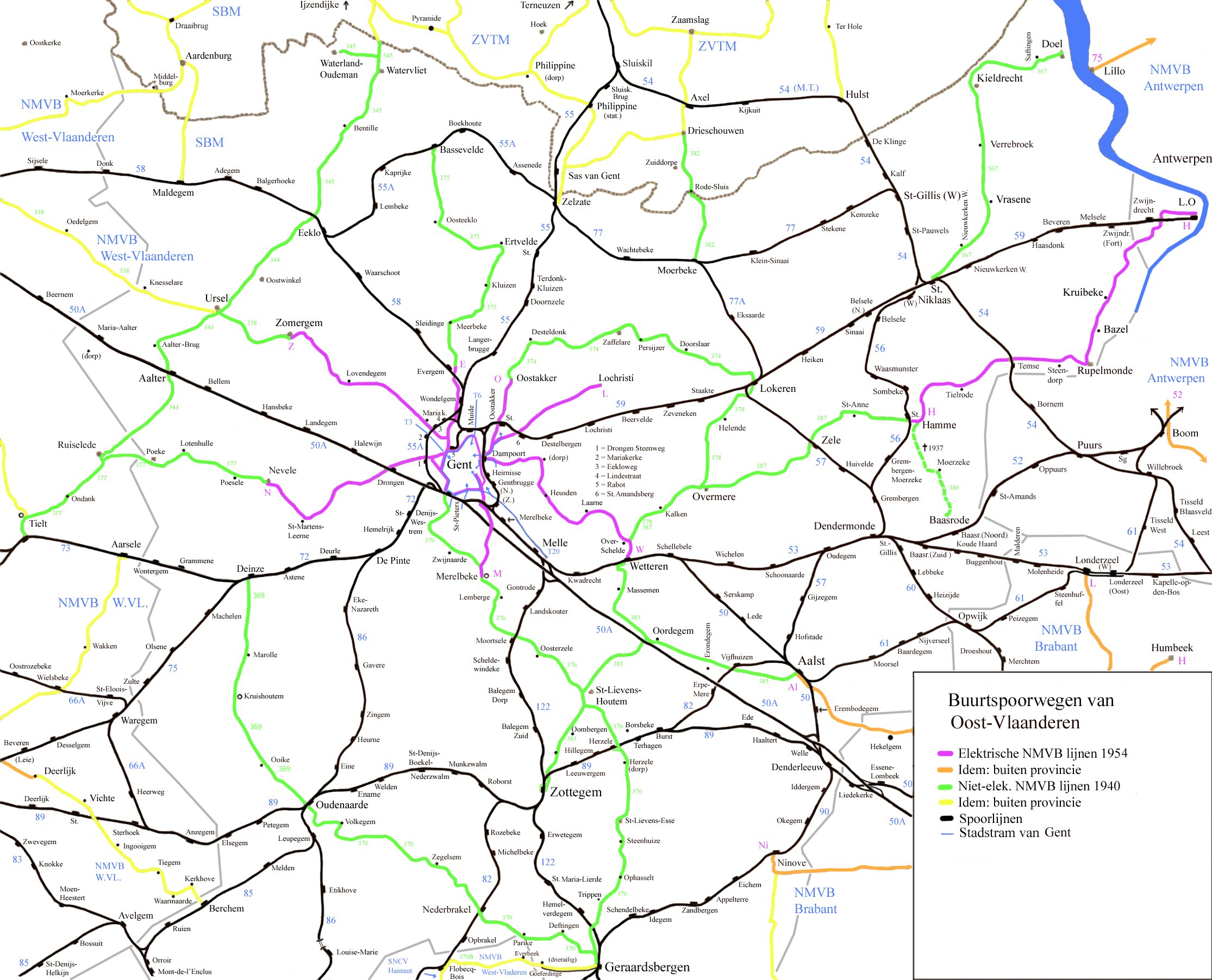
Flandre-Orientale.
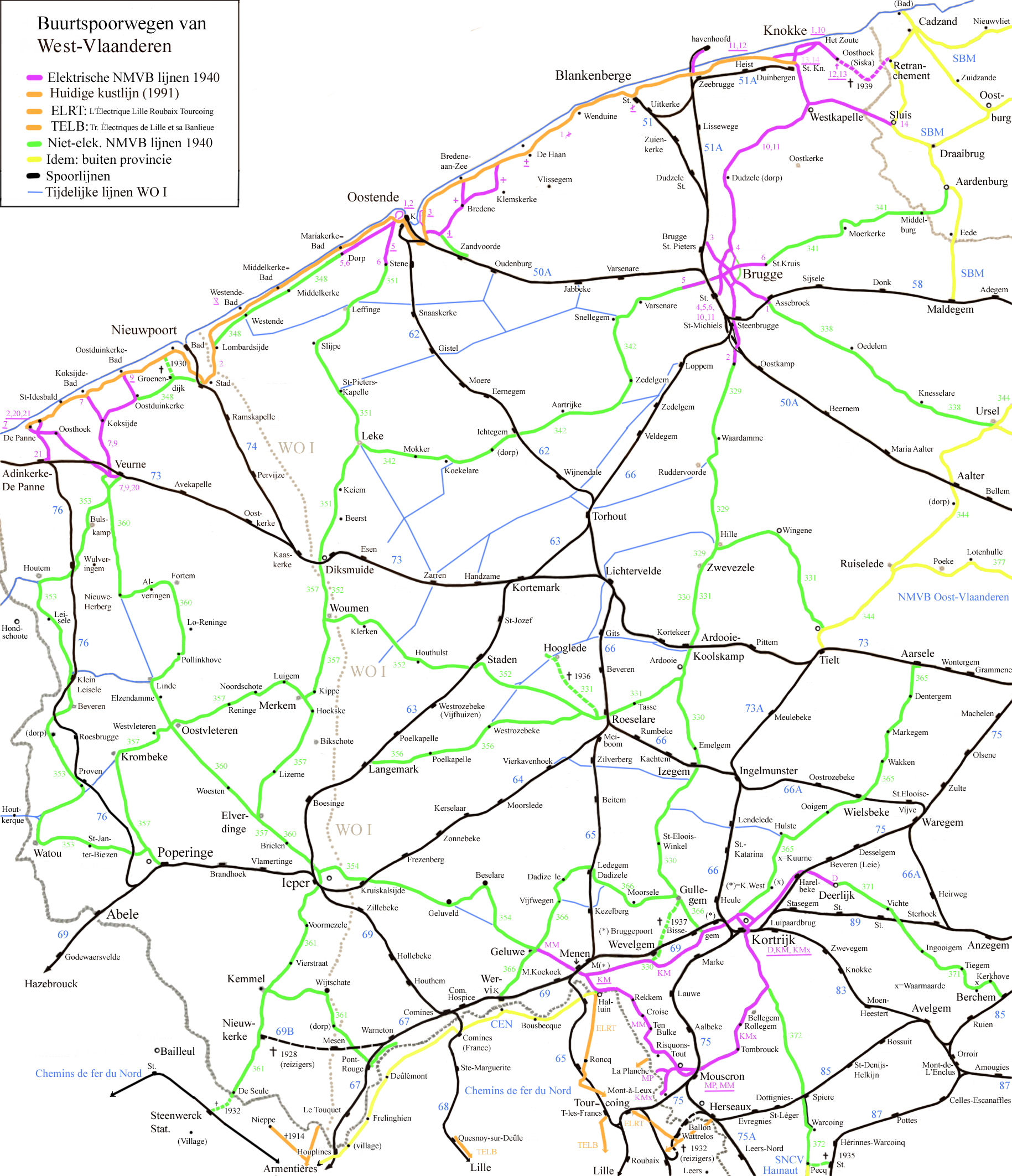
Flandre-Occidentale
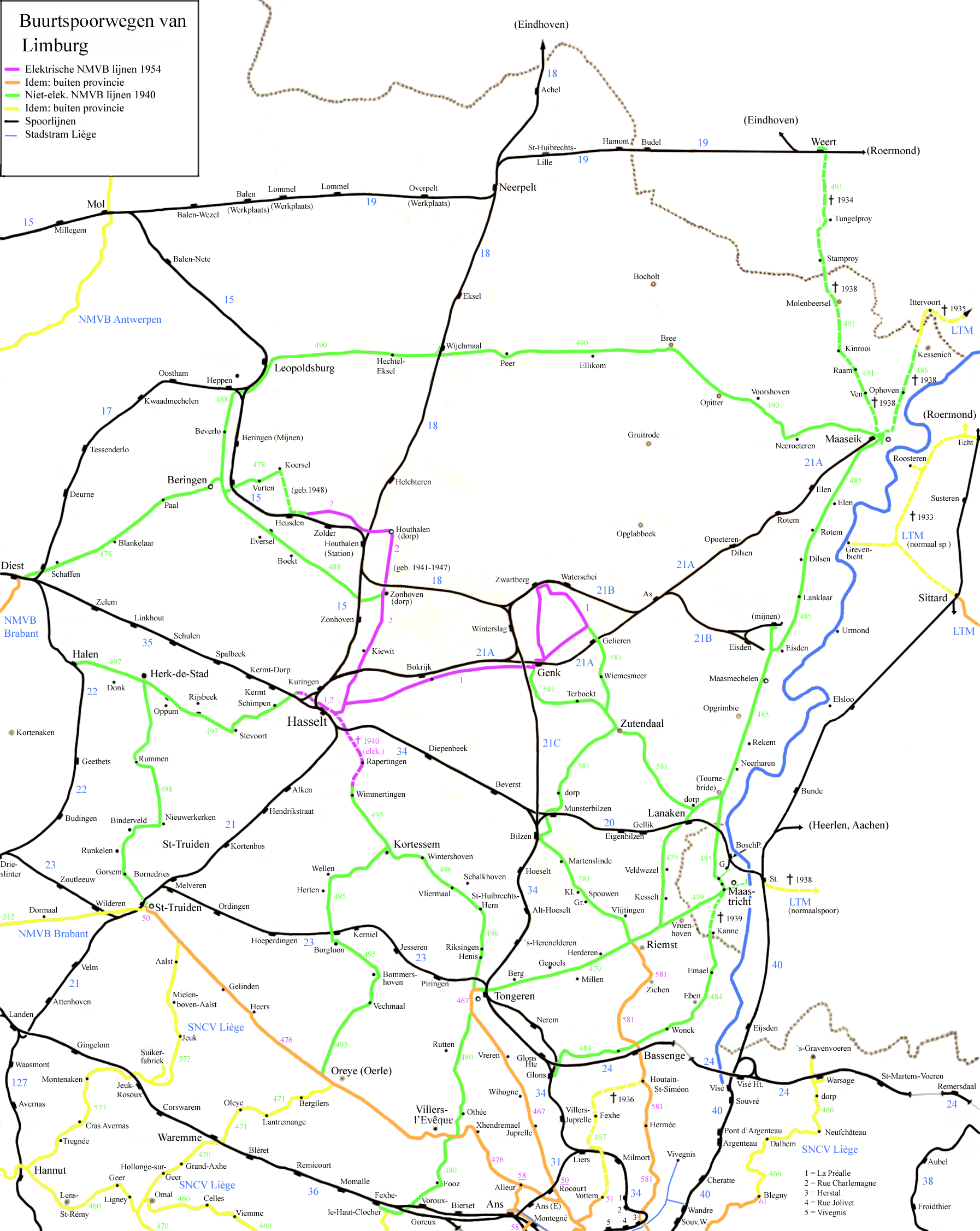
Limbourg.
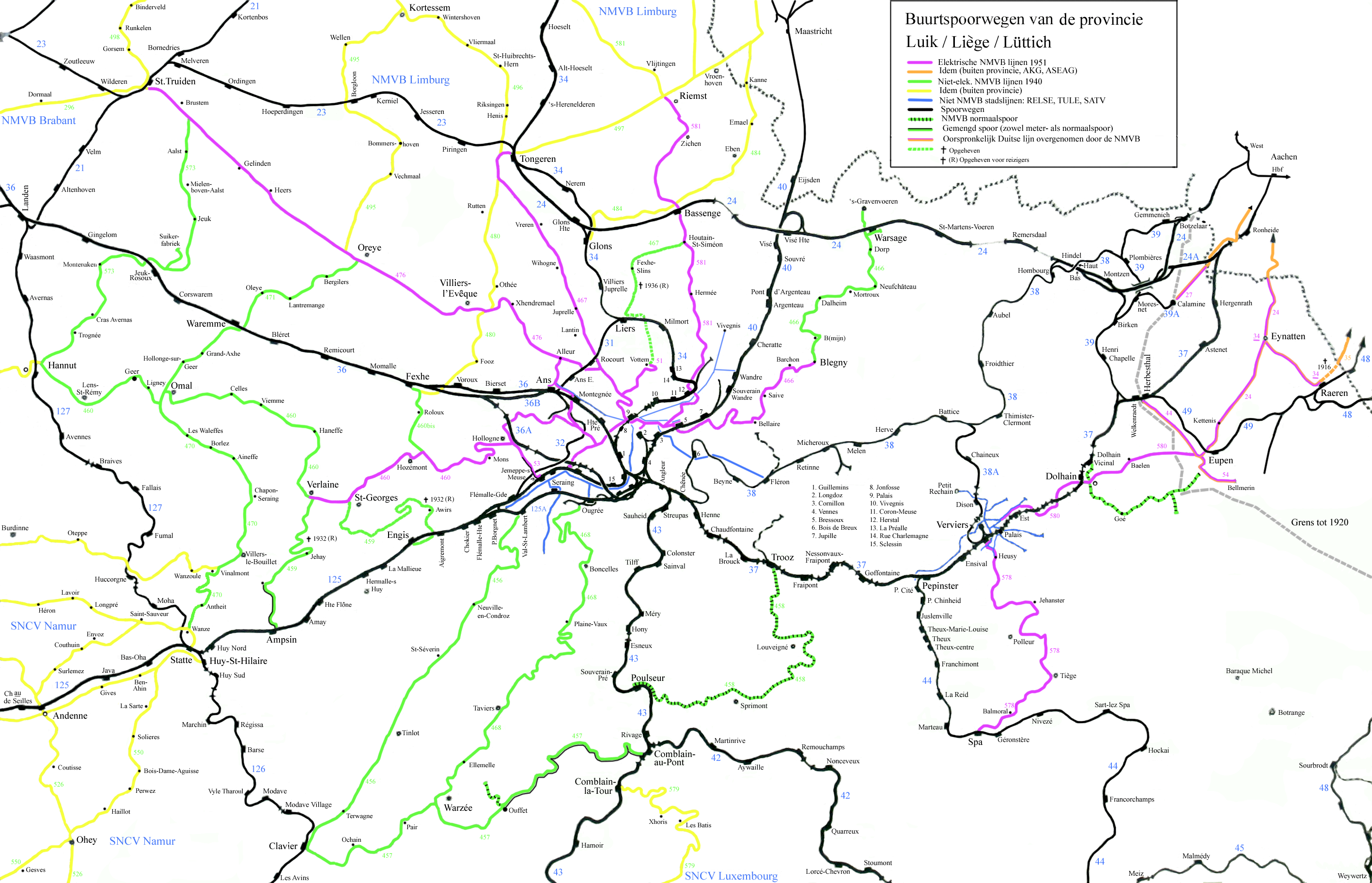
Province de Liège.
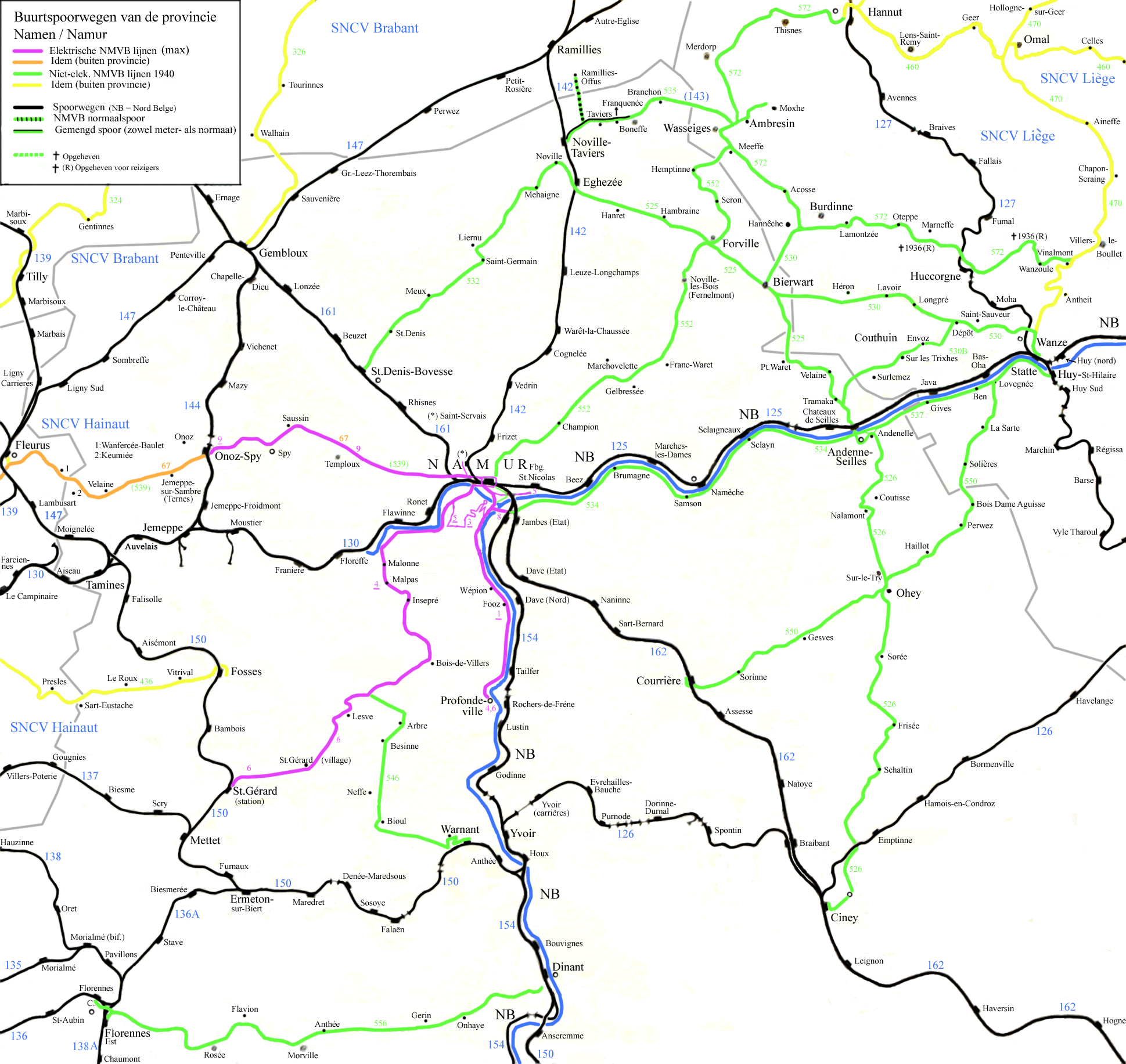
Province de Namur (Nord).
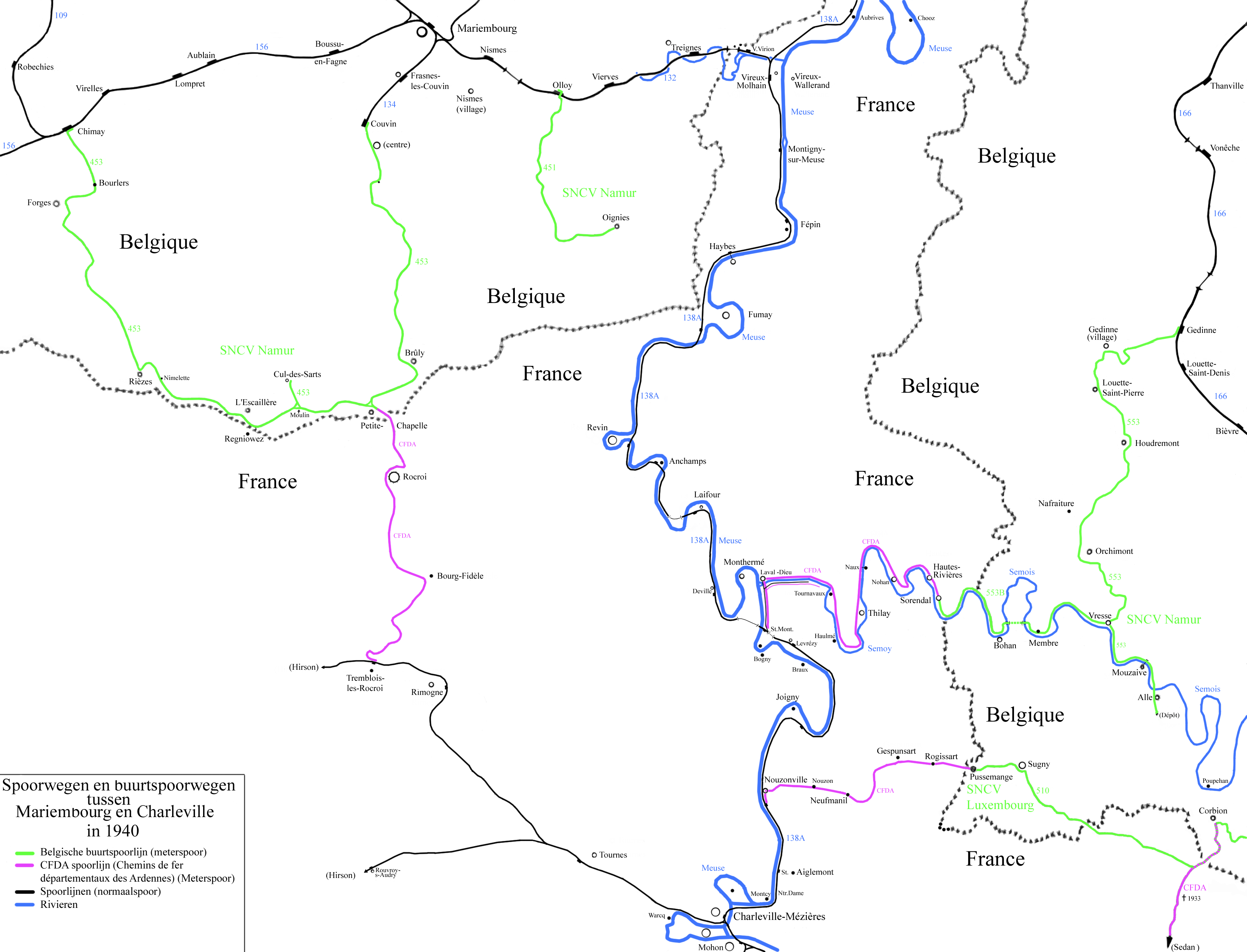
Province de Namur (Sud).
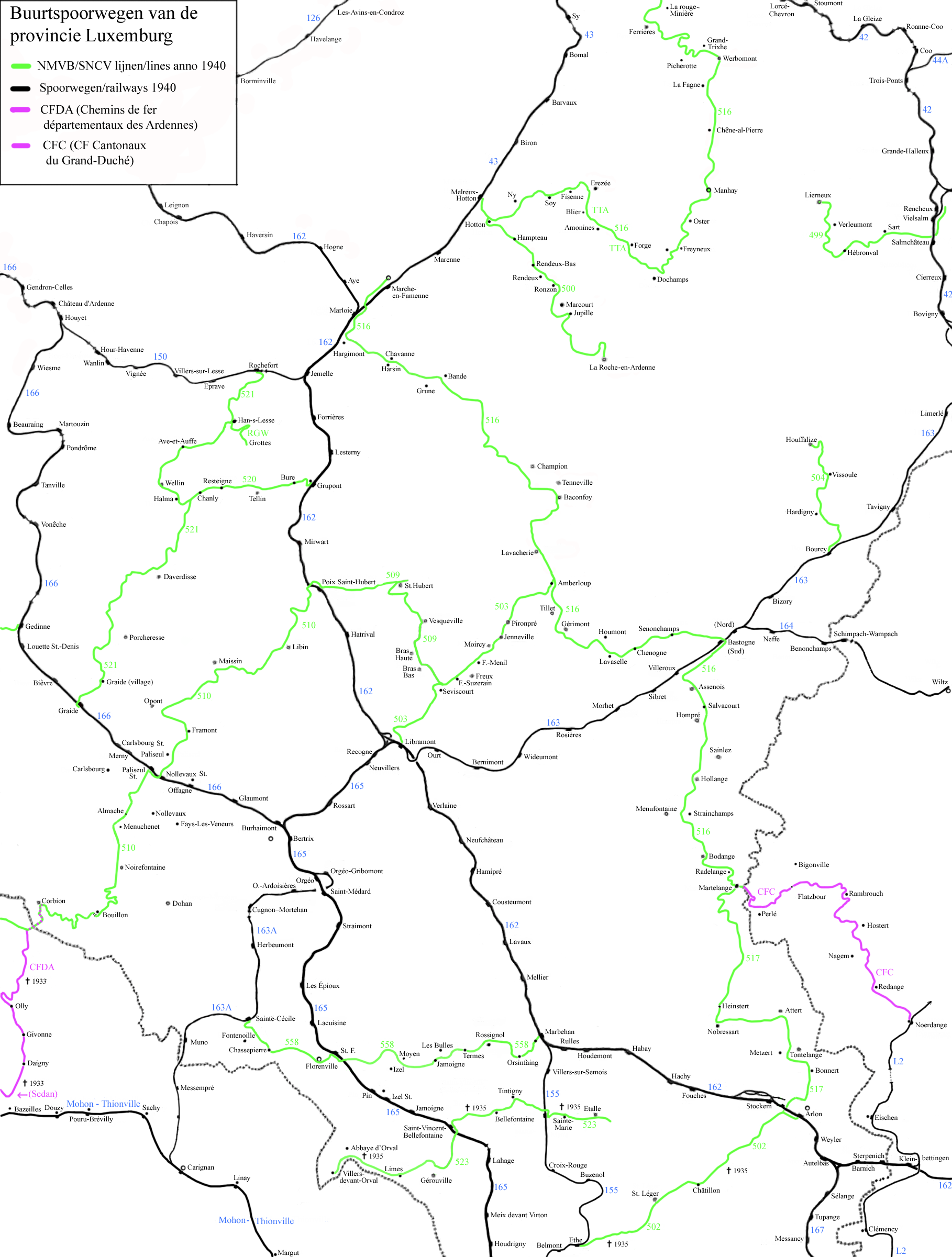
Province de Luxembourg.
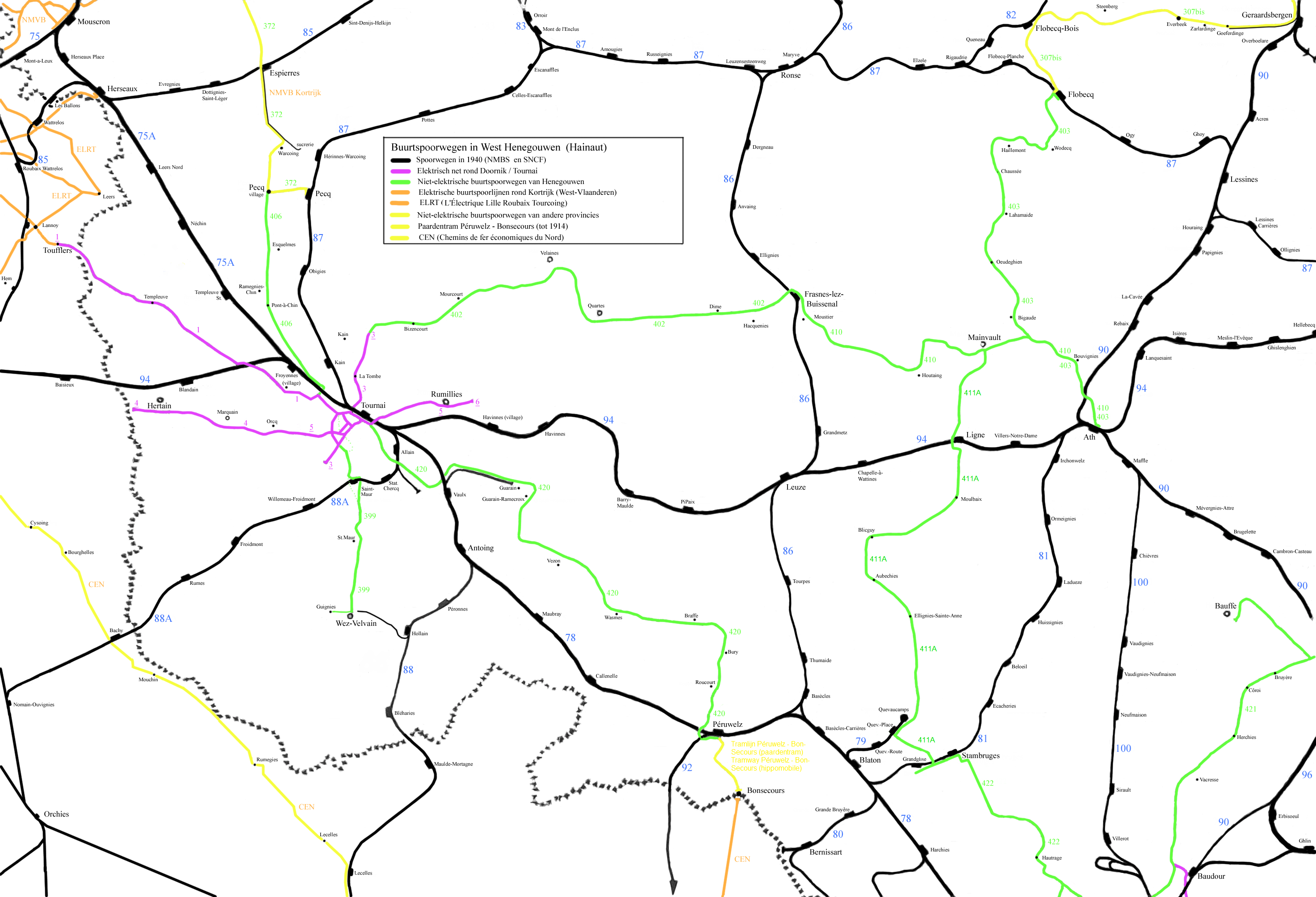
Province de Hainaut (Ouest).
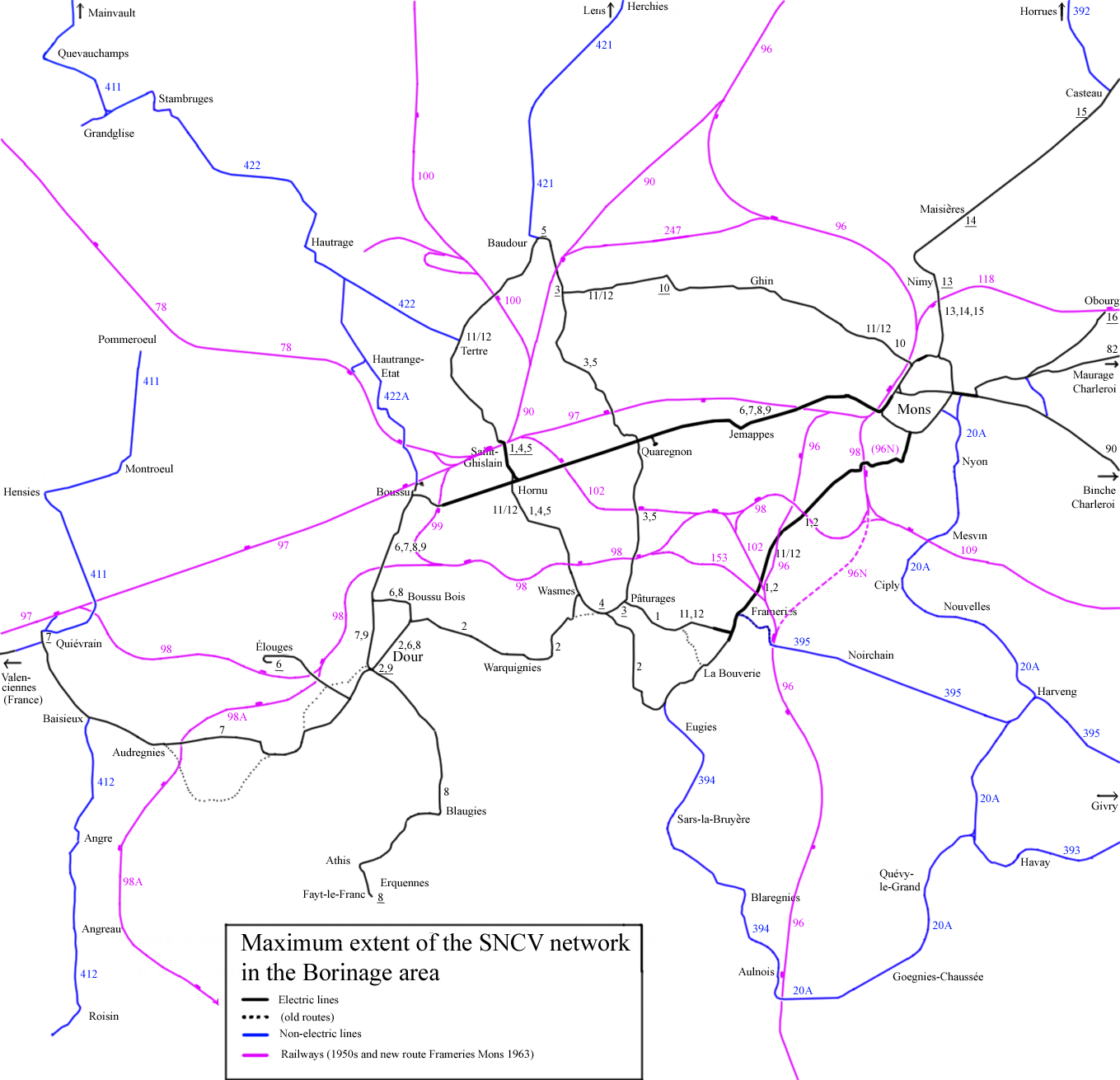
Province de Hainaut (Borinage).
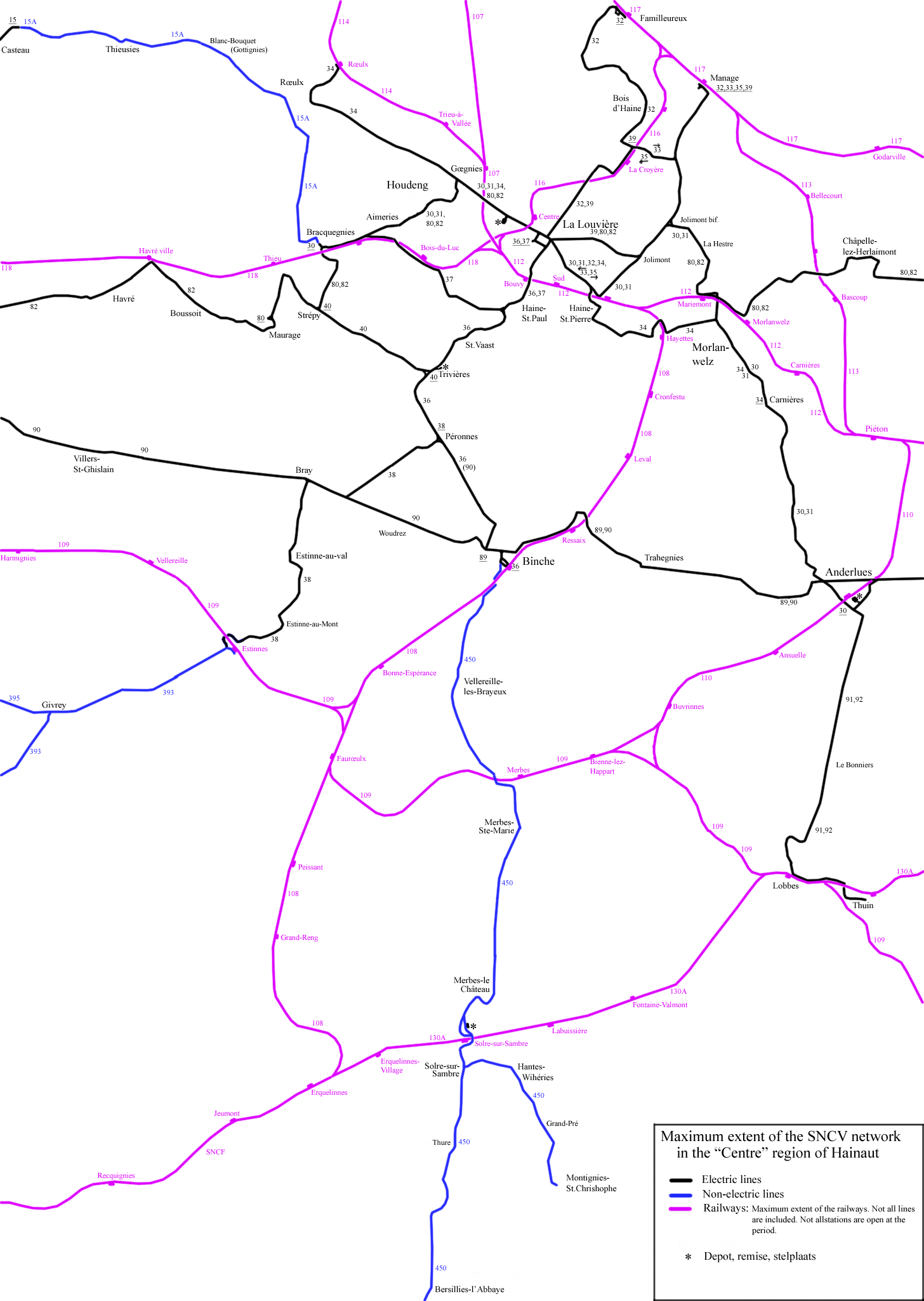
Province de Hainaut (Centre).
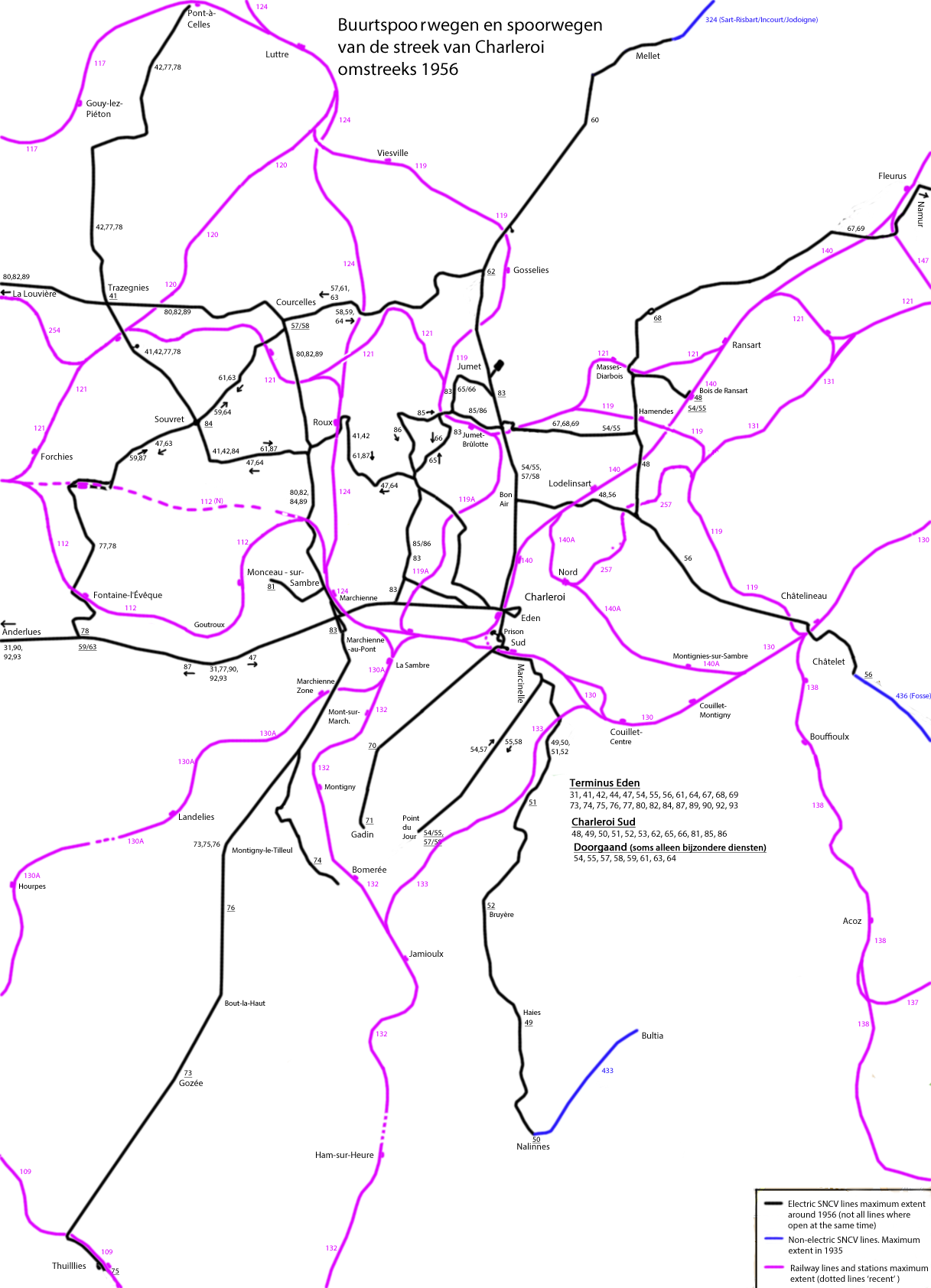
Province de Hainaut (agglomération Charleroi).

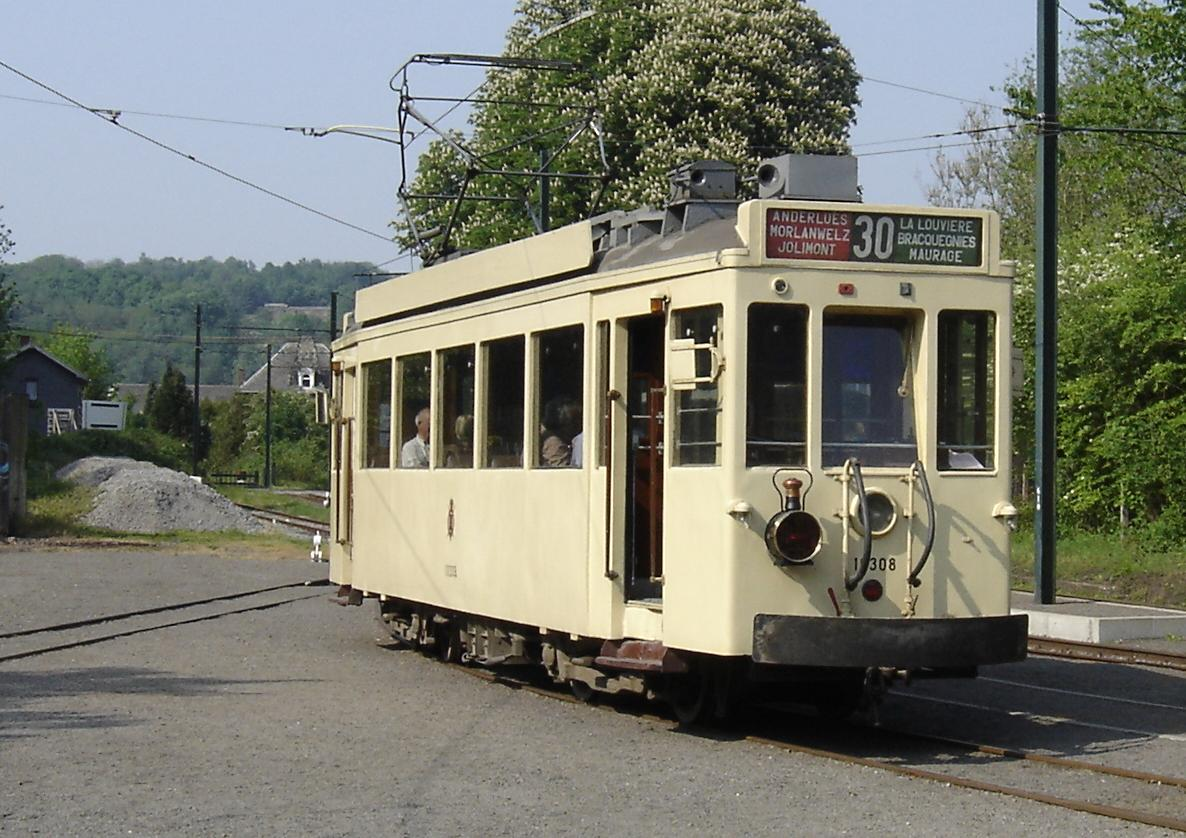
Motrice « Standard » SNCV, au musée de Thuin en 2007.

La SNCV fait construire 400 motrices rapides à bogies (dites du type « Standard ») pour exploiter ces lignes électrifiées. [voir image ci-contre]. Elle exploite également de petits réseaux de tramways électriques urbains à Bruges, Louvain, Malines, Namur et Ostende à l'aide de petites motrices à deux essieux.
Sur les lignes à faible trafic voyageurs, la modernisation consiste à assurer ce trafic à l'aide d'autorails (désignés par l'abréviation « AR ») tandis que les trains de marchandises restent tractés par des locomotives à vapeur. Dès 1936, la SNCV dispose de 280 autorails diesel à deux essieux qui permettent d'assurer quasiment tout le trafic voyageurs sur les lignes non électrifiées.
Le klaxon vicinal typique à deux tons, construit par la Compagnie industrielle et commerciale du cycle et de l'automobile, sera monté à partir de 1935 sur les autorails et motrices électriques rapides en plus du gong.
À la veille de la Seconde Guerre mondiale, la SNCV dispose en outre d'une centaine d'autobus d'aspect assez rudimentaire se répartissant en plusieurs petites séries plutôt expérimentales. Ces autobus permettent à la SNCV d'exploiter elle-même trente-cinq lignes totalisant 502 km.
L'exploitation d'autobus avait en effet débuté en 1925 alors que la ligne ferrée projetée entre Auderghem et Overijse n'avait pu être construite pour des raisons techniques et administratives : la SNCV avait alors acquis ses treize premiers autobus pour exploiter provisoirement une ligne Etterbeek (place Jourdan) - Auderghem - Overijse.

### L'évolution après la Seconde Guerre mondiale

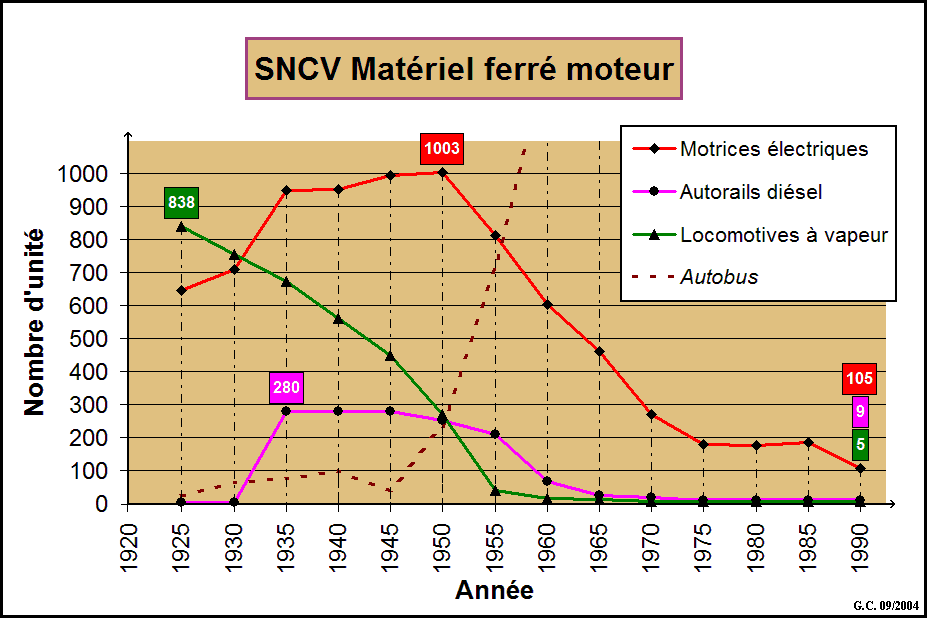
Évolution du matériel ferré moteur de la SNCV.

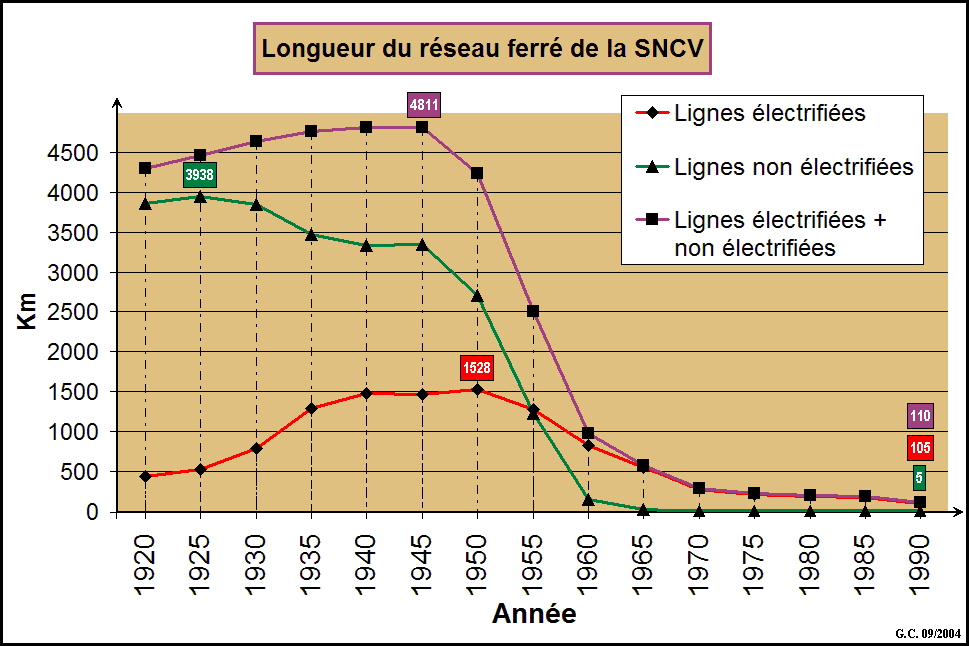
Évolution du réseau ferré de la SNCV.

#### Le réseau non électrifié
Pour le service voyageurs, aux cinq autorails à bogies mis en service en 1940 (AR 284 à 288), s'ajoutent en 1947 six autres autorails à bogies dits aérodynamiques (AR 291 à 296). Toutefois entre 1950 et 1960, la longueur du réseau non électrifié diminue de 2 712 km à 147 km en raison du développement du transport privé de marchandises par camion et du remplacement des services d'autorail voyageurs par des autobus.

#### Le transport de marchandises

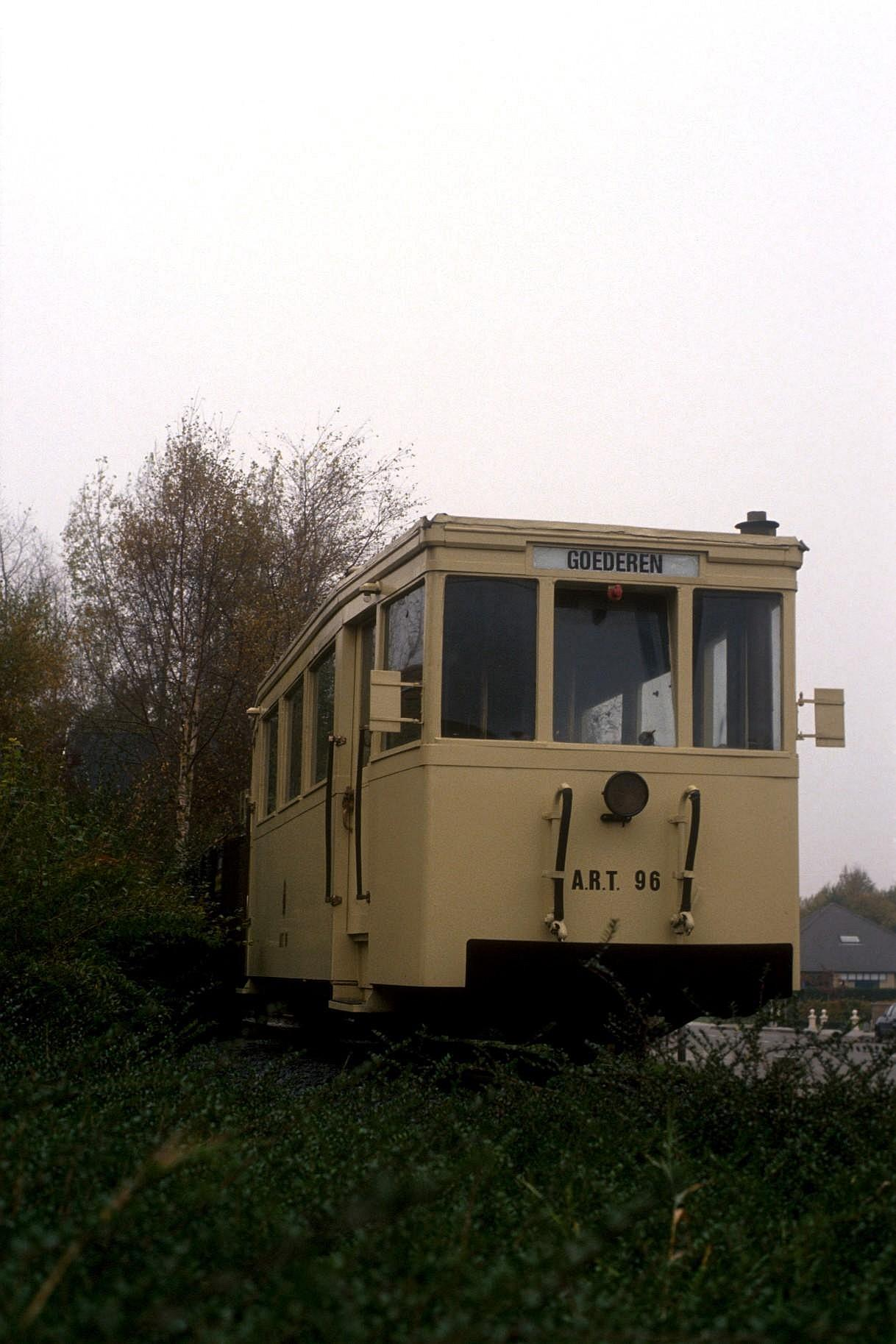
Autorail construit en 1934, transformé en tracteur en 1949, revendu à une sucrerie en 1968, exposé à Koekelaere en 1992.

Pour le service marchandises sur les lignes non électrifiées à voie métrique, les locomotives à vapeur sont remplacées par des autorails tracteurs (désignés par l'abréviation « ART »). À cet effet, entre 1949 et 1950, 58 autorails à deux essieux sont transformés en autorails tracteurs : motorisation plus puissante, modification des rapports de la boîte de vitesses, lestage, adaptation du système de freinage, etc.
Quatre autorails tracteurs à la carrosserie d'aspect plus moderne sont construits neufs (ART 297 à 300). Les autorails tracteurs sont capables de remorquer des trains d'une petite dizaine de wagons chargés.
Sur les lignes électrifiées, à côté de ces autorails tracteurs, des fourgons moteurs ou des motrices électriques remorquent également les trains de marchandises.
Le volume de transport de marchandises qui avait commencé à diminuer à partir de 1938 où il représentait encore 15,9 % des recettes avec 4 174 171 tonnes transportées sur une distance moyenne de 16,8 km, après une brusque augmentation durant les années de guerre, va continuer à diminuer.

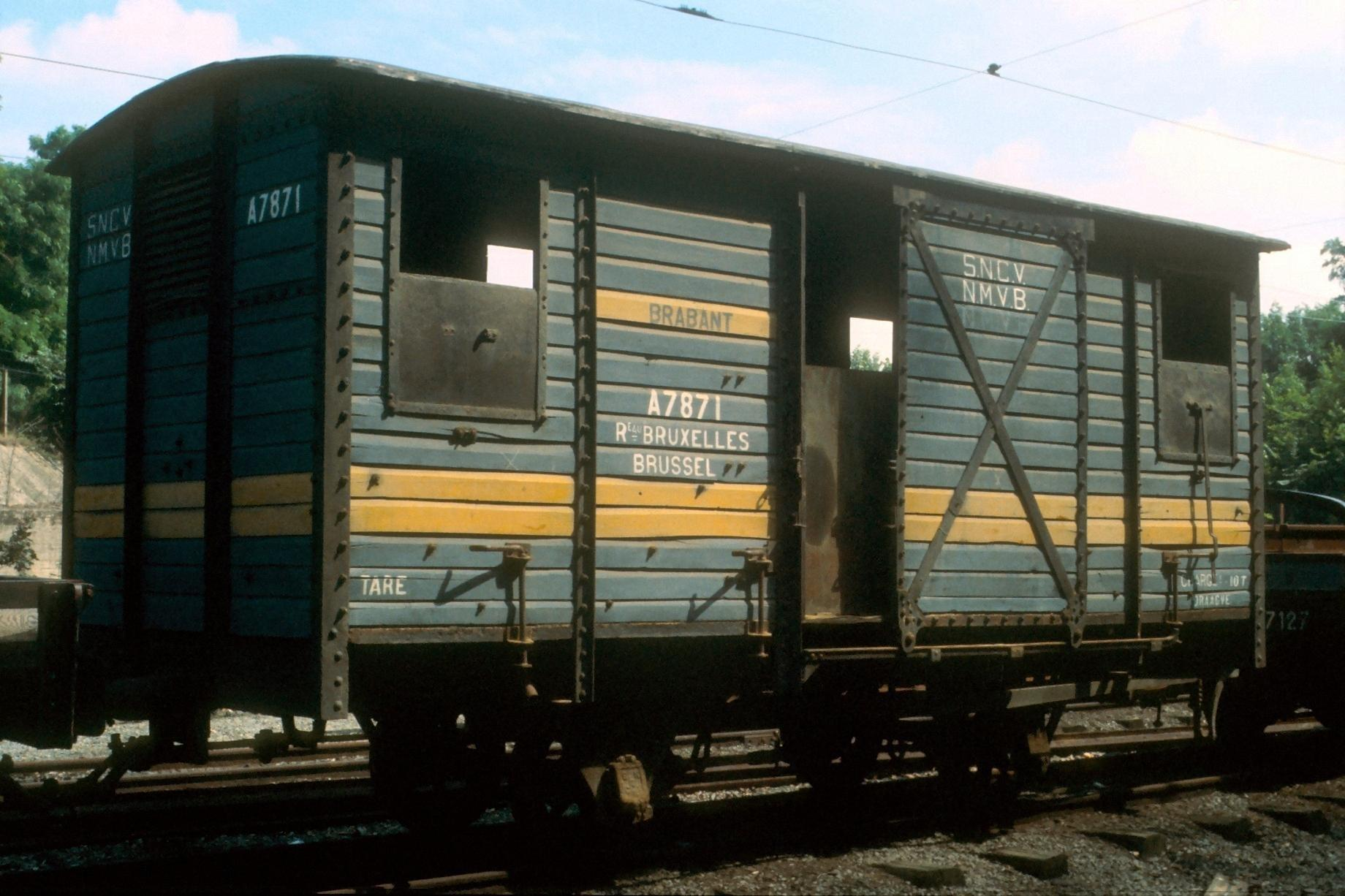
Wagon fermé de la SNCV à la gare du Heysel (Bruxelles) en 1978.

Le parc de wagons à marchandises atteint le maximum de 10 544 unités en 1945, dont une majorité de wagons ouverts (wagons tombereaux dits « à hausettes ») à côté de wagons fermés, plats ou spéciaux. [voir image ci-contre] La plus grande partie des wagons à deux essieux possède une charge utile de 10 tonnes, tandis que quelques séries de wagons plats à deux bogies ont une charge utile de 20 tonnes.
Dans les années 1950, les trains de marchandises transportent surtout grumes, bois de mine et betteraves. En 1960, le transport de marchandises est arrêté sur le réseau à voie métrique et, en 1970, l'acheminement de wagons à voie normale sur les voies normales ou mixtes de la SNCV est arrêté ou transféré à d'autres opérateurs reprenant l'infrastructure.

#### Le réseau électrifié
L'électrification du réseau, qui s'est poursuivie pendant la guerre, atteint 1 528 km en 1950 et se termine en 1953. Les petits réseaux urbains de Bruges, Louvain, Malines et Namur sont supprimés entre 1951 et 1953 tandis que la ligne Hal - Leerbeek est électrifiée en 1953 avec du matériel de récupération.
Pour le réseau électrifié, de nouvelles motrices à bogies sont acquises. En 1949, les Ateliers de Braine-le-Comte livrent 21 motrices à bogies légères unidirectionnelles et 24 remorques homogènes qui seront utilisées sur certaines lignes du réseau de Charleroi et de La Louvière avant d'être relativement rapidement mises hors service entre 1962 et 1967. En 1950, le constructeur La Brugeoise livre 24 motrices PCC unidirectionnelles qui seront essentiellement utilisées sur le réseau de Charleroi et La Louvière où elles ne satisferont pas autant que le matériel standardisé et seront revendues en 1960 au réseau de Belgrade.

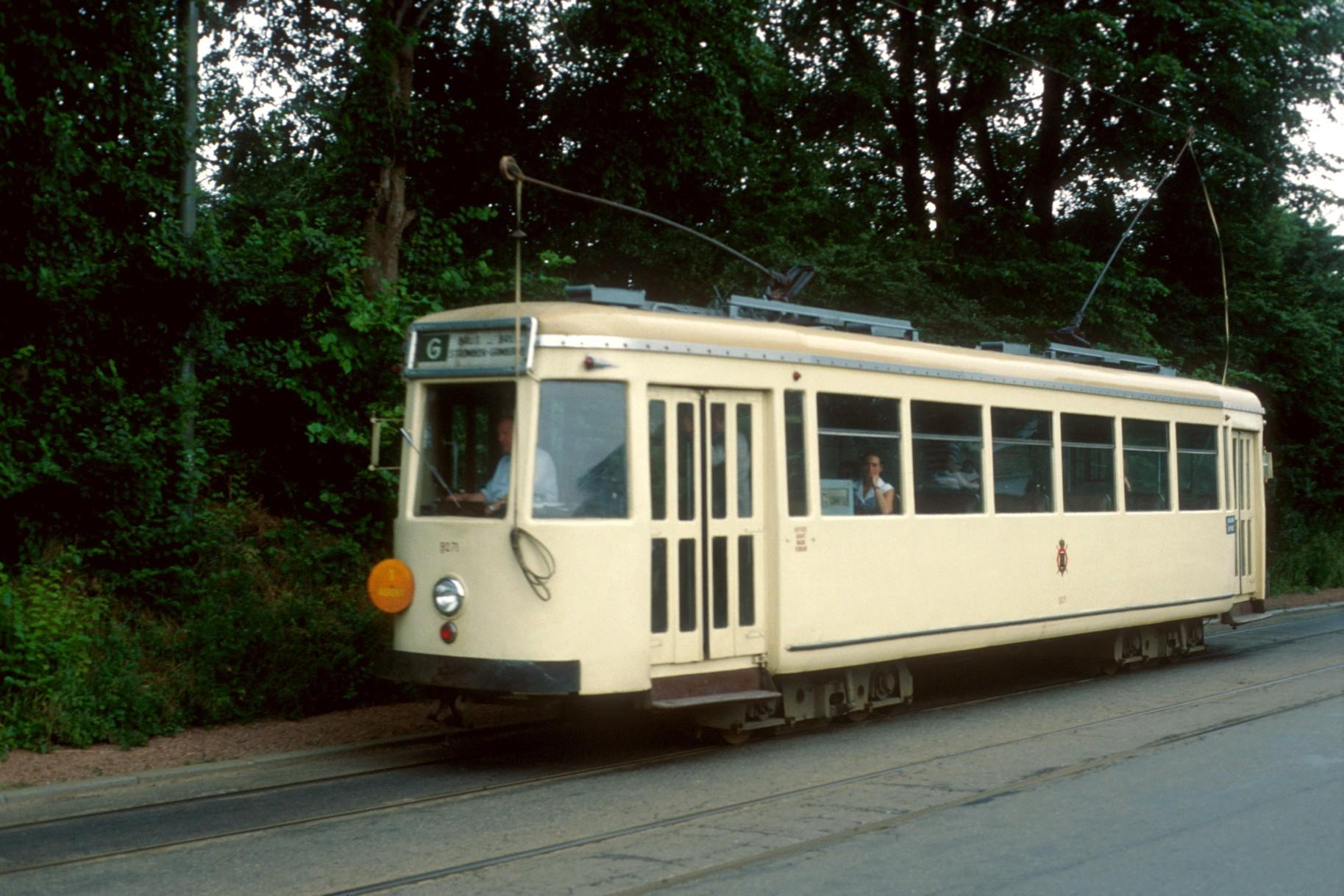
Motrice type « N » de la SNCV du réseau de Bruxelles, à Grimbergen en 1977.

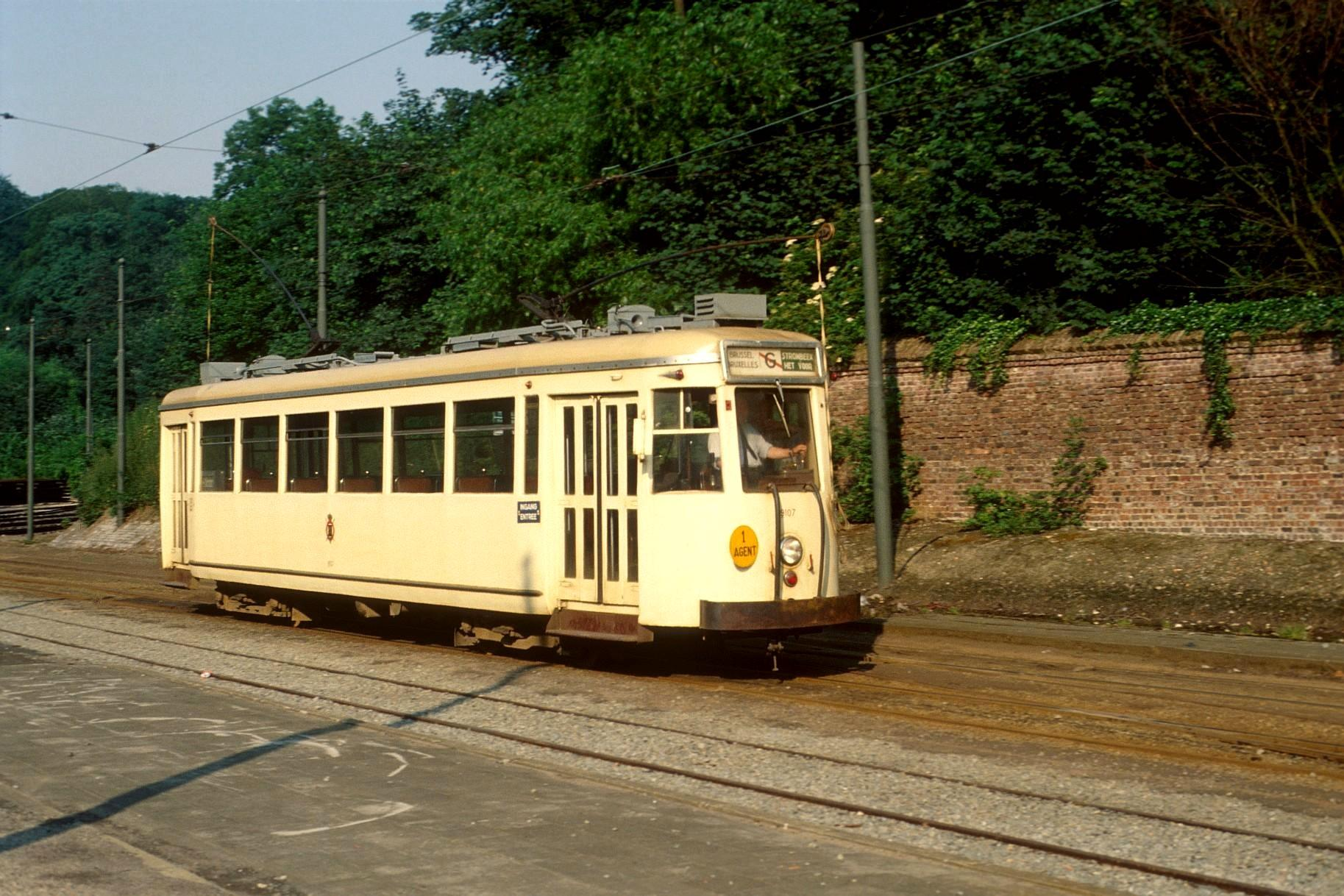
Motrice type « S » de la SNCV à la gare du Heysel (Bruxelles) en 1977.

Ce sont de nouvelles motrices à bogies construites par les ateliers de la SNCV qui donneront un bel essor au réseau ferré électrifié. Entre 1949 et 1958, une série de 82 motrices modernes de type « N » destinées à circuler sans remorques, bidirectionnelles comme à l'accoutumée, sont construites par la SNCV pour le réseau de Bruxelles et de Gand. [voir image ci-contre]
Vu le succès de leur aspect moderne, entre 1954 et 1958, 210 motrices de type « S », avec une carrosserie identique à celle de ce type « N » mais motorisées pour tracter des remorques, sont construites dans les ateliers de la SNCV. Pour 193 d’entre elles, la SNCV, toujours économe, réutilise bogies et équipement électrique de motrices « Standard » déclassées dont les caisses servent la plupart à leur tour à la construction de remorques. Ces motrices de type « S » constitueront pendant près de vingt-cinq ans l’image de modernisme de la SNCV sur la plupart des lignes électrifiées du pays. À la fin des années 1950, l'image du réseau peut se résumer aux lignes de tramways électriques rapides reliant les grandes villes aux petites villes de leur périphérie et aux lignes d'autobus, complétant le maillage du pays.
Si en 1950 le réseau de la SNCV compte encore quelque 4 250 km de lignes sur les 4 812 km de l'année 1940, en 1960 il ne reste plus que 977 km de lignes ferrées dont 830 km électrifiées.
L'abandon du transport de marchandises et de la plupart des lignes non électrifiées durant les années 1950 estompe aux yeux du public l'aspect « chemins de fer » de la SNCV au profit de l'aspect « tramway » : c'est l'âge d'or des motrices électriques rapides à bogies. À la fin des années 1950, la SNCV dispose d'un matériel à bogies comportant environ 600 motrices et 450 voitures.
Dans la province de Flandre-Orientale, les dernières lignes vicinales au départ de Gand disparaissent le 30 mai 1959 tandis que la ligne électrifiée Hamme - Anvers est mise hors service le 19 septembre 1959. La mise hors service de la ligne électrifiée entre Liège et Tongres le 23 décembre 1961 signifie la disparition du vicinal électrique dans les provinces de Liège et du Limbourg.
Dans la province d'Anvers, le dernier tram vicinal circule le 25 mai 1968 entre Antwerpen (Rooseveltplein) et Schoten (Lindelei). Les derniers trams vicinaux dans la province du Brabant, soit les lignes Bruxelles - Wemmel, Bruxelles - Koningslo et Bruxelles - Grimbergen, cessent d'être exploités le 31 juillet 1978.

#### L'arrivée massive des autobus

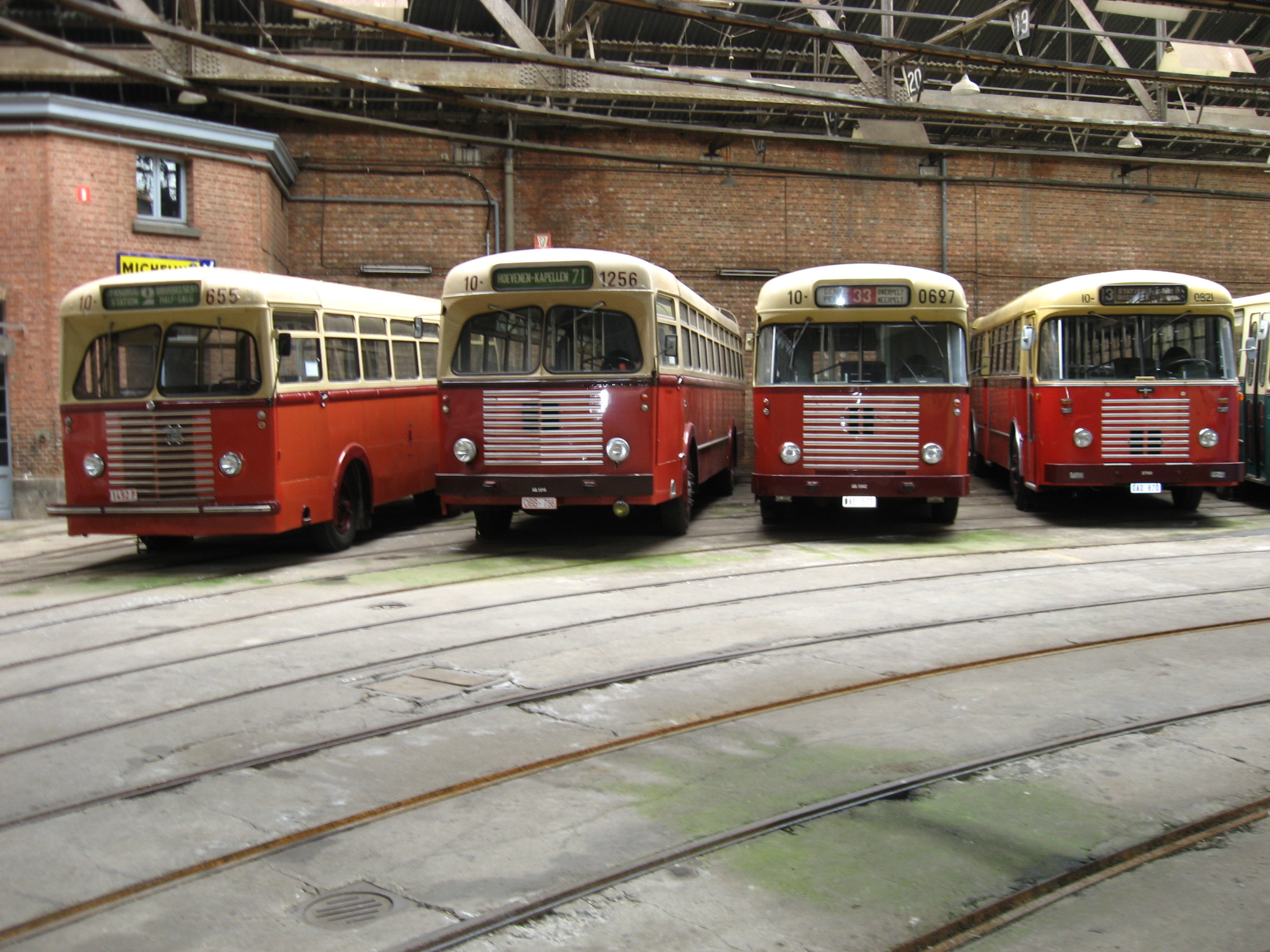
Autobus vicinaux des années soixante avec leur livrée rouge typique.

Dans les années 1960, la SNCV perd progressivement son image d'exploitant ferroviaire pour devenir essentiellement une société qui exploite des autobus : les autobus vicinaux, populairement appelés « les bus rouges ».
Plusieurs séries de une à quelques dizaines d'autobus de conception moderne ont été acquises depuis 1948 à titre plus ou moins expérimental. Finalement, une première grande série de 469 autobus standardisés de 89 places construite entre 1953 et 1957 est équipée d'un moteur diesel Leyland de 154 CV, d'un châssis Brossel de 6 m d'empattement et d'une carrosserie construite par Ragheno, Jonckheere ou l'atelier SNCV d'Hasselt.
Une seconde série de 656 autobus de 90 à 95 places, se distinguant des précédents par un pare-brise plus large, est acquise entre 1957 et 1963. Entre 1963 et 1966, 475 autobus de 85 places, d'aspect semblable à la seconde série, avec un châssis Van Hool et un moteur Fiat, sont livrés à la SNCV et suivis de 125 unités d'une version à 96 places. À partir de 1969 apparaissent des séries de centaines d'autobus équipés de grandes vitres latérales et d'un grand pare-brise, plus vertical et sans joint médian.
En 1977, toutes les lignes d'autobus exploitées pour le compte de la Société nationale des chemins de fer belges (SNCB) comme lignes de substitution ou de complément au réseau ferré de la SNCB (au moyen de bus à la livrée généralement verte et crème) sont transférées à la SNCV. C'est cette même année que la SNCV abandonne la livrée rouge et crème des autobus pour la livrée orange et crème qui sera progressivement appliquée à ses autobus, à ceux des exploitants privés des lignes affermées et à ceux qui desservaient précédemment les lignes d'autobus reprises à la SNCB.

#### La dernière évolution du réseau ferré

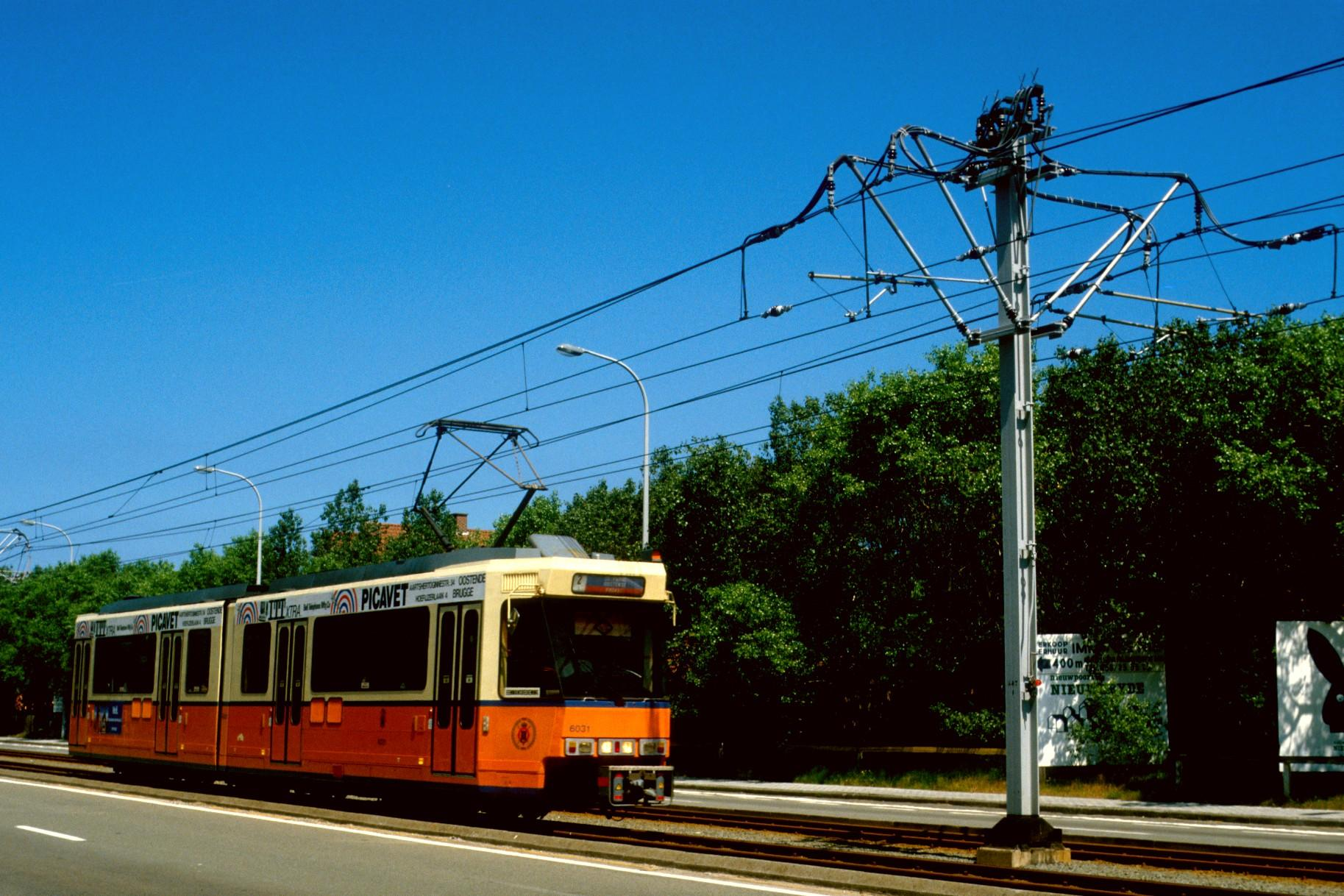
Motrice type « BN » de la SNCV entre Nieuwpoort-Bad et Nieuwpoort-Stad en 1986.

En 1978, après les dernières suppressions de lignes ferrées dans le Brabant, la SNCV exploite encore 200 km de lignes ferrées électrifiées : 132 km pour le réseau de Charleroi - La Louvière et 68 km pour la ligne de la côte. En comparaison, aux Pays-Bas, le dernier tramway interlocal - celui entre Spijkenisse et Hellevoetsluis - a cessé d'être exploité en 1966.
Dès 1962, le Ministère des Communications avait fait des études pour la mise en place de réseaux du type métro, pré-métro ou semi-métro dans les cinq grandes agglomérations du pays. Les sociétés de transports intercommunaux avaient dès lors été amenées à mettre ces projets en œuvre. Pour Charleroi, la STIC qui était le maître d'œuvre des travaux commencés au début des années 1970, ne disposant pas de matériel roulant ferré apte à exploiter les premières infrastructures construites, conclut un accord avec la SNCV pour l'exploitation de ces dernières.
C'est ainsi qu'en 1974-1975 la SNCV adapte une trentaine de motrices du type « S » pour la circulation sur le futur métro léger de Charleroi, motrices qui forment dès lors le type « SM ». Le 26 juin 1976 une première section du métro léger de Charleroi est inaugurée grâce aux motrices « SM » de la SNCV.
Vu le maintien de l'exploitation ferrée sur le réseau Charleroi - La Louvière et sur la ligne côtière qui possède la particularité d'être à double voie et de connaître un trafic important, la SNCV étudie un nouveau type de motrice pour remplacer les types « S » dont la plupart ont un équipement mécanique et électrique hérité des motrices Standard des années 1930.
Entre 1980 et 1983, la SNCV met en service 105 motrices articulées à trois bogies (dites de type « BN ») pour les lignes électrifiées subsistantes. [voir image ci-contre] Ces motrices « BN » revêtent la livrée orange et crème de 1977 qui ne sera appliquée, hormis aux autobus, qu'aux dix-sept motrices de type « S » rénovées et modifiées entre 1979 et 1983 en type « SJ » par l'atelier de Jumet pour le réseau de Charleroi.

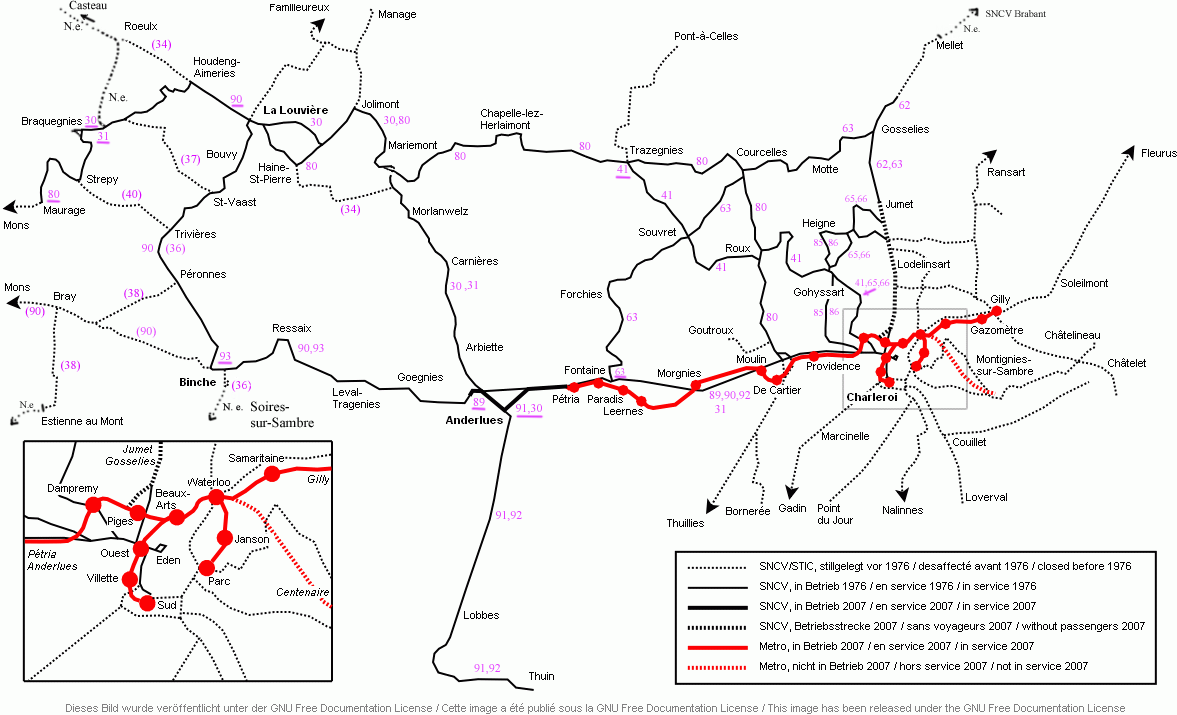
Réseau SNCV/TEC de Charleroi entre 1976 et 2005.

### Dissolution
Dans le cadre de la troisième réforme de l'État, la Loi du 26 juin 1990 prononce la dissolution de la SNCV dans la ligne de la Loi du 8 août 1988 transférant aux Régions la tutelle des transports urbains et régionaux. Les transports régionaux désignent dans les textes législatifs les transports vicinaux, c'est-à-dire ceux organisés par la Société nationale des chemins de fer vicinaux.
L'arrêté royal du 27 mars 1991 transfère les missions, biens, droits et obligations de la SNCV, avec effet rétroactif au 1er janvier 1991, à deux organismes régionaux : la Vlaamse Vervoer Maatschappij (VVM) connue sous la dénomination commerciale De Lijn en Région flamande et la Société régionale wallonne du transport (SRWT) connue sous la dénomination commerciale TEC en Région wallonne. Cela représente la fin effective de la SNCV et la suppression de la distinction juridique entre transports urbains et vicinaux au profit de la nouvelle définition de transports régionaux, c'est-à-dire de transports organisés sous la tutelle d'une Région.

### Lignes transférées aux nouvelles sociétés régionales
De Lijn hérite des lignes d'autobus vicinaux desservant la Région flamande, du tramway vicinal de la côte et des réseaux intercommunaux de tramways et d'autobus d'Anvers et de Gand.

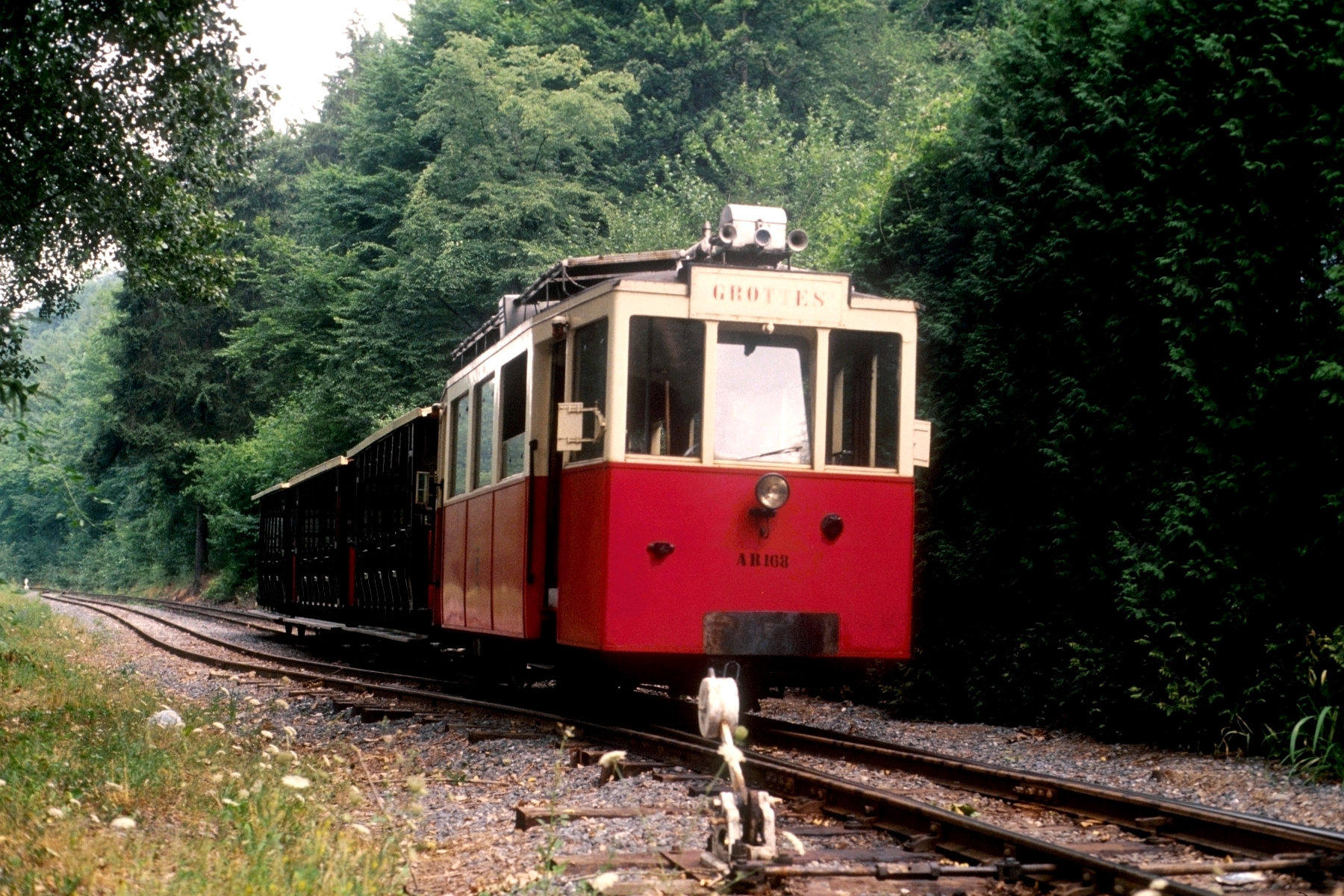
Train vicinal des grottes de Han à la hauteur du dépôt-atelier en 1994.

La ligne O (Place Rouppe – Observatoire), située entièrement en Région bruxelloise, disparaît car elle ne s'intègre pas au réseau de la STIB qui est à voie normale alors que celui de la SNCV était à voie métrique. La desserte de l'Observatoire reste assurée par les autobus de la STIB.
Le TEC hérite des lignes d'autobus vicinaux desservant la Région wallonne, des réseaux intercommunaux d'autobus desservant Charleroi, Verviers et Liège, de la ligne ferrée vicinale desservant le tronçon de métro léger Charleroi (Sud) - Fontaine l’Évêque (Petria) qui se prolonge en vicinal classique jusque Anderlues, Binche et La Louvière et de la ligne du chemin de fer vicinal des grottes de Han.
La ligne de chemin de fer vicinal des grottes de Han est la dernière ligne exploitée commercialement (et non à but touristique pur), par une société fermière, à l'aide d'autorails datant de 1934/35 [voir image ci-contre].
La ligne ferrée du réseau de Charleroi vers La Louvière, héritée de la SNCV, a été amputée de sa section Anderlues - Binche - La Louvière le 29 août 1993 au profit d'une exploitation par les bus du TEC Hainaut.
Le métro léger de Charleroi compte depuis le 27 février 2012 les lignes M1-M2 Charleroi - Anderlues avec la section Petria - Anderlues restée en partie sur la voie publique et la ligne prolongée M4 Charleroi - Gilly Soleilmont presque entièrement en tunnel. Le 22 juin 2013 la ligne M3 Charleroi - Jumet - Gosselies est mise en service : établie majoritairement en chaussée avec des quais d'embarquements aménagés, elle rappelle le plus le tram vicinal classique.

## Lignes

### Lignes de tramway
Pour l'infrastructure (capitaux) voir Capitaux de la SNCV.

#### Liste
- Lignes de tramway de la SNCV dans la province d'Anvers ;
- Lignes de tramway de la SNCV dans la province de Brabant ;
- Lignes de tramway de la SNCV dans la province de Flandre-Occidentale ;
- Lignes de tramway de la SNCV dans la province de Flandre-Orientale ;
- Lignes de tramway de la SNCV dans la province de Hainaut ;
- Lignes de tramway de la SNCV dans la province de Liège ;
- Lignes de tramway de la SNCV dans la province de Limbourg ;
- Lignes de tramway de la SNCV dans la province de Luxembourg ;
- Lignes de tramway de la SNCV dans la province de Namur.

Les lignes ferrées de la SNCV n'étaient pas désignées par un système de numérotation fixe dans les publications (indicateurs et horaires) destinées au public. Les horaires reprenaient un numéro de suite repris dans l'indicateur national, numéro variant selon les époques d'édition.
À ce numéro de suite des horaires s'ajoutait pour les lignes électrifiées, la désignation du service principal qui les parcourait, service désigné par un nombre à un ou deux chiffres ou par une combinaison d’une ou deux lettres généralement repris sur les plaques d'itinéraire des motrices électriques. Selon les époques, la désignation des services parcourant une ligne électrifiée pouvait varier et un service pouvait désigner des itinéraires différents. De plus un service pouvait ne parcourir qu'une partie de ligne ou au contraire parcourir plusieurs lignes ou parties de lignes. La numérotation prise comme référence dans les ouvrages historiques est parfois le numéro de suite repris dans l'indicateur des chemins de fer belges de 1935 qui utilise pour les lignes vicinales des numéros supérieurs à 250, les numéros inférieurs étant réservés aux lignes de la Société nationale des chemins de fer belges (SNCB).
Cependant, au sein de la SNCV, chaque capital constitué pour la construction d'une ligne était numéroté chronologiquement et ces numéros de capitaux (appelés également numéro de concession) compris entre 1 et 203 n'ont par contre pas varié. Une ligne est donc parfois désignée par le capital qui a été constitué pour sa construction, avec l'inconvénient qu'une ligne, ses embranchements ou une autre ligne géographiquement liée peuvent avoir été construits avec le même capital.
Par ailleurs, il apparaît que la SNCV a attribué un numéro de dossier administratif à chaque ligne, numéro qui n'a également pas varié mais qui semble peu connu. Toutefois ce numéro de dossier administratif a été réutilisé beaucoup plus tard par la Région wallonne lors de la construction du réseau autonome des voies lentes (RAVeL) établi en partie sur le site des lignes vicinales désaffectées. De même, la Flandre a réutilisé ce numéro de dossier administratif pour l'inventaire des archives et du patrimoine liés à ces lignes.

#### Numérotation
Les lignes ferrées de la SNCV sont parfois désignées dans les ouvrages historiques par le numéro de suite des tableaux horaires correspondant repris dans l'indicateur des chemins de fer belges de 1935 qui utilise pour les lignes ferrées vicinales des numéros compris entre 250 et 581, numéros variant selon l'époque d'édition de ces indicateurs. Toutefois, les lignes électrifiées étaient le plus souvent connues dans le public par la mention d'un ou deux chiffres ou lettres désignant le service principal qui les parcourait, mention également reprise dans les tableaux horaires et sur les plaques d'itinéraire des motrices électriques. Un numéro de capital (appelé également numéro de concession, attribué chronologiquement de 1 à 203) ou un numéro de dossier administratif, tous deux n'ayant pas varié au fil du temps mais moins connus, sont utilisés par les administrations pour désigner ces lignes vicinales. Depuis le régionalisation du pays, le numéro de dossier administratif est utilisé par les régions pour l'inventaire des tracés, des vestiges et la classification des archives.
Lors de la restructuration administrative des différents services de la SNCV en 1951 et l'application d'un système méthodique de classification décimale pour leurs archives, les numéros de dossier administratif des lignes ont été utilisés pour le classement de tous les dossiers liés aux lignes. Ces numéros à trois chiffres sont composés d'un premier chiffre désignant un groupe de lignes correspondant chacun à une des neuf provinces suivi d'une numérotation débutant à 11 pour les lignes ferrées et à 61 pour les lignes d'autobus. Ces numéros administratifs, utilisés ci-après, indiquent donc à quel groupe d'origine appartient une ligne établie sur deux provinces ou connectée à un groupe limitrophe même si certains groupes ont été fusionnés ou scindés ultérieurement.

## Capitaux

### Description
Les lignes ferrées de la SNCV sont parfois désignées dans les ouvrages historiques par le numéro de suite des tableaux horaires correspondant repris dans l'indicateur des chemins de fer belges de 1935 qui utilise pour les lignes ferrées vicinales des numéros compris entre 250 et 581, numéros variant selon l'époque d'édition de ces indicateurs. Toutefois, les lignes électrifiées étaient le plus souvent connues dans le public par la mention d'un ou deux chiffres ou lettres désignant le service principal qui les parcourait, mention également reprise dans les tableaux horaires et sur les plaques d'itinéraire des motrices électriques. Un numéro de capital (appelé également numéro de concession, attribué chronologiquement de 1 à 203) ou un numéro de dossier administratif, tous deux n'ayant pas varié au fil du temps mais moins connus, sont utilisés par les administrations pour désigner ces lignes vicinales. Depuis le régionalisation du pays, le numéro de dossier administratif est utilisé par les régions pour l'inventaire des tracés, des vestiges et la classification des archives.
Lors de la restructuration administrative des différents services de la SNCV en 1951 et l'application d'un système méthodique de classification décimale pour leurs archives, les numéros de dossier administratif des lignes ont été utilisés pour le classement de tous les dossiers liés aux lignes. Ces numéros à trois chiffres sont composés d'un premier chiffre désignant un groupe de lignes correspondant chacun à une des neuf provinces suivi d'une numérotation débutant à 11 pour les lignes ferrées et à 61 pour les lignes d'autobus. Ces numéros administratifs, utilisés ci-après, indiquent donc à quel groupe d'origine appartient une ligne établie sur deux provinces ou connectée à un groupe limitrophe même si certains groupes ont été fusionnés ou scindés ultérieurement.

### Liste par province
- Capitaux de la SNCV dans la province d'Anvers ;
- Capitaux de la SNCV dans la province de Brabant ;
- Capitaux de la SNCV dans la province de Flandre-Occidentale ;
- Capitaux de la SNCV dans la province de Flandre-Orientale ;
- Capitaux de la SNCV dans la province de Hainaut ;
- Capitaux de la SNCV dans la province de Liège ;
- Capitaux de la SNCV dans la province de Limbourg ;
- Capitaux de la SNCV dans la province de Luxembourg ;
- Capitaux de la SNCV dans la province de Namur.

### Liste par numéro de capital ou administratif
| Province            | N° de capital | N° administratif | Nom | Longueur | Dates                                                               | Services                                              | Remarques |
| ------------------- | ------------- | ---------------- | --- | -------- | ------------------------------------------------------------------- | ----------------------------------------------------- | --- |
| Anvers              | 1             | 111              | Anvers - Oostmalle - embranchement vers Hoogstraten / embranchement vers Turnhout | 53,3 km  | 1885-1962                                                           | 41 Anvers - Turnhout et Oostmalle - Hoogstraten (255) | |
| Namur               | 3             | 511              | Eghezée - Forville - Bierwart - Andenne | 9,7 km   | 1886-1967                                                           | tableau 525                                           | |
| Flandre-Occidentale | 6             | 312              | Tielt - Ruiselede - Aalter | 18,1 km  | 1886-1953                                                           | tableau 344                                           | |
| Flandre-Occidentale | 7             | 313              | Embranchement Ostende - Bredene dorp vers Le Coq / embranchement Ostende - Bredene-aan-zee vers De Haan - De Haan - Heist - Knokke - embranchement vers Oosthoek - Retranchement / embranchement vers Westkapelle - Westkapelle - embranchement vers L'Écluse / embranchement vers Bruges et jonction Bredene Dorp - Bredene-aan-Zee | 74,1 km  | 1886-partiellement en service                                       | tableaux 333, 334, 350                                | |
| Flandre-Orientale   | 8             | 211              | Gand - Zomergem - Ursel | 21,1 km  | 1887-1959                                                           | tableau 373                                           | |
| Hainaut             | 9             | 411              | Charleroi Sud - Mont-sur-Marchienne Gadin | 4,3 km   | 1887-1962                                                           | tableau 438                                           | |
| Hainaut             | 10            | 412              | « Charleroi - Lodelinsart » D'origine : - Charleroi Sud - Prison - Viaduc ; - Charleroi Viaduc - Gosselies Calvaire. Extensions : - Jumet Chaussée de Gilly (PN avec la ligne 119) - Hamendes. | 20,9 km* | 1887-...                                                            | tableau 440                                           | * Commun aux capitaux 10 et 139. |
| Hainaut             | 11            | 413              | Charleroi Prison - Marchienne - embranchement Montigny-le-Tilleul - Bomerée / embranchement Monceau-sur-Sambre | 11,4 km  | 1887-1968                                                           | tableau 437                                           | |
| Brabant             | 13            | 911              | Bruxelles - Dilbeek - Schepdaal - Ninove | 15,9 km  | 1887-1970                                                           | tableau 288                                           | |
| Brabant             | 14            | 926              | « Wavre - Jodoigne » - Wavre Gare - Jodoigne Gare | 28,3 km  | 1887-1960                                                           | tableau 313                                           | |
| Namur               | 15            | 512              | Jambes - Samson - Andenne - Ben-Ahin - Huy | 31,6 km  | 1887-1959                                                           | tableaux 534, 537                                     | |
| Brabant             | 16            | 912              | Bruxelles-Midi - La Roue - Leerbeek - Enghien | 30,9 km  | 1888-1972                                                           | tableau 291                                           | |
| Liège               | 17, 118       | 711              | Poulseur - Sprimont - Trooz | 22,2 km  | 1887-1965                                                           | tableau 458                                           | uniquement à voie normale |
| Brabant             | 18            | 913              | Bruxelles-Nord - Laeken - Grimbergen - Humbeek | 21,5 km  | 1889-1978                                                           | tableau 286d                                          | |
| Flandre-Orientale   | 19            | 212              | Gand - Oostakker - Zaffelare | 16,5 km  | 1888-1958                                                           | tableau 374                                           | |
| Liège               | 20            | 712              | Statte - Wanze - Vinalmont - Omal - Waremme | 25,9 km  | 1889-1957                                                           | tableau 470                                           | |
| Anvers              | 22            | 113              | Anvers - Merksem - embranchement vers Schoten - Schotenhof / embranchement vers Kapellen - Putte / embranchement vers Brasschaat - Wuustwezel - frontière | 38,8 km  | 1887-1968                                                           | tableau 264                                           | |
| Anvers              | 23            | 114              | Anvers - Ekeren - embranchement Oorderen - Blauwhoef - Zandvliet / embranchement Hoevenen - Blauwhoef - Lillo | 38,6 km  | 1887-1961                                                           | tableau 269                                           | |
| Hainaut             | 25            | 414              | Saint-Ghislain - Tertre - embranchement vers Baudour / embranchement vers Hautrage - Hautrage - embranchement vers Boussu / embranchement vers Stambruges | 32,2 km  | 1891-1968                                                           | tableaux 421, 422                                     | |
| Hainaut             | 27            | 415              | Mons - embranchement vers Nimy - Maisières - Casteau / embranchement vers Saint-Symphorien - Bray / embranchement vers Ghlin - Baudour / embranchement vers Havré | 51,7 km  | 1887-1973                                                           | tableaux 390, 413                                     | |
| Flandre-Orientale   | 28            | 213              | Deinze - Audenarde | 19,0 km  | 1888-1943                                                           | tableau 369                                           | |
| Liège               | 30            | 713              | Clavier - Val-Saint-Lambert | 25,0 km  | 1890-1958                                                           | tableau 456                                           | |
| Anvers              | 31            | 115              | Anvers - Broechem - embranchement vers Lierre / embranchement vers Zandhoven - Oostmalle | 38,0 km  | 1889-1959                                                           | tableau 250                                           | |
| Brabant             | 32            | 927              | « Bruxelles - Haecht » D'origine : - Bruxelles Porte de Schaerbeek - Haecht Village. Extensions : - Bruxelles Porte de Schaerbeek (boucle au terminus) ; - Haecht Village - Keerbergen Station. | 20,8 km* | 1890-1960                                                           | tableau 295                                           | * jusque Haecht |
| Flandre-Occidentale | 33            | 315              | Hooglede - Roulers - Ardoye - Zwevezele - Tielt | 32,8 km  | 1889-1952                                                           | tableau 331                                           | |
| Hainaut             | 35            | 416              | « Quiévrain - Roisin » - Quiévrain Gare - Frontière (1890) ; - Quiévrain Rue de Valenciennes - Roisin Station (1890). | 11,7 km  | 1890-1955                                                           | Voir                                                  | |
| Flandre-Orientale   | 38            | 214              | Gand - Wetteren - Overmere - Zele - Hamme | 37,5 km  | 1891-1958                                                           | tableau 387                                           | |
| Flandre-Orientale   | 39            | 215              | Eeklo - Watervliet - embranchement Waterland-Oudeman / embranchement frontière néerlandaise | 15,8 km  | 1891-1950                                                           | tableau 345                                           | |
| Hainaut             | 40            | 417              | Lodelinsart Bon Air - Gilly - Châtelet | 8,1 km   | 1891-1967                                                           | tableaux 434, 435                                     | |
|                     | 43, 124, 145  | 418              | + La Louvière - embranchement vers La Croyère - La Croyère - embranchement vers Familleureux / embranchement vers Fayt-lez-Seneffe + La Louvière - embranchement vers Pont Brogniez via Baume - Pont Brogniez - embranchement vers Haine-Saint-Pierre / embranchement vers Jolimont - Jolimont - embranchement vers Fayt-lez-Seneffe - Manage / embranchement vers Mariemont - Mariemont - embranchement vers Morlanwelz - Chapelle-lez-Herlaimont / embranchement vers Carnières + La Louvière - embranchement vers Haine-Saint-Pierre via Houssu + La Louvière - embranchement vers Houdeng-Gœgnies - Houdeng-Gœgnies - embranchement vers Bracquegnies / embranchement vers Le Rœulx |          | 1891-1972                                                           | tableaux 424, 447                                     | |
| Brabant             | 44            | 928              | « Louvain - Jodoigne » - Louvain - Jodoigne Rue de la Maladrerie. | 28,0 km  | 1892-1953                                                           | tableau 311                                           | |
| Brabant             | 46            | 929              | « Bruxelles - Vossem » - Saint-Josse-ten-Noode - Tervuren Vier Winden. | 16,3 km  | 1892-1961                                                           | tableau 296                                           | |
| Brabant             | 47            | 914              | Bruxelles-Midi - Saint-Gilles Ma Campagne - embranchement vers Uccle Observatoire / ligne principale vers Uccle Vivier d'Oie - Uccle Vivier d'Oie - embranchement vers Uccle Saint-Job / ligne principale vers Petite-Espinette - Espinette-Centrale - embranchement vers Rhode-Saint-Genèse / ligne principale vers Waterloo - Mont-Saint-Jean | 23,2 km* | 1894-1970                                                           | tableau 298                                           | * pour la ligne principale, 26,9 km avec les trois embranchements. La section Waterloo - Mont-Saint-Jean fait à l'origine partie du capital 83 et du réseau de Louvain avant la Première guerre mondiale. |
| Namur               | 50            | 513              | Namur - Malonne - St.Gerard et Embranchements | 49,9 km* | 1892-1959                                                           | tableaux 539, 544 et 548                              | * Avec le capital 56. |
| Namur               | 52            | 514              | Andenne - Ohey - Sorée - Ciney | 30,5 km  | 1893-1959                                                           | tableau 526                                           | |
| Limbourg            | 53            | 716              | « Oreye - Saint-Trond » D'origine : - Saint-Trond Gare - Oreye Station. Intégration des voies de l'Ans - Oreye : - Ans Gare - Oreye Station. Extensions : - Alleur Lamby - Rocourt Chaussée de Tongres. | 34,7 km  | 1890-1959                                                           | tableaux 473, 476                                     | |
| Namur               | 56            | 513              | Namur - Spy - Onoz | 49,9 km* | 1892-1959                                                           | tableaux 539, 544 et 548                              | * Avec le capital 50. |
| Anvers              | 57            | 116              | Turnhout - Arendonk - frontière | 5,4 km   | 1894-1951                                                           | tableau 267                                           | |
| Brabant             | 58            | 930              | Louvain - Tielt - Diest | 30,1 km  | 1893-1962                                                           | tableau 322                                           | |
| Flandre-Orientale   | 59            | 216              | Saint-Nicolas - Kieldrecht - Doel | 23,2 km  | 1893-1944                                                           | tableau 367                                           | |
| Brabant             | 61            | 916, 924         | Grimbergen - Meise - Wolvertem - Londerzeel avec extension Laeken Gros Tilleul - Meise | 12,9 km* | 1893-1970                                                           | tableau 286c                                          | * et 4,9 km pour l'extension Laeken Gros Tilleul - Meise. |
| Hainaut             | 62            | 419              | Montigny-le-Tilleul - Thuillies | 11,3 km  | 1895-1968                                                           | tableau 437                                           | |
| Anvers              | 64            | 117              | Turnhout - Mol - Eindhout - embranchement vers Oosterlo - Westerlo / embranchement vers Zichem | 56,8 km  | 1895-1958                                                           | tableau 254                                           | Dont 4 km de voie à écartement mixte, voie normale et voie métrique, à quatre rails entre Mol et Donk. |
| Flandre-Occidentale | 65            | 317              | Bruges - Zwevezele | 20,0 km  | 1896-1952                                                           | tableau 329                                           | |
| Hainaut             | 66            | 420              | Lens - Thoricourt Noir Jambon - embranchement vers Enghien / embranchement vers Horrues - Soignies | 19,1 km  | 1898-1957                                                           | tableau 405                                           | |
| Hainaut             | 67            | 421              | Boussu Canal - Dour - Fayt-le-Franc | 15,6 km  | 1896-1970                                                           | tableau 400                                           | |
| Limbourg            | 69            | 718              | « Tongres - Fexhe-le-Haut-Clocher » - Tongres Station - Fexhe-le-Haut-Clocher Gare. | 18,7 km  | 1897-1956                                                           | tableau 480                                           | |
| Anvers              | 70            | 118              | Brasschaat Polygoon - Brecht - Saint-Léonard - Oostmalle - Herentals - Westerlo | 52,0 km  | 1896-1951                                                           | tableau 262                                           | |
| Namur               | 71            | 516              | Onoz - Fleurus | 11,8 km  | 1898-1959                                                           | tableau 539                                           | |
| Brabant             | 72            | 931              | « Haecht - Tirlemont » - Haecht Village - Tirlemont Gare. | 48,0 km  | 1897-1955                                                           | tableau 305                                           | |
| Brabant             | 74            | 917              | « Braine-l'Alleud - Wavre » D'origine : - Braine-l'Alleud Station vicinale - Wavre Rue Provinciale. Extensions : - Braine-l'Alleud Station vicinale - Braine-l'Alleud Boulevard de l'Alliance. | 21,6 km* | 1898-1964                                                           | tableau 320                                           | * dont 6 km de voie à écartement mixte, voie normale et voie métrique, à trois rails entre Maransart et Rixensart. Partie du réseau de Louvain avant la première guerre mondiale.                         |
| Flandre-Occidentale | 75            | 318              | Ypres - Kemmel - embranchement Warneton / embranchement Nieuwkerke - Steenwerck | 30,2 km  | 1897-1951                                                           | tableau 361                                           | |
| Brabant             | 76            | 932              | « Louvain - Tervuren » - Louvain - Tervuren Gare. | 17,2 km  | 1897-1961                                                           | tableau 309                                           | |
| Anvers              | 77            | 119              | Anvers - Aartselaar - embranchement vers Reet - Rumst / embranchement vers Boom - Rumst - embranchement vers Malines / embranchement vers Duffel - Lierre | 40,5 km  | 1900-1966                                                           | tableaux 268, 274                                     | |
| Brabant             | 78            | 933              | « Courcelles - Incourt - Gembloux » - Courcelles Canal - Incourt Jonction ; - Opprebais (Sart-Risbart) Station - Gembloux Gare. | 67,5 km  | 1900-1959, sauf la section Courcelles - Gosselies fermée en 1988    | tableaux 324, 325, 326                                | |
| Flandre-Orientale   | 79            | 217              | Gand - Ledeberg - Merelbeke | 7,4 km   | 1898-1955                                                           | tableau 379                                           | |
| Brabant             | 80            | 934              | « Tervuren - Tirlemont » - Vossem Station - Hamme-Mille Station ; - (capital 44 : Hamme-Mille Station - Beauvechain Station) ; - Beauvechain Station - Tirlemont Leuvenselaan / Withuisstraat ; | 39,0 km  | 1902-1961                                                           | tableaux 296, 297                                     | |
| Brabant             | 83            | 918              | « Waterloo - Mont-Saint-Jean » fusionné avec le capital 47. - Waterloo Gare - Waterloo Mont-Saint-Jean. | 5,5 km   | 1901-1970                                                           |                                                       | |
| Anvers              | 84            | 120              | Turnhout - Beerse - embranchement vers Merksplas - Hoogstraten - Meersel - frontière / embranchement vers Merksplas - Rijkevorsel / embranchement vers Rijkevorsel - Saint-Léonard | 42,3 km  | 1899-1949                                                           | tableaux 258, 259                                     | |
| Liège               | 87            | 720              | « Liège - Wihogne - Vottem - Tongeren » - Liège Place Saint-Lambert - Tongres Rutterweg ; - Liège Place Jean de Wilde - Vottem Vert Vinâve. | 22,7 km  | 1899-1961                                                           | tableau 467                                           | |
| Hainaut             | 89            | 422              | La Louvière - Saint-Vaast - embranchement vers Bracquegnies / embranchement vers Trivières - Trivières - embranchement vers Bray - Estinnes-au-Mont / embranchement vers Péronnes - Binche | 22,5 km  | 1903-1993                                                           | tableau 449                                           | |
| Liège               | 90            | 721              | « Liège - Tilleur - Hollogne - Ans » - Liège Place Saint-Lambert - Tilleur Gare ; - Liège (Saint-Gilles) Carrefour - Hollogne-aux-Pierres Bifurcation ; - Liège Bons Buveurs - Ans Rue de la Station. | 17,0 km  | 1901-1960                                                           | tableaux 469, 476                                     | |
| Hainaut             | 92            | 423              | Charleroi Sud - Marcinelle - embranchement vers Mont-sur-Marchienne Point du Jour / embranchement vers Nalinnes | 18,4 km  | ?-1968                                                              | tableau 438                                           | |
| Flandre-Orientale   | 98            | 218              | Aalter - Eeklo | 12,6 km  | 1900-1949                                                           | tableau 344                                           | |
| Flandre-Orientale   | 100           | 219              | Zaffelare - Lokeren - Overmere | 20,7 km  | 1901-1942                                                           | tableau 374                                           | |
| Hainaut             | 101           | 426              | Bauffe - Lens - Baudour | 13,9 km* | 1899-1958                                                           | tableau 421                                           | * Dont 2,0 km de voie à écartement mixte, normal et métrique, à quatre rails entre Baudour Village et Baudour Gare.                                                                                       |
| Flandre-Orientale   | 102           | 220              | Wetteren - Oordegem - Hautem-Saint-Liévin - Zottegem | 20,5 km  | 1903-1955                                                           | tabeaux 383, 385                                      | |
| Hainaut             | 104           | 427              | Horrues - Neufvilles - Casteau | 17,3 km* | 1901-1958                                                           | tableau 392                                           | * Dont 6,0 km de voie à écartement mixte, normal et métrique, à quatre rails entre Neufville et Neufville Carrières.                                                                                      |
| Flandre-Occidentale | 107           | 320              | Dixmude - Merkem - embranchement vers Ypres / embranchement vers Poperinge | 41,8 km  | 1906-1953                                                           | tableau 357                                           | |
| Brabant             | 106           | 919              | Braine-l'Alleud - Bois-Seigneur-Isaac - embranchement vers Nivelles / embranchement vers Virginal - Planoit - embranchement vers Braine-le-Comte / embranchement vers Rebecq | 39,1 km  | 1903-1959                                                           | tableau 316                                           | |
| Flandre-Orientale   | 110           | 222              | Anvers Linkeroever - Tamise - Hamme - Baasrode Veer | 36,3 km  | 1904-1959                                                           |                                                       | |
| Brabant             | 111           | 920              | Hal - Leerbeek - Ninove | 27,0 km  | 1906-1966                                                           | tableau 287                                           | |
| Flandre-Occidentale | 113           | 321              | Bruges - Knesselare - Ursel | 20,5 km  | 1904-1957                                                           | tableau 338                                           | |
|                     | 118           | 711              | Voir capital 17. |          |                                                                     |                                                       | |
| Flandre-Occidentale | 119           | 323              | Bruges - Middelburg - Aardenburg | 21,9 km  | 1904-1943                                                           | tableau 341                                           | |
| Flandre-Orientale   | 120           | 923              | « Asse - Alost - Oordegem » - Asse Gare - Oordegem Station |          | 1904-1970                                                           | tableau 385                                           | |
| Flandre-Occidentale | 121           | 324              | Ypres - Geluwe | 17,7 km  | 1905-1949                                                           | tableau 354                                           | |
| Namur               | 122           | 723              | « Hannut - Jemeppe-sur-Meuse et embranchements » Hannut - Omal - Verlaine[Lequel ?] - embranchement vers Ampsin / embranchement vers Saint-Georges-sur-Meuse - Saint-Georges-sur-Meuse embranchement vers Engis / embranchement vers Horion - Horion - embranchement vers Fexhe-le-Haut-Clocher / embranchement vers Hollogne-aux-Pierres - Jemeppe-sur-Meuse | 72,7 km  | 1905-1959                                                           | tableaux 459, 460                                     | |
| Namur               | 123           | 520              | Lesves - Warnant | 18 km    | 1901-1960                                                           | tableau 546                                           | |
| Hainaut             | 125           | 428              | Casteau - Bracquegnies | 12,0 km  | 1905-1957                                                           | tableau 392                                           | |
| Flandre-Orientale   | 126           | 223              | Gand - Lochristi | 9,9 km   | 1903-1958                                                           | tableau 381                                           | |
| Hainaut             | 127           | 429              | + Mons - Cuesmes - Frameries - embranchement vers Eugies - Wasmes / embranchement vers Pâturages + Quaregnon - Pâturages - Wasmes - embranchement vers Eugies / embranchement vers Hornu - Saint-Ghislain + Mons - Harveng - Quévy - Aulnois + Eugies - Sars-la-Bruyère - Aulnois + Frameries - Harveng - Givry - Estinnes-au-Mont | 65,5 km  | 1905-1970                                                           | tableaux 391, 393, 394, 395, 407, 408                 | |
| Brabant             | 129           | 935              | « Jodoigne - Saint-Trond - Tirlemont » - Saint-Trond Gare - Tirlemont Diestsesteenweg / Kabbekvest ; - Jodoigne Gare - Overhespen station. | 44,3 km  | 1907-1961                                                           | tableau 315                                           | |
| Namur               | 131           | 521              | Courrière - Ben-Ahin | 24,5 km  | 1907-1958                                                           | tableau 550                                           | |
| Flandre-Occidentale | 132           | 325              | Ostende - Leke - Dixmude | 26,1 km  | 1907-1951                                                           | tableau 351                                           | |
| Anvers              | 133           | 122              | Turnhout - Poppel - frontière | 21,6 km  | 1904-1951                                                           | tableau 265                                           | |
| Flandre-Orientale   | 136           | 225              | Gand - Everghem - Bassevelde | 25,8 km  | 1910-1959                                                           | tableau 375                                           | |
| Flandre-Occidentale | 137           | 326              | Bruges - Ichtegem - Leke | 32,9 km  | 1910-1951                                                           | tableau 342                                           | |
| Limbourg            | 138           | 818              | Diest - Beringen - Coursel | 19,8 km  | 1908-1954                                                           | tableau 478                                           | |
| Hainaut             | 139           | 412              | « Charleroi - Jumet - Lodelinsart » D'origine : - Charleroi Rue de Heigne - Jumet Heigne (via Jumet Gohyssart). Extensions : - Jumet Heigne - Chaussée de Gilly (via place Malavée et gare) ; - Dampremy Route de Gosselies - Jumet Rue Berteaux (via Marchienne-au-Pont Fond Beghin, Jumet Gohyssart, place de la Coupe, Malavée, Chef-Lieu). | 20,9 km* | 1887-...                                                            | tableau 440                                           | * Commun aux capitaux 10 et 139. |
| Namur               | 140           | 513              | Lignes électriques de Namur | 23,9 km  | 1909-1952                                                           | tableau 548                                           | |
| Flandre-Occidentale | 142           | 311              | « Ostende - Westende » - Ostende Mairie - Mariakerke Digue (1897) ; - Mariakerke Digue - Middelkerke Bad (1897) ; - Middelkerke Bad - Westende Bad (1903) ; - Westende Bad - Lombardsijde Village (1927). |          | 1885-partiellement en service                                       | tabeaux 348, 349                                      | |
| Anvers              | 147           | 123              | Lier - Putte - Tremelo - Werchter | 24,5 km  | 1908-1947                                                           | tableau 253                                           | |
| Flandre-Occidentale | 150           | 327              | Roulers - embranchement vers Staden - Bikschote / embranchement vers Westrozebeke - Langemark | 39,9 km  | 1911-1951                                                           | tableaux 352, 356                                     | |
| Flandre-Occidentale | 152           | 329              | Ardoye - Iseghem | 6,5 km   | 1910-1952                                                           | tableau 330                                           | |
| Flandre-Occidentale | 153           | 330              | Iseghem - Gullegem - Wevelgem | 14,0 km  | 1911-1952                                                           | tableau 330                                           | |
| Anvers              | 154           | 125              | Aerschot - Westerlo | 14,9 km  | 1911-1953                                                           | tableau 275                                           | |
| Hainaut             | 155, 157, 167 | 430              | Chapelle-lez-Herlaimont - Trazegnies - Souvret - Fontaine-l’Évêque - Anderlues - embranchement vers Carnières / embranchement vers Thuin / embranchement vers Binche | 39,8 km  | 1911- partiellement en service entre Fontaine-l'Évêque et Anderlues | tableaux 443, 444                                     | |
|                     | 157           | 430              | Voir capital 155. |          |                                                                     |                                                       | |
| Flandre-Orientale   | 158           | 226              | Gand - Tronchiennes - Nevele - Ruiselede | 26,6 km  | 1909-1959                                                           | tableau 377                                           | |
| Hainaut             | 159           | 431              | Binche - Solre-sur-Sambre - embranchement vers Bersillies-l'Abbaye / embranchement vers Montignies-Saint-Christophe | 23,7 km  | 1912-1954                                                           | tableau 450                                           | |
| Hainaut             | 162           | 432              | « Mainvault - Quiévrain » - Mainvault Jonction - Quevaucamps (1916) ; - Quevaucamps - Grandglise (1923) ; - Quiévrain Gare - Pommerœul (1922) ; - section Grandglise - Pommerœul jamais construite. | 35,8 km  | 1916-1958                                                           | Voir                                                  | |
|                     | 167           | 430              | Voir capital 155. |          |                                                                     |                                                       | |
| Namur               | 170           | 525              | « Châtelet - Fosses-la-Ville » - Châtelet Saint-Roch - Fosses-la-Ville Gare. | 15,3 km  | 1915-?                                                              | tableau 425                                           | |
| Brabant             | 175           | 921              | Laeken - Wemmel | 3,6 km   | 1910-1978                                                           | tableau 286a                                          | |
| Brabant             | 177           | 936              | Lignes électriques du réseau urbain de Louvain | 12 km*   | 1912-1952                                                           |                                                       | * ne faisant pas partie des lignes suburbaines et interurbaines. |
| Flandre-Occidentale | 178           | 332              | Nouvelles lignes électriques de Bruges | 5,7 km   | 1910-1956                                                           | tableau 337                                           | |
| Flandre-Orientale   | 183           | 433              | « Flobecq - Grammont » - Grammont Gare - Everbecq (1927) ; - Everbecq - Flobecq Rue Georges Jouret (1929). | 15,5 km* | 1929-1958                                                           | Voir                                                  | * dont 1,5 km de voie à écartement mixte, voie normale et voie métrique, à trois rails entre Goeferdinge et Grammont                                                                                      |
| Anvers              | 184           | 126              | Nouvelles lignes électriques urbaines de Malines | 3,3 km   | 1913-1956                                                           | tableau 282                                           | |
| Flandre-Occidentale | 185           | 227              | Moerbeke - frontière néerlandaise | 5,7 km   | 1919-1950                                                           | tableau 382                                           | |
| Brabant             | 191           | 922              | Bruxelles-Midi - La Roue - Hal | 19,7 km  | 1914-1966                                                           | tableau 292                                           | |
| Hainaut             | 196           | 436              | Trazegnies - Courcelles |          | 1929-1988                                                           |                                                       | |
| Hainaut             | 198           | 435              | Gilly Haies - Jumet Hamendes - Ransart Masse Diarbois | 2,7 km   | 1918-1968                                                           | tableaux 434, 435                                     | |
| Flandre-Occidentale | 201           | 311              | « La Panne - Adinkerque » - Adinkerque Gare - La Panne Digue, dont la boucle de retournement sur la Sloepenlaan (1932). |          |                                                                     | Voir                                                  | Ancienne ligne privée Adinkerque - La Panne. |
| Hainaut             | 202           | 437              | Marchienne-au-Pont - Roux - embranchement vers Souvret / embranchement vers Courcelles |          | 1934-1988                                                           |                                                       | |
| Flandre-Orientale   | /             | 228              | Nouvelles jonctions électrifiées raccordant les lignes interlocales à la gare de Gand-Saint-Pierre et reliant les lignes de l'est et de l'ouest par la jonction Gand Rabot - Gand Dampoort. |          |                                                                     |                                                       | |
|                     | /             | 425              | Voir ligne administrative 517. |          |                                                                     |                                                       | |

## Infrastructure
Par souci d'économie, caractéristique des chemins de fer secondaires ou économiques, les lignes ferrées vicinales belges étaient généralement à voie métrique et à voie unique sur l'accotement des routes, qui n'étaient pas encombrées d'automobiles et de camions comme après 1960. En dehors des villes, la voie unique était typiquement établie sur un accotement latéral, entre la chaussée et les immeubles ou les terrains. En ville, par contre, la voie ferrée était établie dans le pavage des chaussées plus étroites et souvent mise ultérieurement à double voie dans les grandes agglomérations. Des sites propres à travers champs et forêts existaient aussi, ponctués de nombreux ponceaux, de ponts et de rares tunnels dans les parties plus vallonnées du pays.

### Emprises

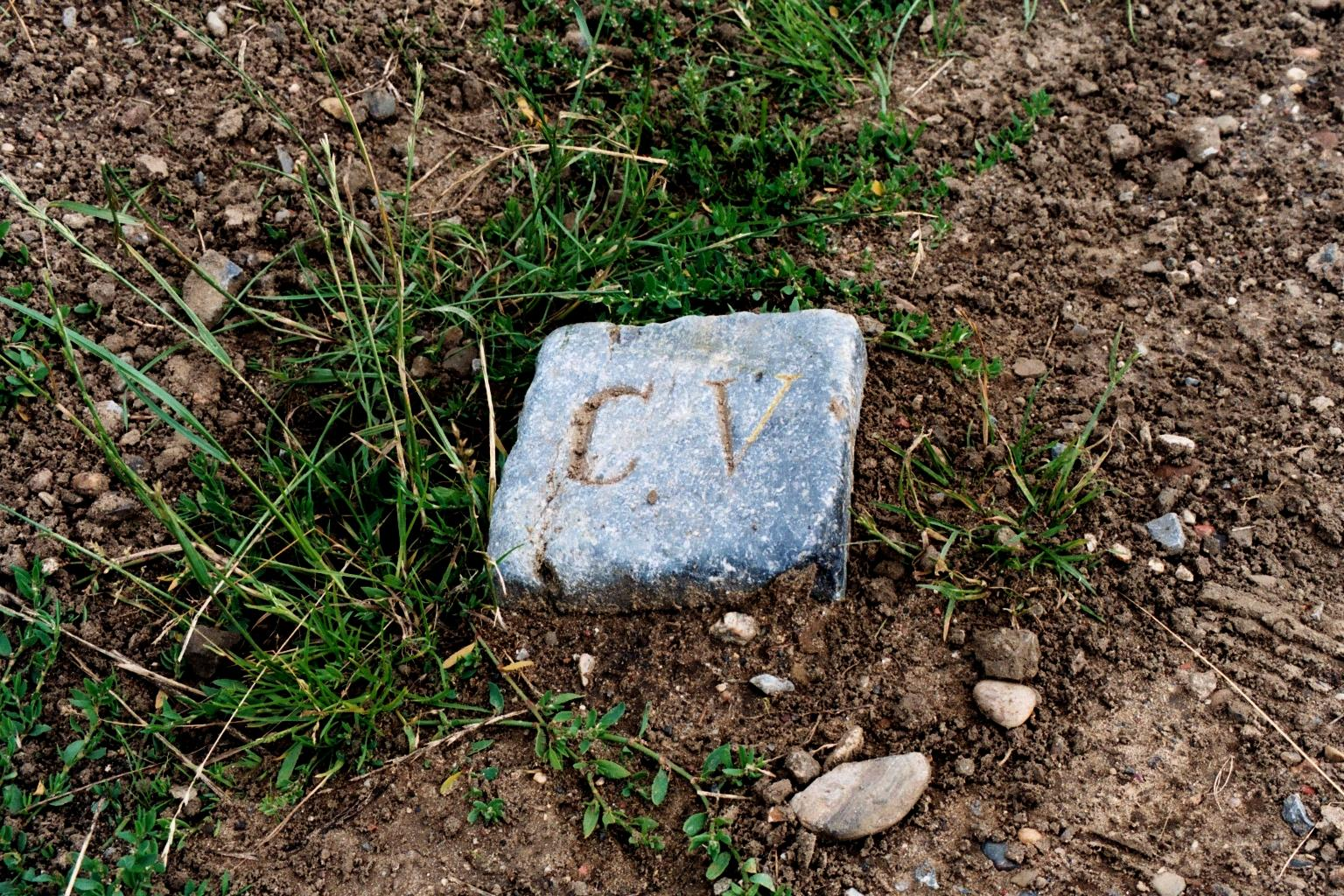
Borne délimitant les terrains de la SNCV.

À son extension maximale, le réseau ferré vicinal verra son domaine atteindre 2 263 hectares représentés par 45 000 titres de propriété : c’est la superficie occupée par les gares et installations, les évitements et voies pour wagons de marchandises jalonnant les lignes, les voies établies en site propre à travers champs et forêts et les ouvrages d’art. Les terrains acquis par la SNCV pour l'établissement de ses voies ferrées seront délimités par des bornes en pierre bleue de section carrée de 15 centimètres de côté portant la mention « CV ». [voir image ci-contre]

### Voies
Une cinquantaine de kilomètres de lignes, dont 38 kilomètres accessibles aux voyageurs, furent construites à l'écartement normal (1 435 mm) en raison d'un trafic consistant principalement en l'acheminement de wagons des « grands » chemins de fer. Une septantaine de kilomètres de lignes furent équipés du double écartement, métrique et normal, au moyen de voies à quatre files de rails.
Dans l'agglomération bruxelloise (la future Région de Bruxelles-Capitale), certaines portions de lignes (à voie métrique) de la SNCV et (à voie normale) de la STIB partageaient le même trajet, sur des voies à trois files de rails dans chaque sens de circulation. Le rail commun était placé à l'extérieur, ce qui autorisait un gabarit légèrement plus large aux tramways vicinaux par rapport aux divers modèles de tramways de la ville (par exemple 2,32 m pour les motrices SNCV types N et S contre 2,20 m pour les PCC de la STIB faisant suite aux « Standard » STIB à deux essieux pouvant tirer une remorque et aux « type 5000 » à deux bogies).
Dans la province d'Anvers, l'écartement « hollandais » (1 067 mm) fut choisi pour 506 km de lignes connectées aux tramways à vapeur des Pays-Bas utilisant cet écartement. Cependant, après la Première Guerre mondiale, toutes ces lignes de la province d'Anvers seront converties à l'écartement métrique.
Si jusqu'en 1919 la voie métrique fut équipée de rails Vignole de 23 kg/m, le rail Vignole de 32 kg/m devint le standard à partir de cette date et ne sera détrôné qu'après 1976 par le rail de 50 kg/m, identique à celui des chemins de fer du réseau principal, pour la reconstruction des lignes vicinales subsistantes.
Pour les voies établies en pavage, au début la SNCV utilisa le rail Vignole classique de 23 ou 32 kg/m avec un profilé fixé au rail pour former une ornière permettant le passage du boudin des roues. Un autre système consistait à fixer un profilé en bois (une lisse) sur l'âme du rail, entre le champignon et le patin donc, qui tenait les pavés écartés en formant une ornière sans bord apparent. Ces rails devaient être rehaussés sur les traverses par des sabots de 6 centimètres d'épaisseur pour permettre la pose de pavés au-dessus des traverses sans dépasser le plan de roulement. Toutefois l'utilisation de rails Vignole ou Lorrain Steel plus hauts (16 cm) permit d'éviter ce rehaussement. Les premiers rails à gorge de 45 kg/m apparurent cependant dès 1908 et à partir de 1932 ceux de 49 et 51 kg/m devinrent le standard, remplacés après 1976 par les rails à gorge NP4 et NP4a au profil semblable. Pour ces derniers, comme pour les rails Vignole de 50 kg/m, la longueur des traverses en chêne utilisées depuis toujours pour la voie métrique passera de 180 à 200 centimètres. Pour les anciens rails Vignole, les traverses sont sabotées au 1/20e (ce qui incline le rail de 5 % vers l'intérieur de la voie), mais pour les nouveaux rails de 50 kg/m ce sont les semelles qui inclinent le rail. Pour les voies établies en chaussée, le devers en courbe est limité à 6 cm.

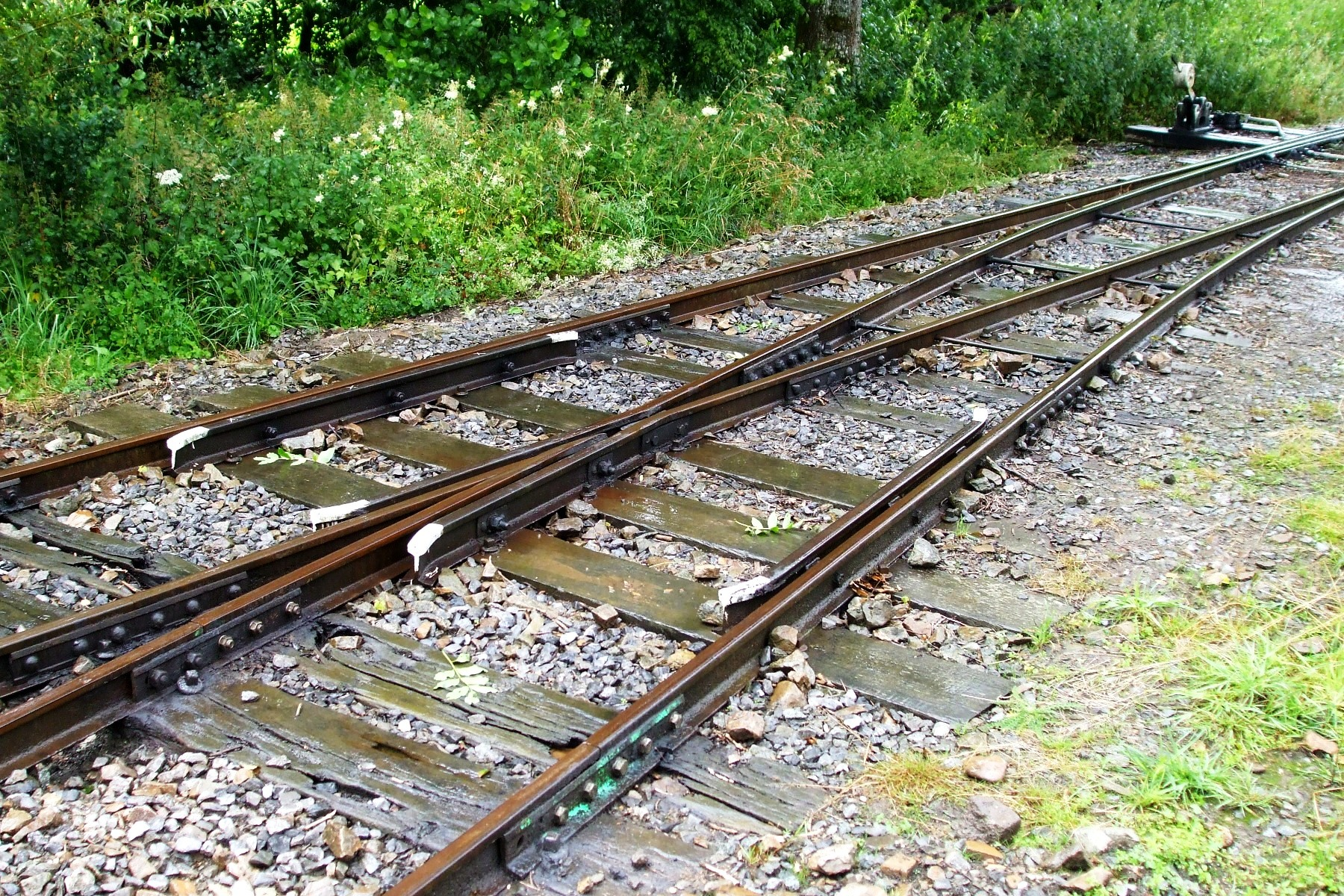
Voie métrique et aiguillage à contrepoids.

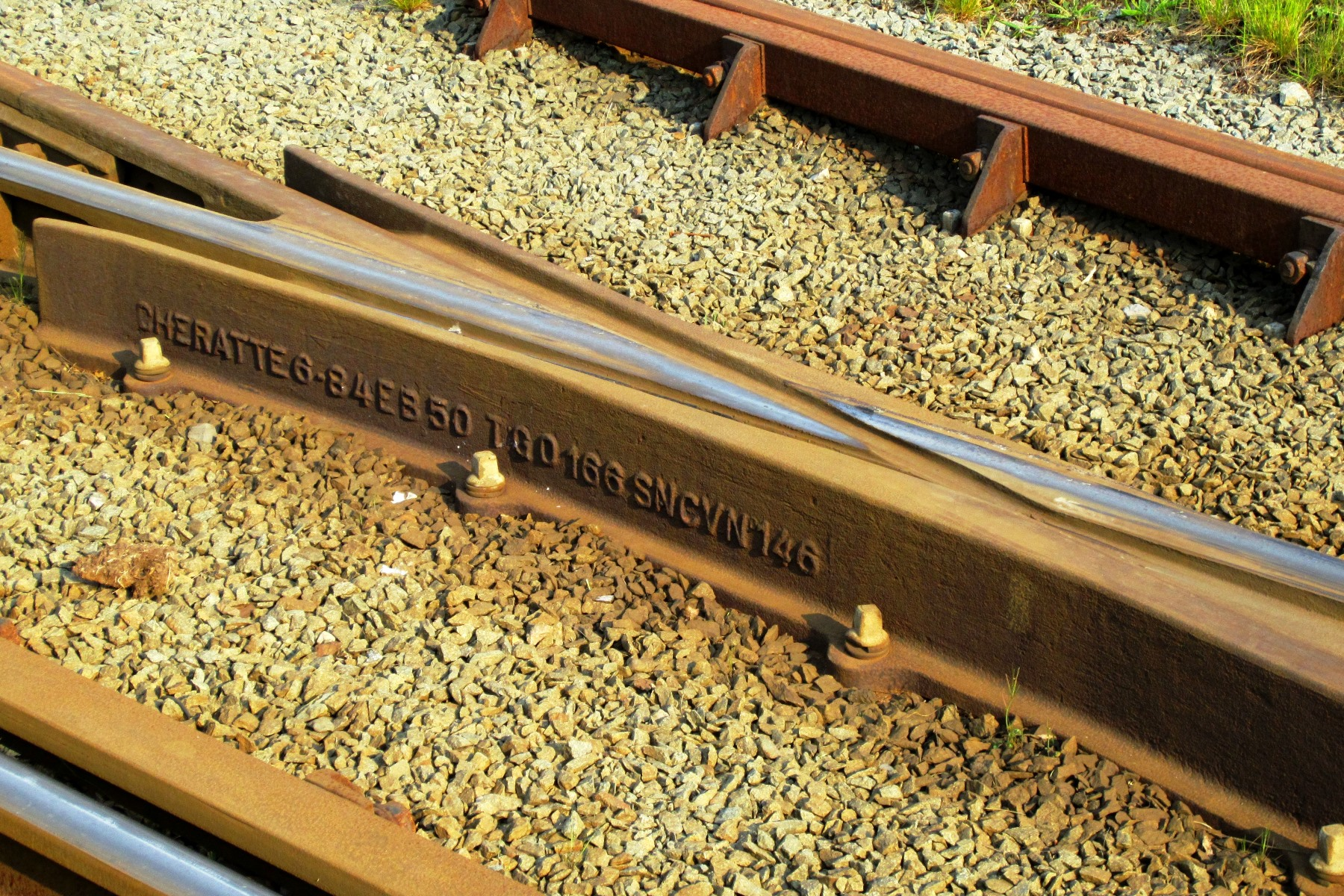
Cœur de croisement à ornière porteuse

En ce qui concerne les aiguillages, ceux qui étaient situés hors du pavage étaient actionnés par un appareil de manœuvre à contrepoids tandis que ceux situés dans le pavage étaient actionnés par un appareil logé dans une boîte placée entre les voies et manœuvrés au moyen d'une clé ou éventuellement d'une commande électrique sur les lignes électrifiées. Dans les années 1970, les appareils de manœuvre à contrepoids ont disparu au profit des boîtes de manœuvre sur les lignes électrifiées subsistantes. Au niveau du cœur de croisement, sur les lignes électrifiées, le boudin des roues était généralement soutenu par un fond, entre rail et contre-rail, 15 mm sous le plan de roulement pour éviter les chocs; ce système se généralisera d'ailleurs.

### Électrification
L'électrification du réseau débuta après le succès de la première ligne électrifiée en 1894 entre Bruxelles (place Rouppe) et Rhode-Saint-Genèse (Petite Espinette). Au début du XXe siècle, Charleroi, La Louvière et Liège possédaient déjà aussi quelques lignes suburbaines électrifiées. Avant la Première Guerre mondiale, les réseaux urbains de Namur, Louvain, Bruges et Malines, exploités par la SNCV, furent électrifiés. La ligne aérienne était à cette époque du type « fil de trolley » placée axialement au-dessus de la voie, sauf à Charleroi et entre Ostende et Blankenberghe où la ligne aérienne était, pendant les premières années du moins, placée latéralement selon le système « Dickinson ». La captation du courant s'effectuait au début grâce à un trolley (perche), sauf à Louvain, Bruges et Malines où la captation se fit d'emblée au moyen d'un archet. L'archet sera progressivement remplacé par un pantographe pour les lignes interlocales rapides à partir de 1924. L'archet ou le pantographe remplaceront le trolley à partir de 1928, sauf sur la ligne Verviers - Spa et sur la plupart des lignes du réseau du Brabant jusqu'à leur désaffection en 1978. Cette dernière exception s'explique par le fait que les lignes du Brabant partageaient à Bruxelles des sections communes à trois rails avec le réseau à voie normale des Tramways Bruxellois (société devenue en 1953 Société des transports intercommunaux de Bruxelles), réseau qui utilisait la captation par trolley avant 1976.

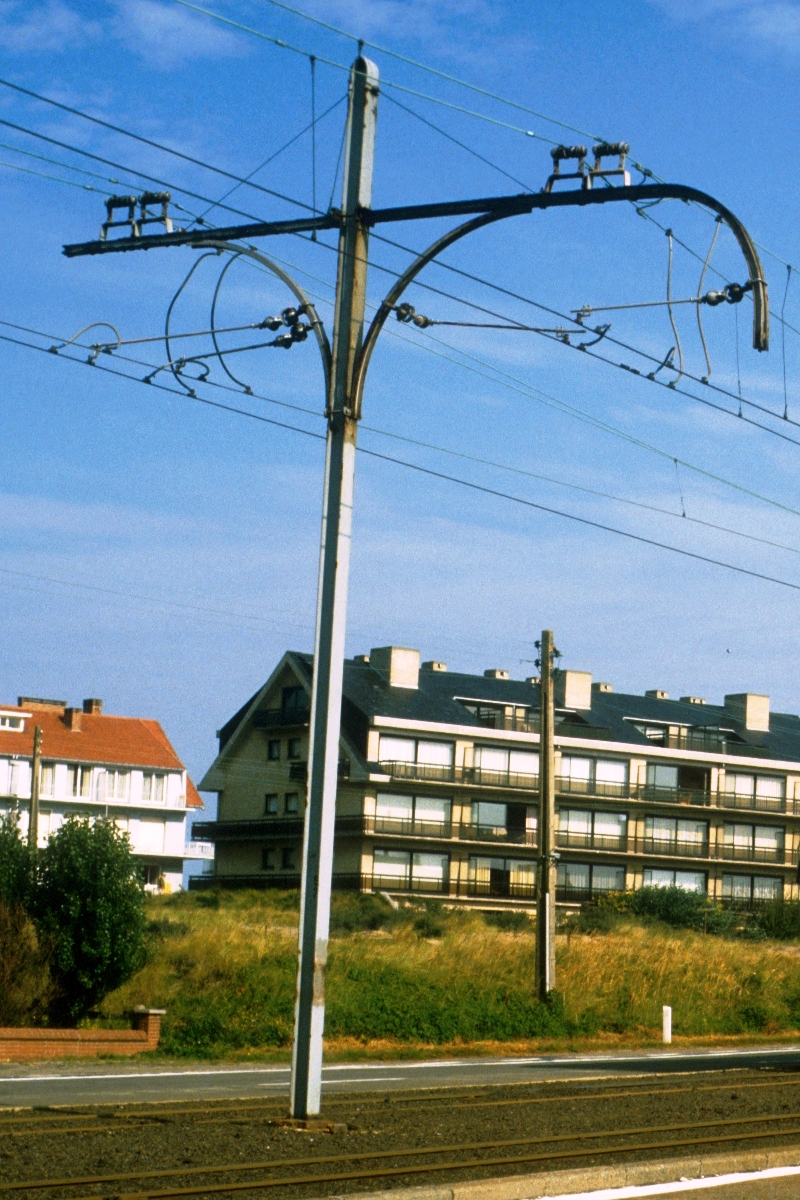
Caténaire type Grey de 1930.

Mis à part une expérience avec du courant alternatif monophasé 600 V 40 Hz entre 1905 et 1920 sur quelques lignes du Borinage, la SNCV opta pour une alimentation électrique en courant continu et la tension de 600 V devint le standard.
À partir de 1930, une suspension caténaire très caractéristique (poteaux de type Grey) fut utilisée lors de l'électrification des lignes interlocales. [voir image à gauche]
Cependant, malgré quelques conversions, la ligne aérienne du type « fil de trolley » subsistera sur une partie du réseau.

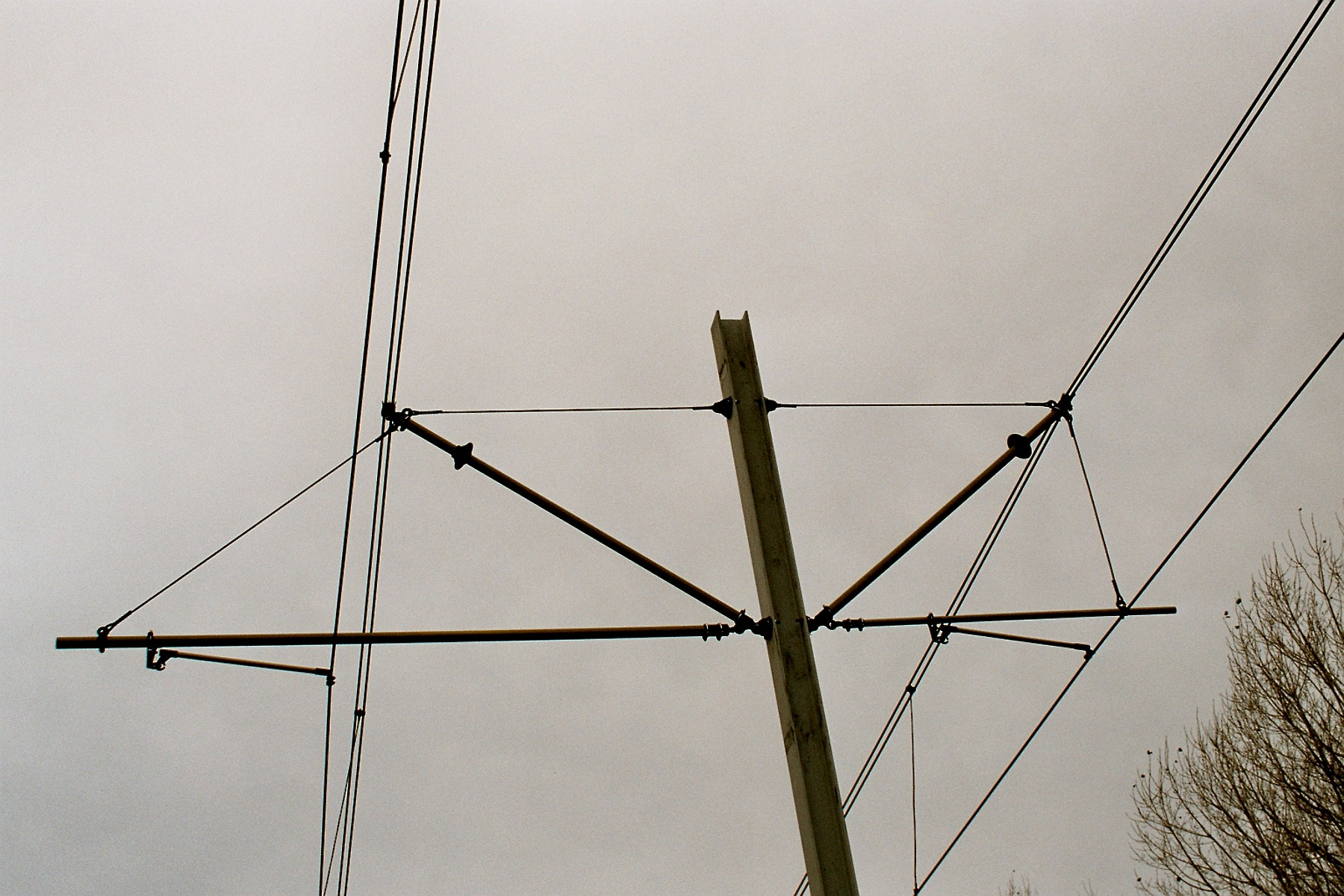
Nouvelle caténaire de 1979.

Après 1979, les lignes vicinales électriques subsistantes seront équipées d'une nouvelle suspension caténaire. [voir image à droite]
Sur une voie unique, deux fils en cuivre électrolytique de 80 mm2 de section sont utilisés, placés côte à côte pour la ligne aérienne du type « fil de trolley » ou, dans le cas d'une suspension caténaire, l'un utilisé comme fil de contact et l'autre comme fil porteur. Pour la nouvelle caténaire de 1979, il y aura deux fils porteurs et un fil de contact de 80 mm2 de section, sauf sur le métro léger de Charleroi où l'on utilisera un fil porteur et un fil de contact de 120 mm2 de section.

### Conduite et signalisation
Un des éléments caractéristiques des lignes ferrées vicinales électrifiées était leur équipement de signalisation lumineuse. Cette signalisation lumineuse, d'aspect typique, a équipé jusqu'à 700 kilomètres de lignes ferrées à voie unique dans le but sécuriser la circulation des convois sur ces voies uniques.

## Matériel roulant

### Les locomotives
Les locomotives étaient classées selon un type en rapport avec leurs dimensions et leur poids:
- Type 1: poids de 12,5 tonnes, 14 exemplaires, circule en Flandre et sur la côte.
- Type 2: poids de 14,2 tonnes, 4 exemplaires, largeur 2,05 mètres. circule en Hollande.
- Type 3: poids de 15 tonnes, 232 exemplaires, type  standard,
- Type 4: poids de 16,5 tonnes, 375 exemplaires, puissance 100 ch.
- Type 5: locomotives spéciales, 4 exemplaires, avec double tamponnement pour voie normale. Utilisée sur voie mixte (1 m et 1,435 m).
- Type 6: poids de 19 tonnes, 35 exemplaires.
- Type 7: poids de 24 tonnes, type lourd, 71 exemplaires.
- Type 8: poids de 14,5 tonnes, 5 exemplaires, à l'écartement de 1 067 mm, transformées en voie métrique.
- Type 9: poids de 24 tonnes, 4 exemplaires, équipées d'un bissel et du frein à vide type Smith-Hardy.utilisées dans la province de Liège pour la traction des trains de marchandises
- Type 10: poids de 23 tonnes, 6 exemplaires, voie normale
- Type 11: poids de 23 tonnes, 3 exemplaires, voie normale
- Type 12: poids de 23 tonnes, 5 exemplaires, voie normale
- Type 13: poids de 22,5 tonnes, 18 locomotives commandées par la société "Ixelles-Boendaal" pour la ligne Bruxelles - Haacht.
- Type 14: poids de 26 tonnes, 4 exemplaires, identiques au type 5, mais plus puissantes.
- Type 15: poids de 16,5 tonnes, 5 exemplaires, locomotives à voie normale  pour la ligne industrielle entre Merksem et Mol.

Types ultérieurs
- Type 16: poids de 18 tonnes, 1 exemplaire, prototype, semblable au type 18,mais avec surchauffe
- Type 17: poids de 18 tonnes, 1 exemplaire, prototype,
- Type 18: poids de 18 tonnes, 126 exemplaires, équipées de  nouvelles technologies.
- Type 19:  poids de 18 tonnes, 50 exemplaires, similaires au type 18, mais construites en Angleterre pendant les années de guerre.
- Type 20:  poids de 30 tonnes, 4 exemplaires, voie normale, pour le réseau industriel de Merksem.
- Type 21:  poids de 23 tonnes, 20 exemplaires, locomotives américaines commandés en 1915
- Type 22:  poids de 35 tonnes, 1 exemplaire, locomotive à voie normale pour Groenendaal - Overijse.
- Type 23:  poids de 23 tonnes, 2 exemplaires, locomotives Garratt

### Le gabarit

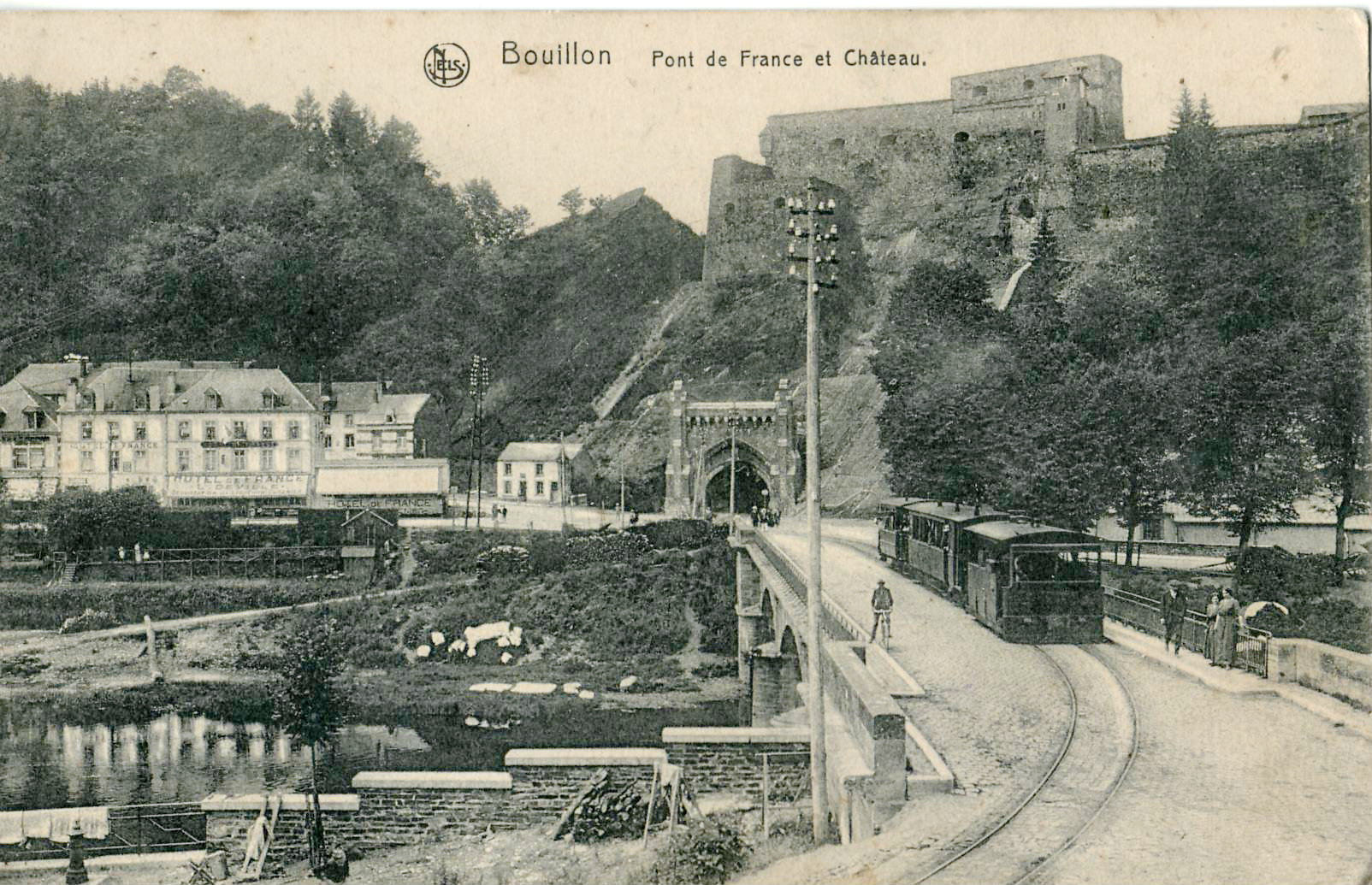
Un train à vapeur à Bouillon

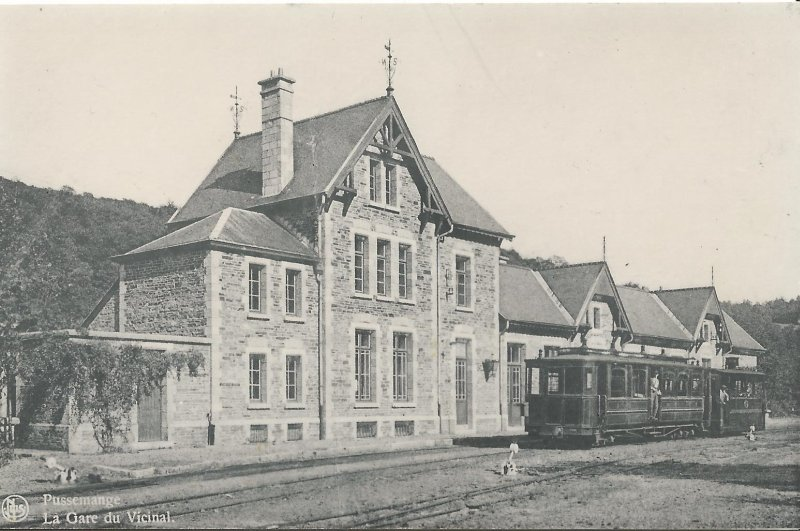
Station de Pussemange

La majorité des 961 locomotives à vapeur bicabines destinées au réseau à voie métrique ou à voie de 1 067 mm (types 3, 4, 6, 7, 8, 9, 13, 16, 18, 19 et 21) avait une largeur oscillant entre 2,20 m et 2,55 m.
La principale exception était les quatorze locomotives légères de 12,5 tonnes du type 1 de 2,10 m de large et les cinq locomotives du type 2 de 2,04 m de large pouvant circuler sur certaines lignes du réseau hollandais au gabarit limité en largeur à 2,05 m.
Les types 3 et 4 totalisant 613 exemplaires avaient une largeur de 2,49 m.
En raison des dimensions des locomotives à vapeur, le gabarit des obstacles adopté pour les lignes vicinales métriques a été de 2,50 m en largeur, à l'exception des petits réseaux électriques urbains de La Louvière, Bruges et Malines.
La largeur des nombreux wagons à haussettes (tombereaux), plats et fermés, du type à deux essieux et de 10 tonnes, était généralement de 2,32 m. De petites séries de wagons de ce genre auraient cependant eu une largeur de 2,20 m, de 2,00 m et de 1,90 m.
Le parc des voitures voyageurs construites pour la traction à vapeur comportait une majorité de voitures à deux essieux et quelques (38) voitures à bogies. Les voitures à deux essieux se répartissaient en voitures de première classe, voitures de seconde classe, voitures mixtes première et seconde classe, voitures mixtes seconde classe et compartiment à bagages et enfin en fourgons à bagages.
La largeur de caisse était généralement de 2,32 m, ce qui permettait en seconde classe de disposer les sièges transversalement et en vis-à-vis, deux de chaque côté du passage central. De petites séries avaient toutefois une largeur de caisse de 2,20 m ou de 2,00 m. Cette dernière largeur permettait l'accès à certaines lignes du réseau hollandais.
En ce qui concerne les autorails, après quelques véhicules expérimentaux, environ 250 autorails à deux essieux furent construits à partir de 1933 avec une caisse standardisée de 2,32 m de large permettant de disposer deux sièges de part et d'autre du passage central.
Les premières motrices électriques mises en service en 1894, sur la ligne de Bruxelles à la Petite Espinette, avaient une largeur de 2,32 m permettant des sièges transversaux à deux fois deux places comme pour les voitures voyageurs des trains à vapeur. Par la suite, la longueur des motrices à deux essieux et donc leur désaxement dans les courbes augmentant, la largeur de caisse la plus utilisée fut de 2,20 m avec de petites séries de 2,00 m pour certaines lignes typiquement urbaines de La Louvière, Bruges et Malines ou de 2,40 m pour les lignes de la côte ou du Hainaut.
Les 400 motrices rapides à bogies (dites du type « Standard ») construites à partir de 1930 avaient une largeur de caisse de 2,20 m, sauf 35 d'entre elles destinées aux lignes de la côte qui avaient une largeur de 2,40 m.
En 1949, après la construction de divers prototypes de motrices à bogies de 2,20 m de large, les ateliers SNCV de Cureghem construisirent les quatre-vingt-deux motrices de type « N » d'une largeur de 2,32 m. Cette largeur de caisse plus généreuse, sans compartimentation intérieure, avec seulement trois sièges de front, devait permettre d'augmenter le nombre de voyageurs debout tout en permettant un nouveau mode d'exploitation avec une circulation des passagers des portes d'entrée à l'arrière vers les portes de sortie à l'avant.
Ces motrices rapides destinées à circuler sans remorques étaient en effet plutôt destinées aux zones urbaines. Vu le succès de ces motrices à la ligne moderne, la SNCV adopta cette caisse pour la reconstruction de 193 motrices « Standard » et pour quelques motrices neuves qui formèrent le type « S » apte, en raison de sa motorisation, à remorquer des voitures. Les voitures à bogies à l'aspect semblable à celui des motrices « Standard » auront tantôt 2,20 m de large, tantôt 2,32 m de large avec dès lors quatre sièges de front.
La largeur des dernières motrices construites pour la SNCV fut portée à 2,50 m avec l'arrivée à partir de 1980 des motrices articulées de grande capacité de type « BN » destinées au réseau de semi-métro de Charleroi et à la ligne de la côte aux fortes pointes de trafic.

### Les classes
Dès le début de l'exploitation par la traction à vapeur, les voitures à voyageurs comportaient deux classes se différenciant par la largeur des sièges et leur revêtement. Extérieurement, les classes étaient indiquées sur le flanc des voitures par les chiffres romains I et II. Une même voiture et, plus tard, une même motrice électrique pouvaient comporter les deux classes en raison de leur division en compartiments séparés entre eux et séparés des plateformes par une paroi vitrée comportant une porte coulissante. Dès 1946, la distinction des classes fut supprimée et cela permit, plus tard, l'exploitation avec une circulation des passagers dans les motrices électriques : ces derniers montaient par les portes arrière et devaient passer devant un receveur installé à un poste de perception.

### L'intercirculation

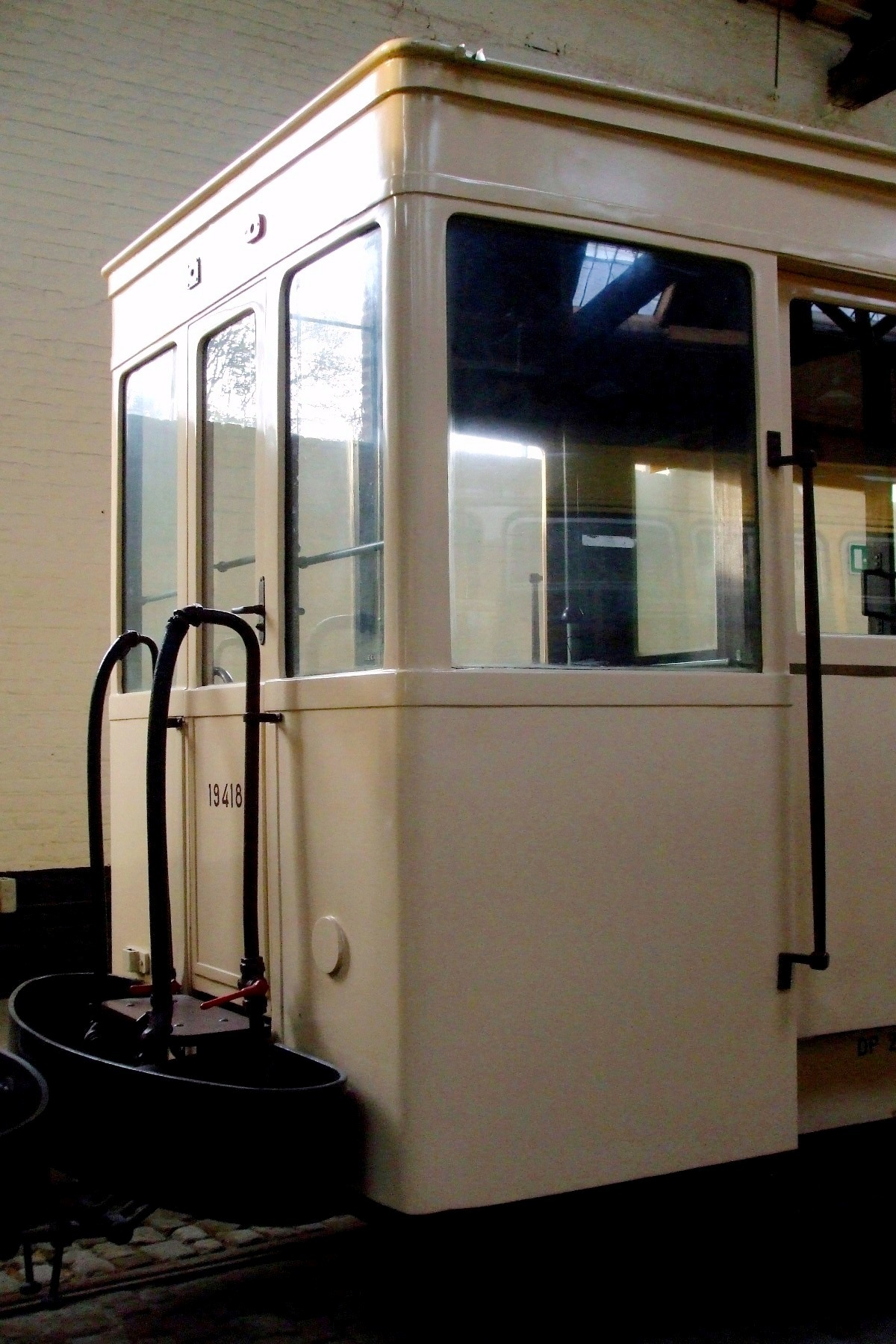
Extrémité d'une voiture à bogies de type « Cureghem » de 1943, avec porte d'intercirculation et flexibles de frein « Westinghouse ».

L'intercirculation, se définissant comme la circulation entre les voitures d'un train, était généralisée pour le personnel du train au début de l'exploitation à vapeur. Les plateformes ouvertes des voitures étaient munies de portillons permettant le passage d'une voiture à l'autre et, plus tard, les plateformes d'extrémité fermées furent munies de portes. En mode de traction électrique, une petite partie seulement des motrices furent équipées de portes d'intercirculation et une partie plus importante du parc des voitures. Le matériel roulant avec ou sans portes d'intercirculation était dès lors affecté aux groupes de lignes en fonction de l'organisation de la perception. Les lignes de la côte avaient typiquement des convois équipés de portes d'intercirculation, y compris les motrices (les motrices « Standard » de 1930 du type large de 2,40 m et ensuite les motrices de 1953 du type « SO », variante unidirectionnelle du type « S » avec porte d'intercirculation à l'arrière), et ce jusqu'à l'arrivée des motrices articulées du type « BN » en 1982.

### Le freinage des convois
Les voitures et wagons à l'époque de la traction à vapeur n'étant pas équipés d'un système de freinage commandé par la locomotive, cette dernière assurait seule le freinage du train. Pour les trains de marchandises composés de plusieurs wagons, un employé serre-freins prenait place sur l'un des wagons de queue équipé d'un siège et d'une manivelle de frein pour aider au freinage du convoi au signal du machiniste; ce système s'est perpétué lors du passage aux autorails-tracteurs pour la traction des trains de marchandises. Les motrices électriques avant la Deuxième Guerre mondiale tractaient également des voitures non freinées.
L'introduction entre 1930 et 1947 des motrices à bogies de type « Standard » pouvant atteindre 70 km/h suivie de la construction de voitures à bogies pouvant les accompagner pour former des rames homogènes composées d'un motrice et de jusqu'à trois voitures à bogies fut probablement l'une des raisons de la généralisation en 1948 du système de freinage Westinghouse pour le matériel voyageurs. Ce système utilise la pression de l'air comprimé pour le serrage et le déserrage des freins et nécessite la présence de flexibles aux extrémités des véhicules ferroviaires pour assurer la continuité des conduites d'air comprimé dans le train. Ce système permet un freinage automatique par chute de pression en cas de rupture de la conduite dite automatique lors d'une rupture d'attelage ou d'une fuite et le freinage direct (volontaire) par le conducteur actionnant le robinet de mécanicien alimentant la conduite dite directe. En plus des motrices électriques pouvant tracter des voitures et des voitures elles-mêmes, quelques autorails destinés à tracter une ou deux remorques et quelques wagons de service furent également équipés de ce système de freinage.

## Lignes touristiques, musées et archives

### Trammuseum Schepdaal

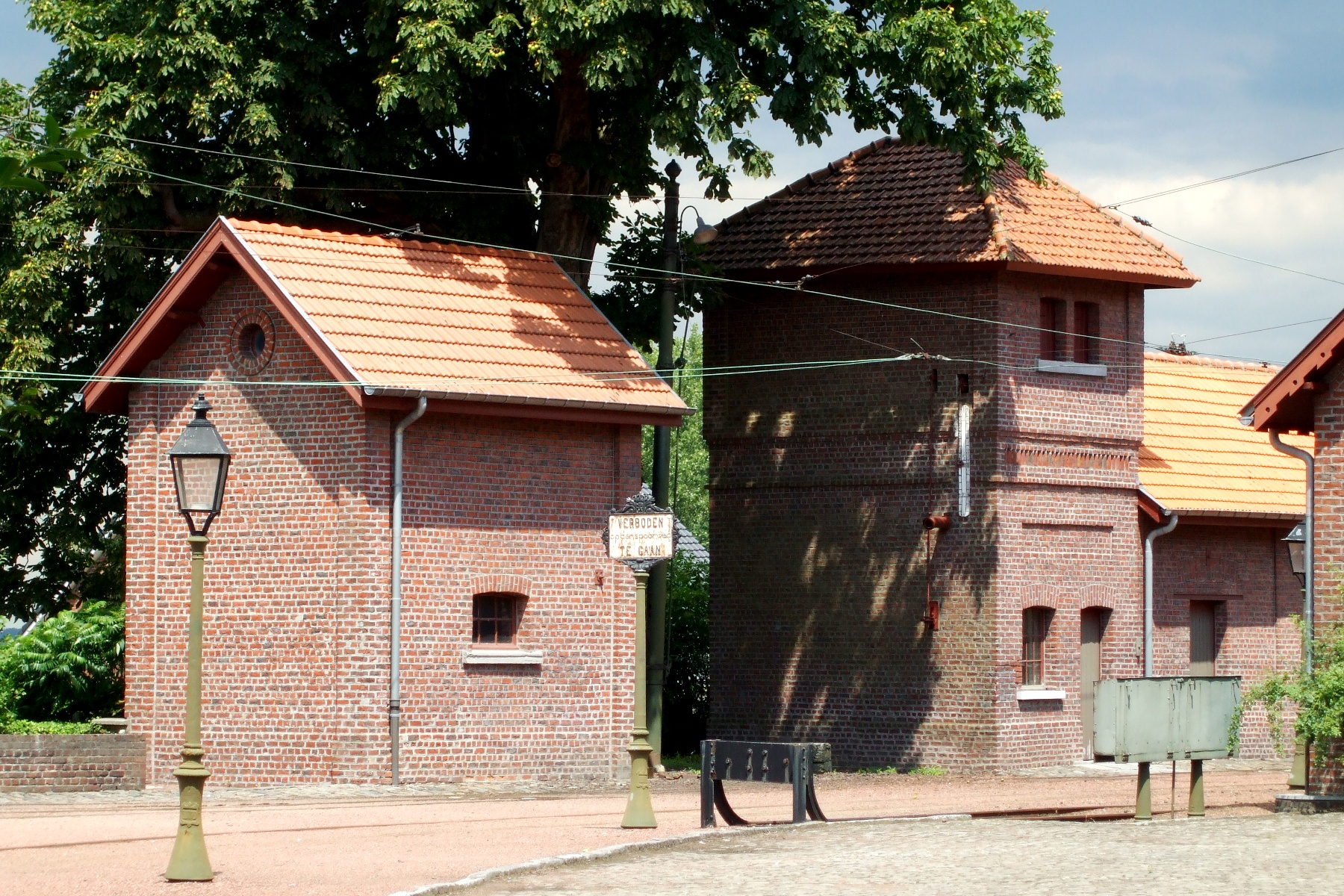
Gare musée de Schepdaal, abri pour vélos, château d'eau et bascule.

Le premier musée ayant exposé du matériel ferré vicinal est le « Trammuseum Schepdaal » établi en 1962 dans la gare vicinale de Schepdaal située sur la ligne Bruxelles - Ninove. Cette gare vicinale datant de 1887, utilisée jusqu'en 1968 pour l'exploitation ferrée, propriété de la SNCV et ensuite de la VVM (Vlaamse Vervoer Maatschappij), a été classée en 1993 et comporte les éléments typiques d'une gare vicinale du temps de la vapeur : bâtiment des recettes comportant salle d'attente et salle du personnel avec pavillon d'aisances adossé, magasin à marchandises, remise pour locomotives, remises pour voitures, château d'eau, four à sable, magasin à charbon, forge et lampisterie.

### Tramway Touristique de l'Aisne

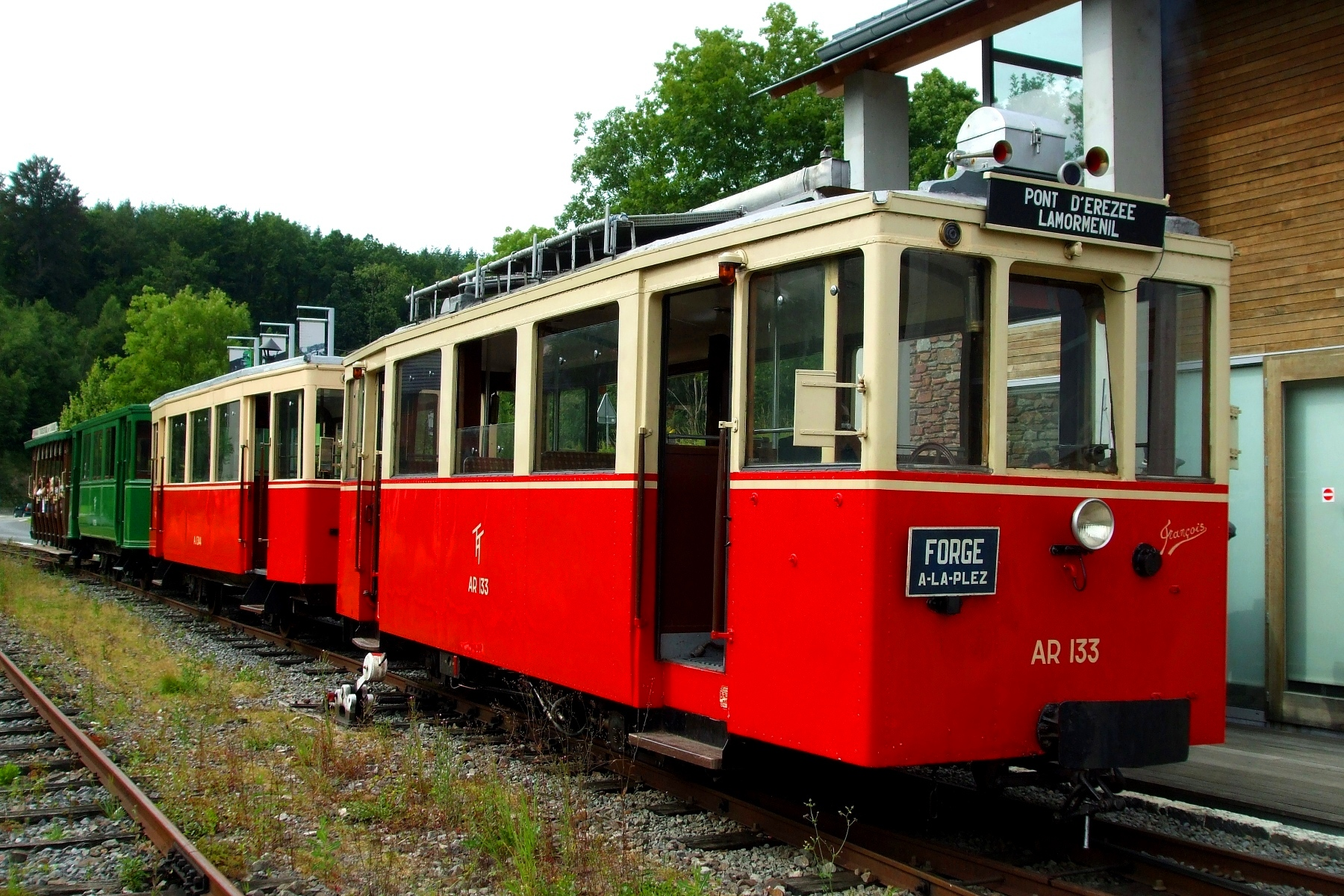
Train touristique régulier du TTA à la gare de Pont d'Erezée en 2009.

L'asbl Tramway touristique de l'Aisne (TTA), dans la province du Luxembourg, dispose depuis 1965 de la dernière survivante des lignes vicinales rurales : la section Érezée - Dochamps - Lamorménil de l'ancienne ligne non électrifiée Melreux - Manhay - Comblain, ce qui lui permet d'exploiter dès 1966 le premier chemin de fer touristique de Belgique. La partie de ligne sauvegardée de 11,2 km ne comportant pas de bâtiment, un dépôt est construit en 1967 à Blier et une gare moderne en 2005 à Érezée (pont).

L'exploitation touristique de base se fait sur la section Pont d'Érezée - Forge-à-la-Plez, la section Forge-à-la-Plez - Dochamps n'étant parcourue que par certains trains les jours d'affluence et certaines années seulement en fonction des travaux d'entretien de la voie. La section Dochamps - Lamorménil, jamais exploitée par le TTA, connait des premiers travaux de remise en état en 1994 avec la repose de 300 m de voie permettant d'atteindre le pont sur la Lue. Au-delà, la reconstruction vers Lamorménil reste toujours à l'ordre du jour en 2006. Finalement, cette section Dochamps - Lamorménil est officiellement inaugurée le 21 juin 2015.
 
La ligne est exploitée, comme celle des grottes de Han, au moyen d'autorails à essieux provenant de la SNCV et datant d'avant la Seconde Guerre mondiale [voir image ci-contre]. Des circulations en traction vapeur ont lieu entre 1968 et 1989. L'association dispose, en 2006, de 53 véhicules ferrés provenant de la SNCV et de 16 véhicules à voie métrique d'autres origines. Depuis l'année 2000, l'association tend à céder les véhicules non vicinaux et à acquérir des véhicules historiquement compatibles avec les convois vicinaux ardennais de jadis. L'application d'une livrée vicinale à certains véhicules semble aller dans le même sens.

### Association pour la sauvegarde du Vicinal

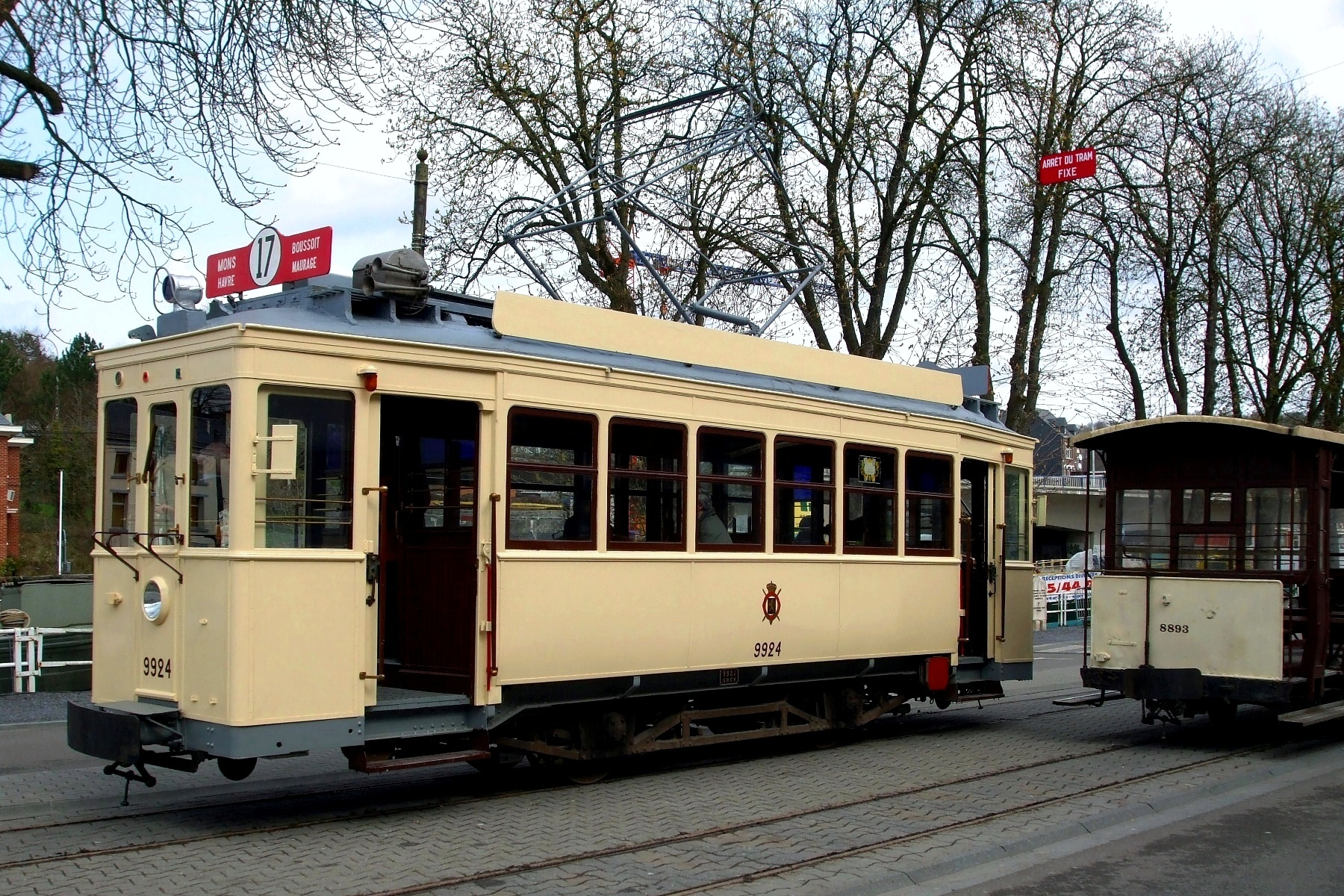
Motrice SNCV à essieux de 1931 au terminus de Thuin-Ville Basse en 2010
lors de circulations de l'ASVi.

L'ASVi, Association pour la sauvegarde du Vicinal, fait circuler ses tramways historiques depuis 1978 sur la section Lobbes - Thuin de la ligne vicinale électrifiée Charleroi - Anderlues - Thuin qui reste en exploitation commerciale jusqu'en 1983.
Une collection de 52 véhicules historiques, constituée entre autres des véhicules préservés hérités par la SRWT lors de la dissolution de la SNCV en 1991, est en partie exposée depuis 1999 dans un premier bâtiment du Centre de découverte du Vicinal. Ce Centre de découverte du Vicinal, construit à Thuin sur le terrain de l'ancienne gare SNCB de Thuin-Ouest située sur la ligne SNCB 109 désaffectée, est équipé d'un complexe de voies électrifiées et, depuis 2002, d'un second bâtiment. Ce Centre de Découverte du Vicinal est relié à la ligne musée Lobbes (Écoles) - Thuin (Ville Basse), longue de 5,5 km et isolée du réseau de Charleroi depuis 2005.
Depuis 2010, une section de 3 km de l'ancienne ligne SNCB 109 convertie à l'écartement métrique et non électrifiée relie le Centre de découverte du Vicinal à l'ancienne gare SNCB de Biesme-sous-Thuin.

### Musée du transport urbain bruxellois

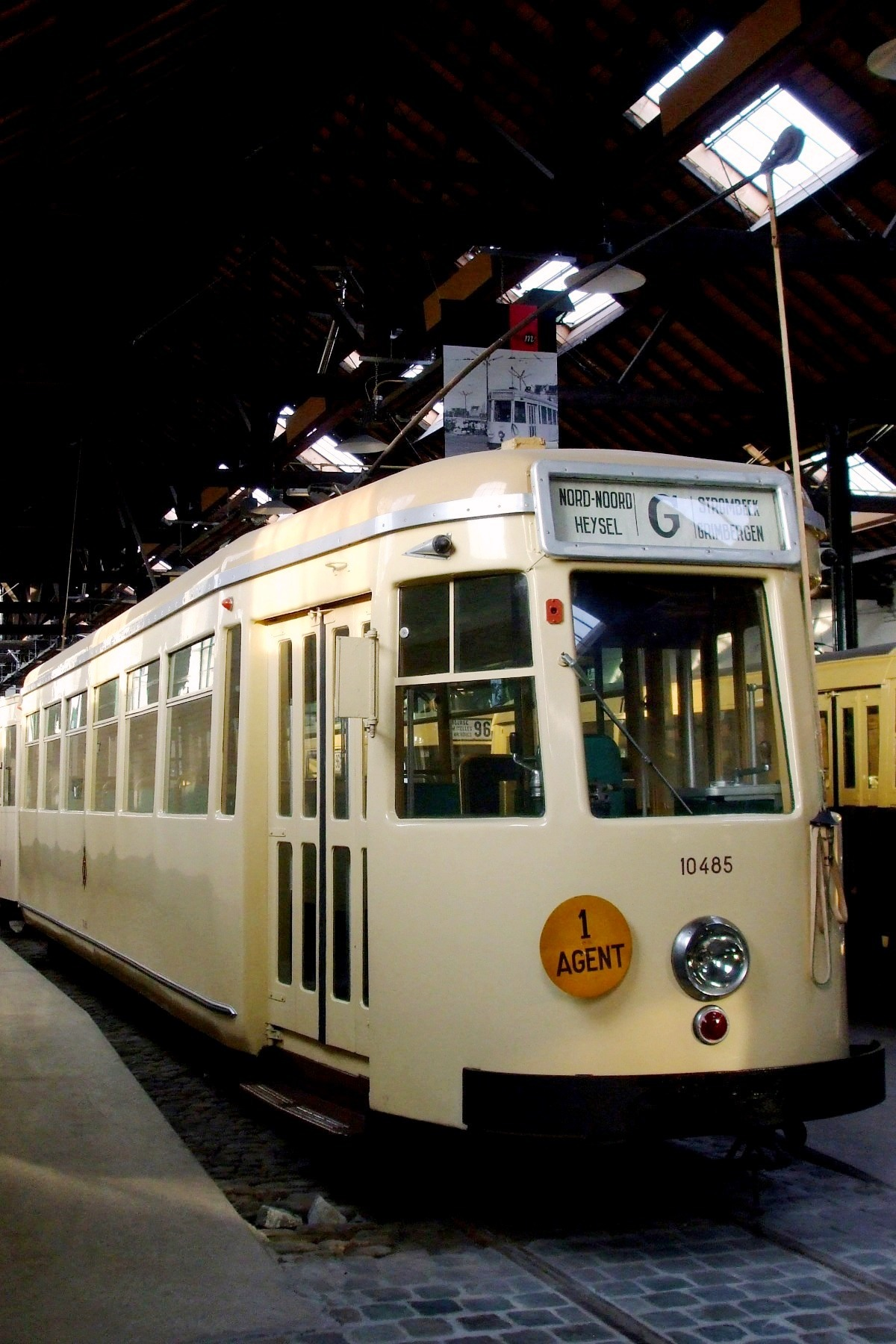
Motrice type « N » de 1957, typique du réseau vicinal de Bruxelles, exposée au MTUB.

Le  Musée du transport urbain bruxellois, abrité depuis 1982 dans le dépôt de trams datant de 1897 qui est situé à Woluwe-Saint-Pierre et qui est encore partiellement utilisé pour l'exploitation des tramways à voie normale de la STIB, expose également quelques véhicules ferrés vicinaux ayant circulé dans le Brabant.
Depuis la réouverture du musée en 2010 après rénovation, seuls deux véhicules ferrés de la SNCV, typiques du réseau vicinal bruxellois, sont exposés. D'une part, la dernière motrice de type « N » construite, la 10485 construite en 1957 avec un aménagement intérieur moins sobre en vue de l'Expo 58, après que les autres motrices de cette série ont été construites entre 1949 et 1954 par les ateliers SNCV de Cureghem. D'autre part, une voiture à bogies de type « Cureghem » faisant partie d'une série de voitures à six baies vitrées construites par les ateliers de Cureghem, reconnaissables à leur toit plus plat, d'une largeur de 2,32 m offrant 48 places assises réparties en deux compartiments de taille égale, munies de portes d'intercirculation, et qui ne furent quasiment utilisées que sur le réseau de Bruxelles. Ces deux véhicules sont présentés attelés ensemble, toutefois les motrices de type « N » n'ont jamais tracté de voitures ou de wagons contrairement aux motrices de type « S » à la carrosserie semblable mais à la motorisation et à l'équipement différents.
Comme ces véhicules sont à voie métrique (contrairement à tous les autres trams de la STIB et du musée qui sont à voie normale), ils ne quittent qu'exceptionnellement l'unique voie métrique du musée, car pour les exposer ailleurs (ils étaient par exemple place Royale lors du 150e anniversaire du tram à Bruxelles) il faut les y amener et les en ramener par camion.

### Musée des transports en commun de Wallonie

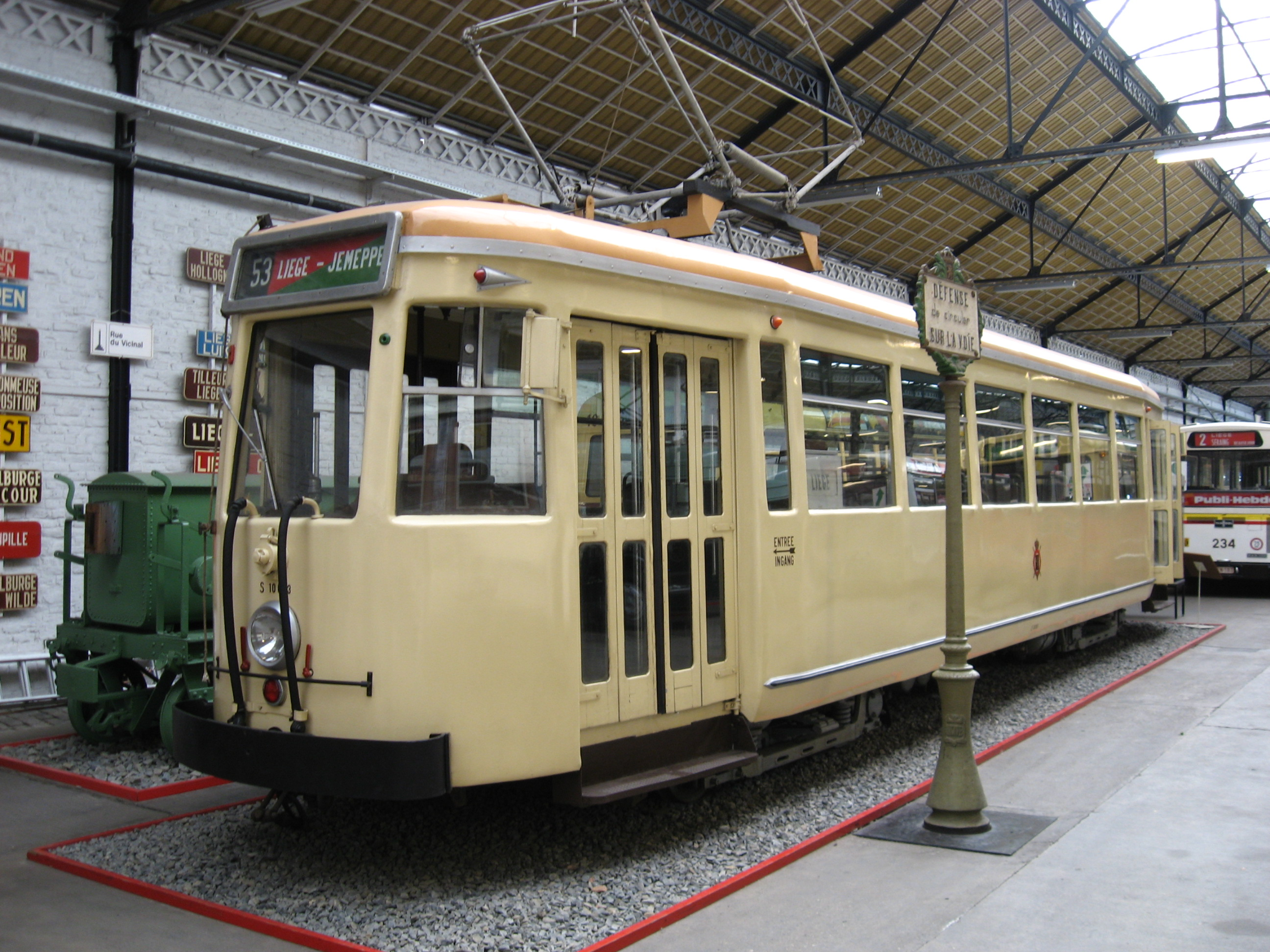
Motrice vicinale type « S » exposée au musée.

Le Musée des transports en commun de Wallonie, créé en 1985 dans l'ancien dépôt de trams « Natalis » de la STIL, présente également quelques véhicules vicinaux. On peut y voir la motrice métallique lourde à deux essieux 10012 construite en 1934 par les Ateliers de Braine-le-Comte, la motrice à bogies de type « S » 10063 construite en 1956 par les ateliers SNCV de Cureghem [image ci-dessous], un autobus construit par les Ateliers Métallurgiques de Nivelles en 1952 et un autobus construit par les usines Brossel pour le châssis et par Jonckheere pour la carrosserie en 1957.

### Vlaamse Tram en Autobus Museum

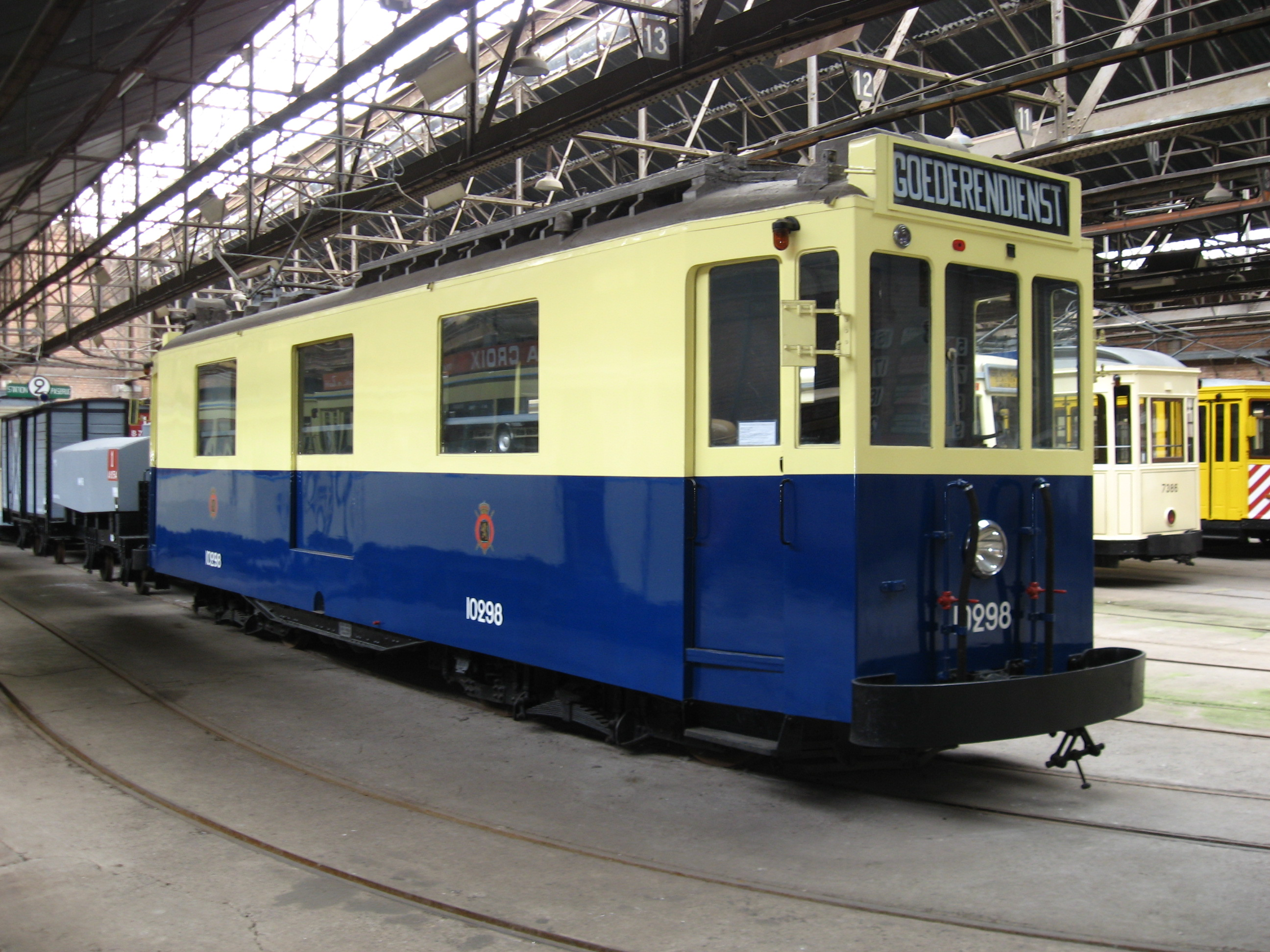
Fourgon moteur à bogies SNCV.

Le « Vlaamse Tram- en Autobus Museum » ouvert en 1991 dans l'ancienne remise « Groenenhoek » des tramways urbains d'Anvers expose entre autres quelques véhicules ferrés et autobus de la SNCV. Ce musée est raccordé au réseau à voie métrique qui dessert la ville. On y trouve notamment un des cinq fourgons moteurs à bogies construits par les ateliers SNCV de Merksem entre 1940 et 1944.

### Asbl Tramania
L'Asbl Tramania exerce depuis 1993 une activité de mécénat dans le domaine de l'histoire des vicinaux (aide au financement de la construction du musée de Thuin et restauration de véhicules pour le TTA) et met des archives photographiques en ligne sur son site Internet.

### Modèles réduits
Des modèles réduits de matériel roulant vicinal constituent également un témoignage du passé. Des artisans belges comme Ferivan ou Jocadis ont produit en série des modèles à l'échelle HO (1/87e) pour voie de 12mm (HOm).